# História operacional da Luftwaffe na Segunda Guerra Mundial

Emblema da Luftwaffe.

A história operacional da Luftwaffe na Segunda Guerra Mundial é a história da aplicação do poder aéreo da Alemanha Nazi contra as forças armadas dos países com os quais esteve em conflito. A Luftwaffe era o ramo aéreo da Alemanha Nazi desde 1933 no papel e desde 1935 na prática. Antes de ser usada como um componente chave na Segunda Guerra Mundial, esta força aérea participou na Guerra Civil Espanhola, onde adquiriu experiência.
No dia 1 de Setembro de 1939, a Luftwaffe - juntamente com os outros ramos da Wehrmacht - atacou a Polónia e, três dias depois, o Reino Unido e a França declararam guerra à Alemanha. Além de estabelecer superioridade aérea e apoiar as tropas terrestres na invasão da Polónia, a Luftwaffe ainda tinha que se preocupar com a defesa do espaço aéreo alemão. Em 1940, os alemães lançaram-se pela Dinamarca e Noruega e, posteriormente, invadiram os Países Baixos e a França, tendo o poder aéreo alemão, em todos estes ataques, desempenhado um papel essencial para o sucesso das operações germânicas. A Luftwaffe havia sido desenvolvida como uma força aérea táctica e não estratégica, motivo pelo qual quando se deu a Batalha da Grã-Bretanha ela não ter conseguido ir ao encontro dos objectivos alemães. A Real Força Aérea (RAF) repeliu com sucesso a Luftwaffe.
Uma vez falhado o estabelecimento do poder aéreo alemão sobre as ilhas britânicas, a Luftwaffe foi empregue em outros teatros de guerra - nos Balcãs, no Mediterrâneo e no Norte de África - onde continuou a prestar apoio às operações terrestres e chegou mesmo a ser responsável pela conquista de diversos pontos, como na batalha da ilha de Creta. Em Junho de 1941, a Alemanha deu início à Operação Barbarossa, a invasão da União Soviética. Rapidamente, a Luftwaffe abriu caminho para as tropas terrestres, bombardeando posições inimigas e estabelecendo supremacia aérea, destruindo milhares de aeronaves soviéticas no solo e no ar. Apesar do sucesso alemão, a estratégia - gestão de recursos e prioridades de produção referentes à Luftwaffe - não foi feliz, o que levou a que o ramo aéreo alemão não visse suas aeronaves nem as suas tripulações serem repostas como seria de se esperar. Isto levou a que, apesar do sucesso e dos avanços alemães, a Luftwaffe começou a entrar em colapso quando se viu dependente de linhas de suprimento cada vez mais longas. Com a União Soviética a aumentar a produção de aeronaves e tripulações, e com a entrada dos Estados Unidos na guerra, a Luftwaffe começou a perder superioridade aérea.
Com os aliados a aplicarem uma economia de guerra, algo que a Alemanha empreendeu demasiado tarde, a Luftwaffe foi perdendo superioridade aérea na Frente Oriental e no Norte de África. Apesar de a Muralha do Atlântico continuar em pé, os aliados deram início a uma série de bombardeamentos estratégicos que levaram a Luftwaffe a ter que retirar aeronaves e tripulações das frentes de combate para defender o país. Em 1944, os aliados invadiram o norte de França através do desembarque nas praias da Normandia e, com os aliados já assentes na península itálica e com os soviéticos a avançarem em direcção à Alemanha, a Luftwaffe começou a sofrer cada vez mais baixas humanas e materiais. Apesar do uso de armas tecnologicamente avançadas, como o caça foguete Messerschmitt Me 163 e o primeiro caça a jacto operacional da história, o Messerschmitt Me 262, o emprego destas e de outras tecnologias foi negligenciado ou feito demasiado tarde. Assim, com o intenso bombardeamento das indústrias alemãs, o colapso da economia e o crescente número de baixas, nas últimas semanas de guerra a actuação da Luftwaffe foi quase nula até o cessar das hostilidades.

## Regresso da Legião Condor

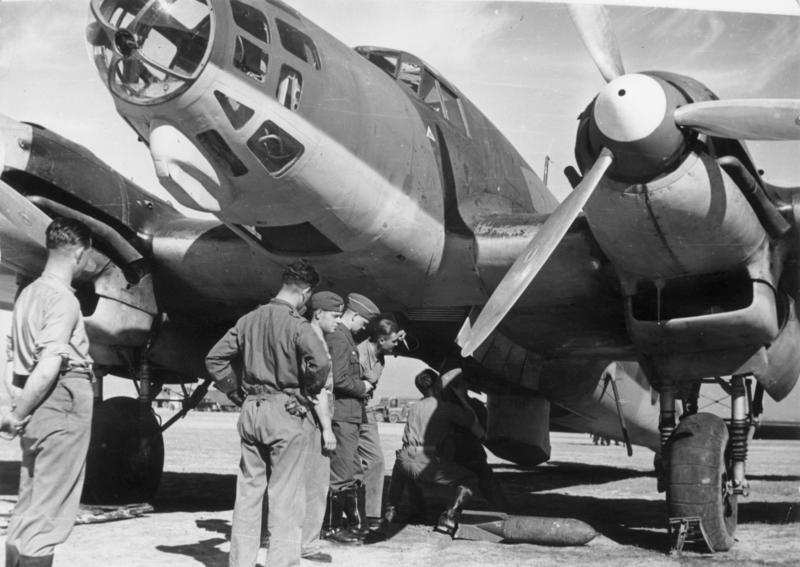
Um bombardeiro alemão Heinkel He 111 em Espanha, em 1939.

Durante a Guerra Civil Espanhola, que havia começado em 1936, Francisco Franco solicitou apoio logístico e militar à Itália e à Alemanha. Os alemães responderam inicialmente com vinte aviões de transporte Junkers Ju 52 escoltados por seis aviões de caça Heinkel He 51. Estes aviões de transporte foram importantes no transporte das tropas de Franco de Marrocos para a Península Ibérica, transportando 25 militares totalmente equipados em cada voo, realizando cerca de quatro voos por dia, tendo acabado por transportar cerca de dez mil combatentes nacionalistas. Com Franco na península, os alemães decidiram aumentar o apoio aos nacionalistas, formando a Legião Condor, composta maioritariamente por militares da Luftwaffe e por centenas de aviões, incluindo bombardeiros convencionais e de mergulho, aviões de caça, de transporte e de reconhecimento aéreo. Ao longo de 1937 e de 1938 a intervenção aérea alemã consolidou-se.

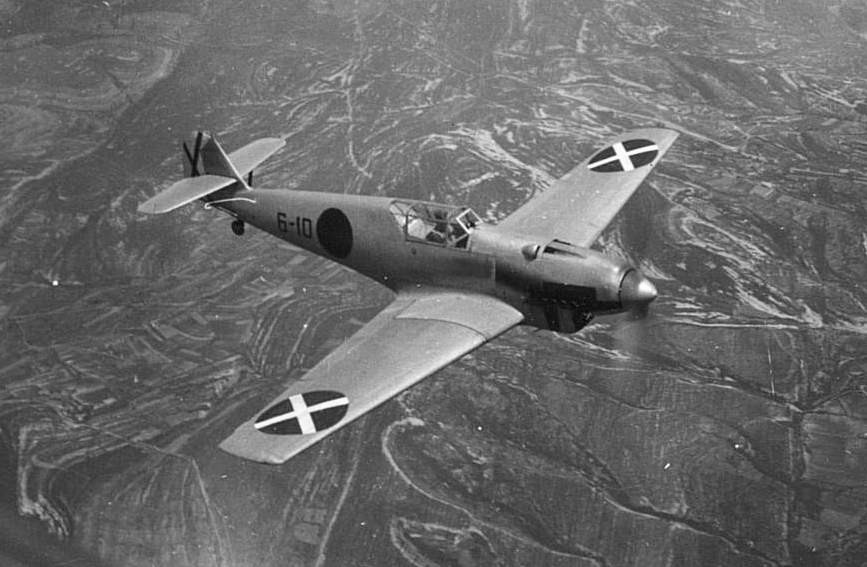
Um Bf 109 em Espanha com insígnias da Legião Condor.

No final de 1938 e início de 1939 o número de voluntários nacionalistas para se tornarem combatentes de componente aérea aumentou, e os pilotos da Luftwaffe começaram a treina-los. Gradualmente, a intervenção da Legião Condor foi diminuindo em número, porém continuando em importância. As últimas missões da legião tiveram lugar no dia 6 de Fevereiro de 1939, tendo as forças republicanas apresentado a rendição no dia 26 de Março. No mês seguinte, no dia 14 de Abril, foi criada uma condecoração específica para os combatentes da Legião Condor, a Cruz Espanhola.
No dia 26 de Maio, 5 136 militares da Legião Condor regressaram à Alemanha, onde foram recebidos com várias homenagens e recepcionados por Adolf Hitler e Hermann Göring com uma parada militar em Berlim. Durante o conflito espanhol, os alemães destruíram 386 aeronaves inimigas (313 em combate aéreo) e lançaram 21 mil toneladas de bombas, tendo perdido 72 aeronaves em combates e 226 militares. O Messerschmitt Bf 109 revelou-se como o melhor avião de caça da sua época e o Junkers Ju 87 demonstrou o seu poder de precisão e desmoralizante, particularmente após a adição de sirenes e apitos nos aviões e nas bombas. A Luftwaffe começava assim o ano de 1939 com um grupo de militares e pilotos altamente experientes, com técnicas e tácticas treinadas e com um bom grau de motivação. Estes factores ajudariam a força aérea alemã na primeira fase da Segunda Guerra Mundial que começaria meses mais tarde, providenciando à Alemanha Nazi a maior e mais poderosa força aérea da Europa.

## Invasão da Polónia

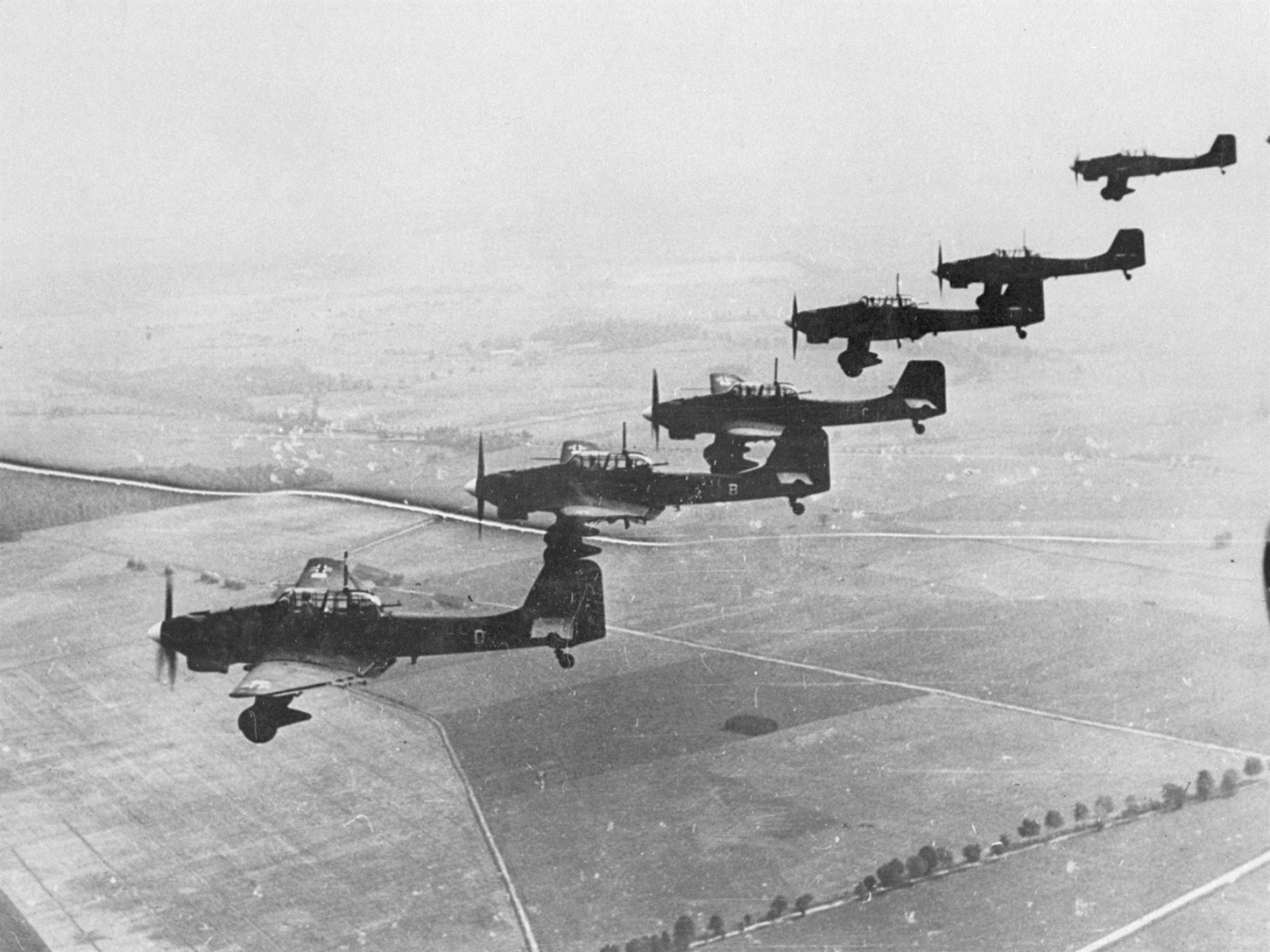
Bombardeiros de mergulho Junkers Ju 87 em formação, em Setembro de 1939.

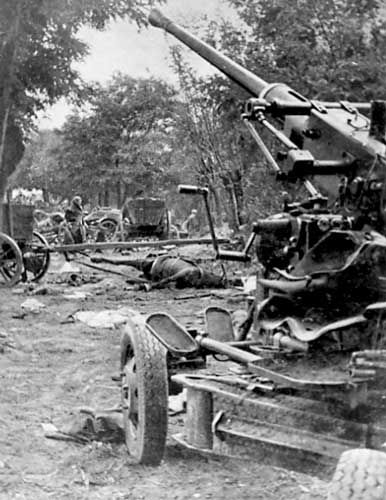
Coluna polaca depois de um ataque aéreo.

Meses antes do início oficial da Segunda Guerra Mundial, a Alemanha Nazi já se preparava para uma eventual invasão da Polónia (Operação Fall Weiss) desde Abril de 1939. Na ideia do Oberkommando der Wehrmacht, caberia à Luftwaffe prestar apoio ar-terra às forças terrestres enquanto avançassem até à capital polaca, Varsóvia. De acordo com este plano, a Luftflotte 1 (comandada por Albert Kesselring) auxiliaria o Grupo Norte da Heer a atravessar o "corredor polaco", fazendo a ligação entre a Pomerânia e a Prússia Oriental, e a partir daqui seguir em direcção a Varsóvia; na zona sul, a Luftflotte 4 (comandada por Alexander Lohr) prestaria apoio ao Grupo Sul da Heer, que avançaria em direcção a norte, partindo a partir da Silésia e da Eslováquia. As missões de reconhecimento começaram em Julho, para que fossem identificados os principais aeródromos polacos. Nesta época, a Luftwaffe tinha cerca de 3 650 aeronaves ao seu dispor, enquanto a Força Aérea da Polónia dispunha de apenas 1 900, na sua maioria biplanos obsoletos, em contraste com as modernas aeronaves alemãs que, muitas delas, já haviam sido testadas em batalha, durante a Guerra Civil Espanhola.
| Número de aeronaves da Luftwaffe em Setembro de 1939 |       |
| Bombardeiros (ex.: Do 17 e He 111)                   | 1 170 |
| Bombardeiros de mergulho (ex.: Ju 87)                | 335   |
| Caças monomotores (ex.: Bf 109)                      | 1 125 |
| Caças bimotores (ex.: Bf 110)                        | 195   |
| Reconhecedores (ex.: Do 17 e Hs 126)                 | 620   |
| Hidroaviões (ex.: He 59, He 60 e He 115)             | 205   |

No dia 1 de Setembro de 1939, as forças alemãs invadiram a Polónia, um acto que provocou o Reino Unido e a França a declararem guerra à Alemanha no dia 3 de Setembro, dando início à Segunda Guerra Mundial. A Luftwaffe começou a invasão com o bombardeamento da cidade polaca de Wieluń. Um elemento instrumental na Blitzkrieg, a Luftwaffe realizou um grande número de operações de apoio às forças terrestres e de bombardeamentos estratégicos. Duas grandes unidades aéreas foram destacadas para a invasão, a Luftflotte 1 equipada com 807 aeronaves, e a Luftflotte 4 equipada com 627 aeronaves. Além de 333 aeronaves de reconhecimento, 406 caças permaneceram em solo alemão como parte de um plano de defesa contra um eventual contra-ataque da Polónia. O bombardeiro de mergulho Junkers Ju 87 Stuka levou a cabo a primeira missão da campanha, 20 minutos antes de a invasão ser oficialmente anunciada. Os bombardeiros realizaram a primeira vitória da guerra, quando o tenente Frank Neubert abateu um avião PZL P.11c da Polónia, que estava a ser pilotado pelo capitão Mieczysław Medwecki.

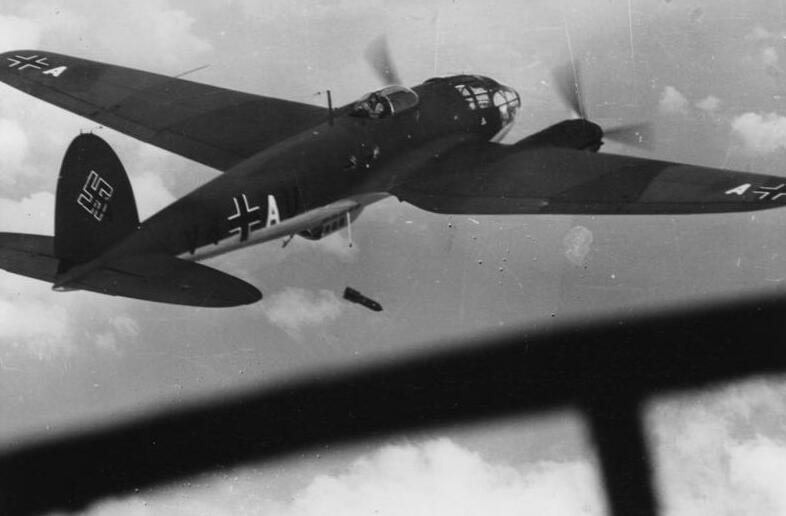
Heinkel He 111 a lançar uma bomba durante a campanha na Polónia.

A Luftwaffe procurou atingir os aviões inimigos que se encontravam no solo, ao mesmo tempo que atacava outros alvos terrestres em apoio ao avanço da Heer. Muitos pilotos polacos conseguiram descolar para interceptar os alemães, contudo, os seus aviões obsoletos não conseguiam competir contra os Messerschmitt Bf 109 que os atacavam. Desde cedo, os alemães descobriram que a Força Aérea da Polónia estava dispersa por uma série de aeródromos principais e secundários, o que dificultou as operações aéreas alemãs. As unidades de bombardeiros da Polónia ainda tentaram atacar as divisões panzer, abrandando o avanço dos alemães. Várias unidades, equipadas com bombardeiros PZL.37 Łoś, ficaram destruídas numa questão de dias. O caça-pesado Messerschmitt Bf 110 estava a provar ser mais capaz do que o esperado, escoltando formações de bombardeiros alemães e interceptando bombardeiros polacos, sendo que o Bf 110 foi a aeronave que mais bombardeiros polacos destruiu durante esta campanha, facto que agradou Hermann Göring, um fã dos caças-pesados bimotores.

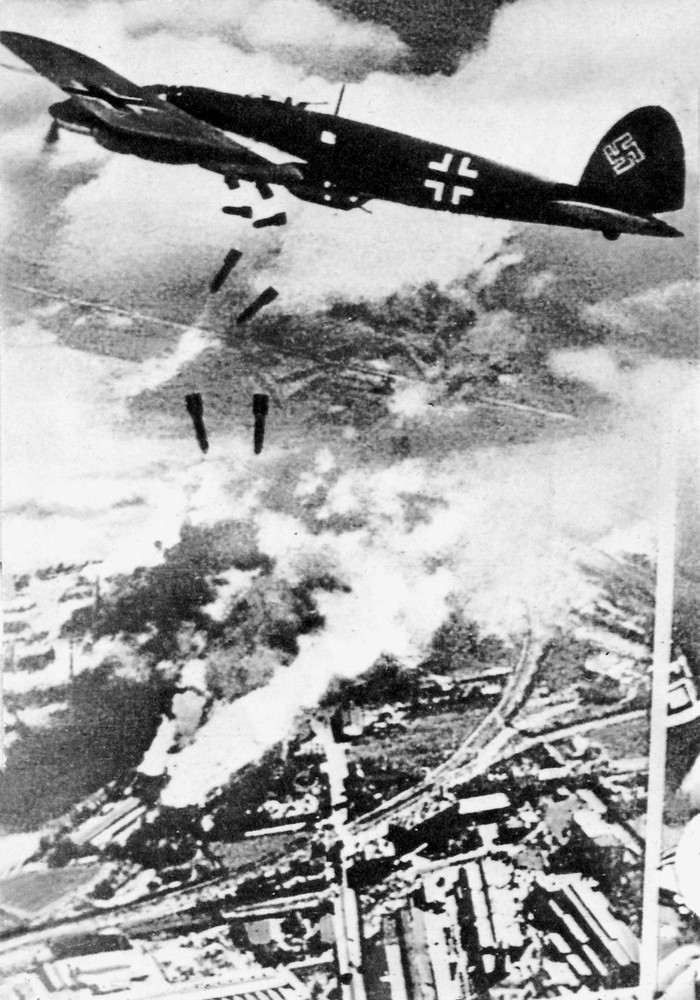
Um bombardeiro alemão a lançar bombas na cidade de Varsóvia.

Com um nível de sucesso satisfatório, Göring declarou no dia 3 de Setembro que a Luftwaffe havia alcançado superioridade aérea. Kesselring e Lohr comandavam as suas frotas aéreas para que se concentrassem nas linhas de suprimento e de comunicação; por exemplo, os ataques realizados entre os dias 2 e 5 de Setembro contra o sistema ferroviário polaco levaram ao colapso do serviço ferroviário. Ao mesmo tempo, realizavam-se ataques directos contra a infantaria polaca; a 13ª Divisão Polaca foi exterminada quase exclusivamente através de ataques aéreos. As unidades de caça da Polónia continuaram activas nos primeiros dias da invasão e conseguiram infligir algumas baixas à Luftwaffe, contudo, as formações de caças e caças-pesados aumentavam diariamente a intensidade de ataques ar-terra. Como resultado, muitos caças polacos foram abatidos aquando da descolagem, colocando-os em grande desvantagem. A superioridade aérea da Luftwaffe foi conseguida através do apoio aéreo próximo indirecto. Ao destruir as linhas de comunicações a Luftwaffe aumentou a velocidade de avanço, factor de interrompeu os sinais de aviso e alerta dos aeródromos polacos e causou o caos logístico às forças polacas. Com o passar dos dias, muitas unidades polacas ficaram com escassez de mantimentos, e 98 unidades bateram em retirada para a Roménia, que na altura ainda era um país neutro. Com uma força inicial de 397, no dia 14 de Setembro já só existiam 54, e a oposição aérea à Luftwaffe ficou virtualmente inexistente.

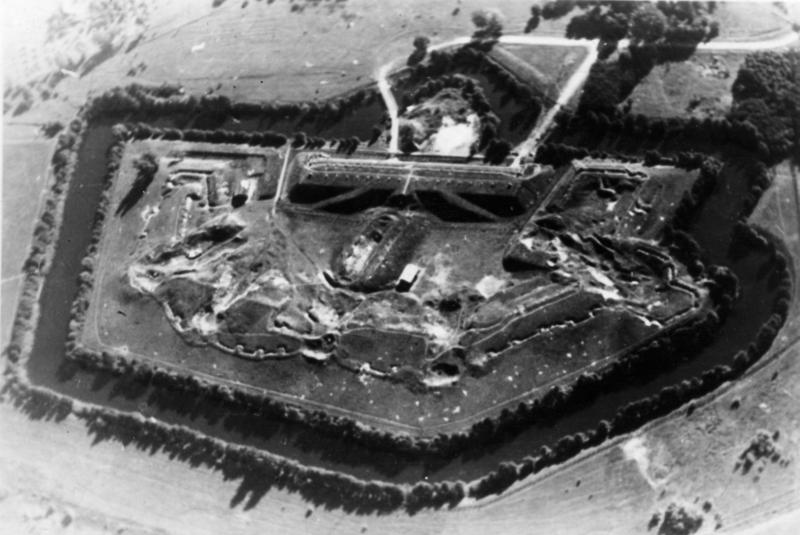
Forte II da Fortaleza de Varsóvia depois de ser bombardeado, em setembro de 1939.

Uma parte das operações da Luftwaffe envolveram a destruição da pequena mas moderna Marinha da Polónia, apesar de os alemães possuírem apenas algumas unidades aéreas capazes de realizar operações antinavio. Uma destas unidades era a 4.(St)/TrGr 186 – uma unidade equipada com bombardeiros de mergulho Junkers Ju 87 que havia sido treinada para operar a partir do porta-aviões alemão Graf Zeppelin. Um dos grandes sucessos da 4.(St)/TrGr 186 deu-se quando conseguiu afundar o contratorpedeiro ORP Wicher e o lançador de minas navais ORP Gryf. Nos primeiros dias da campanha a Luftwaffe foi capaz de neutralizar o poder aéreo e naval polaco, e com a superioridade aérea estabelecida, os alemães foram capazes de aumentar a eficácia dos ataques aéreos contra alvos logísticos e de comunicações, obtendo resultados devastadores. O Exército da Polónia ficou sem capacidade de se mover, sendo que viajar pela rodovia era perigoso e as linhas ferroviárias estavam destruídas quase na totalidade.

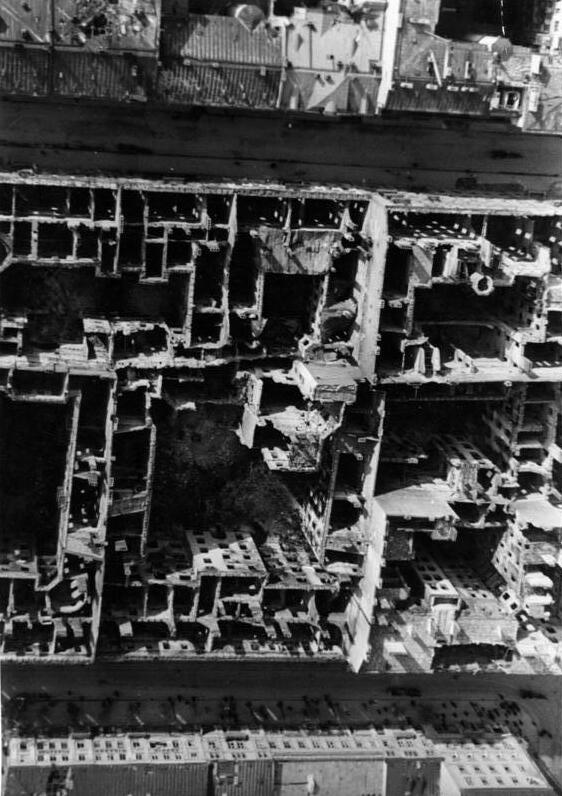
Edifícios bombardeados da capital da Polónia, Varsóvia.

O Junkers Ju 87 Stuka tornou-se no símbolo da máquina de guerra alemã ao longo da campanha. Operando quase sem oposição, prestou apoio ao avanço das divisões panzer ao servir como artilharia aérea. Numa ocasião, seis divisões polacas encurraladas pelas forças alemãs foram obrigaram a renderem-se depois de quatro dias de bombardeamento aéreo ininterrupto por parte da StG 51, StG 76 e StG 77. Nestes ataques foram usadas bombas de fragmentação de 50 kg que provocavam danos acrescidos às tropas inimigas. Desmoralizados, os polacos renderam-se. Ainda assim, a Wehrmacht foi surpreendida com um contra-ataque dos exércitos Poznan e Pomorze, que ameaçaram romper com o flanco do Oitavo Exército Alemão, isolando assim o Décimo Exército Alemão. A Luftwaffe foi chamada para realizar um ataque que ficou conhecido como a Batalha de Bzura. A ofensiva aérea alemã quebrou o que restava da resistência polaca, numa "demonstração espectacular de poder aéreo".
Rapidamente, a Luftwaffe destruiu as pontes ao longo do rio Bzura, o que fez com que as forças polacas ficassem presas em terreno aberto; estas forças foram atacas vezes sem conta por formações de bombardeiros Ju 87 que lançavam bombas de fragmentação de 50 kg contra a infantaria, provocando pesadas baixas aos polacos. As baterias antiaéreas polacas ficaram sem munições e bateram em retirada para uma floresta, contudo mais tarde foram forçadas a sair da floresta depois de formações de bombardeiros Heinkel He 111 e Dornier Do 17 lançarem bombas incendiárias de 100 kg. Assim, a Luftwaffe deixou a Heer com a tarefa de capturar os sobreviventes. Só as unidades Sturzkampfgeschwader lançaram 388 toneladas de bombas durante esta batalha.
Parte do sucesso da Luftwaffe deveu-se ao sistema de comunicação terra-ar usado pelos alemães, que mais tarde usariam na Batalha de França e que provaria ser uma ferramenta vital no sucesso dessa campanha. O uso de munições e bombas foi para além do esperado pelo OKW: a Luftwaffe gastou um terço dos explosivos (cerca de 3mil toneladas). Em termos aeronáuticos, as aeronaves alemãs demonstraram uma boa performance. O Dornier Do 17 e o Heinkel He 111 mostraram ser mais rápidos que os caças polacos, conseguindo fugir deles quando necessário. A maior parte das perdas da Luftwaffe tiveram origem na artilharia antiaérea; no dia 28 de Setembro, reportou-se que as forças alemãs haviam perdido 285 aeronaves e 279 ficaram danificadas em 10% ou mais, tendo estas sido retiradas da linha da frente para pequenas ou grandes reparações. Relativamente aos militares, perderam-se 189 elementos, 126 ficaram feridos e 224 ficaram desaparecidos.

## Invasão da Dinamarca e Noruega

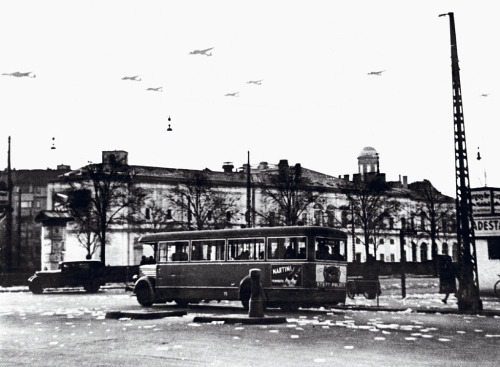
Aviões da Luftwaffe a lançarem panfletos durante a campanha na Dinamarca.

Antes de um confronto directo com a França e o Reino Unido, os alemães decidiram que a Dinamarca e a Noruega deveriam ser ocupadas antes que estes dois países fossem invadidos pelos aliados. Além deste factor, os alemães procuravam também assegurar o fornecimento do minério de ferro existente na Noruega. A invasão, conhecida como Operação Weserübung, foi planeada para ser rápida e decisiva, dado o pequeno poderio aéreo que ambos os países detinham. Para o ataque, a Luftwaffe reuniu uma força composta por 527 aeronaves, incluindo 300 bombardeiros e 50 bombardeiros de mergulho Ju 87. No conjunto da operação, os alemães reuniram também 40 hidroaviões de reconhecimento e 200 aviões de transporte Junkers Ju 52 para transportar as tropas de ocupação imediata e os Fallschirmjäger (paraquedistas). Por outro lado, a Dinamarca e a Noruega estavam mal equipadas para um ataque de tamanha magnitude. Os dinamarqueses possuíam apenas 89 aeronaves de combate (das quais apenas 12 eram consideradas como modernas) e os noruegueses uma força de 74.

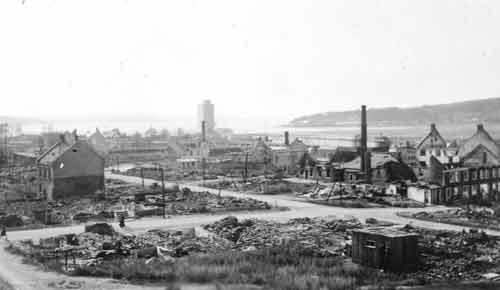
Zona norte da cidade de Steinkjer depois de um ataque da Luftwaffe.

O ataque alemão começou no dia 9 de Abril de 1940, e as forças blindadas da Wehrmacht avançaram sem qualquer oposição pela Dinamarca, e com navios da Kriegsmarine a desembarcar soldados nas ilhas dinamarquesas. Simultâneamente em Oslo, Kristiansand, Bergen, Trondheim e Narvik, foram realizados desembarques anfíbios sincronizados com ataques aéreos aos aeródromos usados pela pequena força aérea da Noruega, que foi destruída na sua totalidade no solo. Nos dois aeródromos em Aalbrog, os Fallschirmjäger realizaram o primeiro assalto paraquedista. O poderio aéreo à volta de Oslo consistia em apenas 24 aeronaves de combate, incluindo cinco biplanos Tiger Moth; esta força foi destruída ou capturada até ao final do primeiro dia. Em pouco tempo a cidade de Aalborg, bem como quase toda a cidade de Copenhaga, estavam no controlo dos alemães, permitindo que uma formação de vinte e oito aviões Heinkel He 111 passassem a operar a partir desta cidade e que mais aviões com tropas pudessem aterrar para aumentar o contingente de ocupação. Estes aviões He 111 lançariam, no mesmo dia, panfletos por toda a capital exigindo a rendição, sob a pena de represálias em forma de bombardeamento aéreo. Antes de o dia chegar ao fim, o rei da Dinamarca e o seu governo chegaram à conclusão de que qualquer resistência apenas resultaria em desnecessárias perdas de vidas, tendo sido dada a ordem de cessar fogo. O único combate aéreo deste primeiro dia na Dinamarca ocorreu quando uma formação de aviões Messerschmitt Bf 110 da Zerstörergeschwader 1 abateu um avião Fokker C.V, que descolava de um aeródromo em Vaerlose para uma missão de reconhecimento. No primeiro dia na Noruega, os caças alemães reduziram a força aérea da Noruega a 54 aviões operações (dos 102 outrora operacionais).
Virtualmente, a Dinamarca foi conquistada em 24 horas e rendeu-se. As aeronaves dinamarquesas que sobreviveram ao ataque alemão foram confiscadas e, mais tarde na guerra, usadas como aeronaves de treino pela Luftwaffe. Um dos erros cometidos pela Luftwaffe durante a fase inicial da invasão foi cometido pelos Ju 87 da Sturzkampfgeschwader 1, que não neutralizaram as baterias da Fortaleza de Oscarsborg, baterias estas que afundaram o cruzador pesado Blücher e causaram problemas nas operações de desembarque anfíbio no Fiorde de Oslo, atrasando a captura da cidade por algumas horas; horas mais tarde, a cidade seria atacada por tropas paraquedistas. Durante a invasão da Noruega os alemães utilizaram quase na totalidade os seus aviões de transporte para levar soldados e pessoas de terra da Luftwaffe; cerca de 500 aviões Ju 52 estavam disponíveis para esta operação, sendo um terço deles das unidades de transporte e os restantes emprestados das unidades de treino. Esta capacidade de transportar tropas com rapidez desempenhou um importante papel no estabelecimento de uma plataforma de operações no sul da Noruega.
A Luftwaffe causou perdas consideráveis no aeroporto de Fornebu, local onde os Gloster Gladiator noruegueses abateram um avião de transporte alemão, tendo os noruegueses sofrido apenas uma baixa neste combate. O aeroporto continuou na posse dos noruegueses e vários aviões Ju 52 foram forçados a aterrar enquanto eram alvo de disparos, acção que provocou baixas consideráveis nos aviões de transporte. Helmut Lent, um futuro ás da aviação alemão, destruiu dois Gladiator e prosseguiu com um ataque contra os defensores do aeroporto. Os Bf 110 estavam a ficar sem combustível e a situação começou a ficar crítica para os alemães, até que uma formação de aviões Ju 52 chegou ao local e lançou uma série de paraquedistas que rapidamente capturaram o aeroporto.

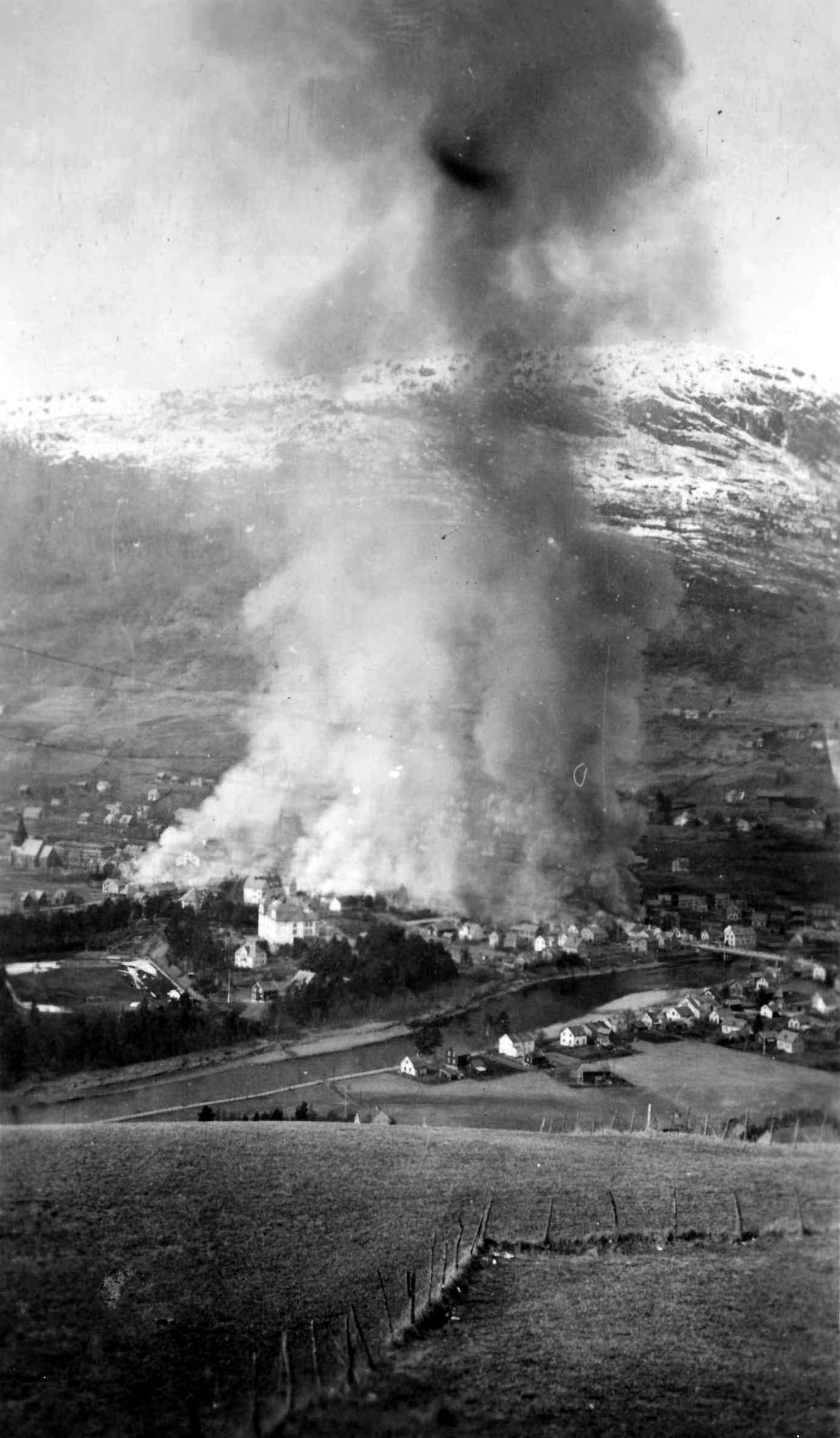
Cidade bombardeada na Noruega.

Com o apoio da Luftwaffe, a Wehrmacht conseguiu assentar na Noruega. Os alemães voaram cerca de 680 missões, ficando com apenas 43 aeronaves destruídas ou danificadas. Nos dias que se seguiram, a Luftwaffe estabeleceria superioridade aérea. Quando as primeiras tropas britânicas e francesas desembarcaram em Narvik, Namsos e Adalsnes, nos dias 15, 16 e 17 de Abril respectivamente, os alemães já conseguiam usar o território controlado na Noruega para montar um contra-ataque. A Luftwaffe rapidamente atacou os pontos de desembarque dos aliados e os navios mercantes que traziam reforços e mantimentos para os que desembarcariam. Bombardeiros convencionais e de mergulho fizeram uma pressão constante e, sem qualquer oposição por parte da Real Força Aérea, causaram danos consideráveis. O Comando de Bombardeiros da RAF, o Comando de Caças da RAF e o Fleet Air Arm continuaram a tentar apoiar as forças aliadas, contudo, sofreram pesadas baixas provocadas pela Luftwaffe, que também conseguiu provocar danos na Marinha Real Britânica durante a fase inicial da invasão. Bombardeiros Junkers Ju 88 da KG 30 e Heinkel He 111 da KG 26 danificaram o couraçado HMS Rodney e afundaram o contratorpedeiro HMS Gurkha, enquanto aviões Focke-Wulf Fw 200 foram empregues para patrulharem a costa norueguesa e reportarem a posição das embarcações aliadas à Luftwaffe e aos U-boot presentes na área. No dia 20 de Abril todo o sul da Noruega estava efectivamente sob o controlo dos alemães, e o combate pelo centro e norte do país continuou por algumas semanas. No começo de Maio de 1940 o X. Fliegerkorps, o principal corpo aéreo na região, era composto por 710 aeronaves assim distribuídas:
| Bombardeiros (Do 17 e He 111)             | 360 |
| Bombardeiros de mergulho (Ju 87)          | 50  |
| Caças monomotor (Bf 109)                  | 50  |
| Caças bimotores (Bf 110)                  | 70  |
| Aviões de reconhecimento (Do 17 e Hs 126) | 60  |
| Hidroaviões (He 59, He 60 e He 115)       | 120 |

A campanha na Noruega durou até Junho de 1940, e com os desastres militares sofridos pelos aliados na França, as forças francesas e britânicas retiraram-se da Escandinávia para tentar travar a Wehrmacht que avançava em direcção à França, e assim a Noruega rendeu-se. Esta operação militar custou à Luftwaffe 260 aeronaves, das quais 86 eram de transporte. Em termos de pessoal, 342 faleceram e 448 ficaram desaparecidos. Por outro lado, os britânicos perderam 96 aeronaves (43 em combates aéreos), um couraçado, seis contratorpedeiro, 21 embarcações de guerra de outras classes e 21 navios mercantes. Embora a perda de aviões de transporte tenha sido pesada para a Luftwaffe, estes aviões ajudaram o abastecimento da Heer com combustível e suprimentos através da realização de 3018 missões ao longo das batalhas.

## Invasão da França e dos Países Baixos

### Países Baixos

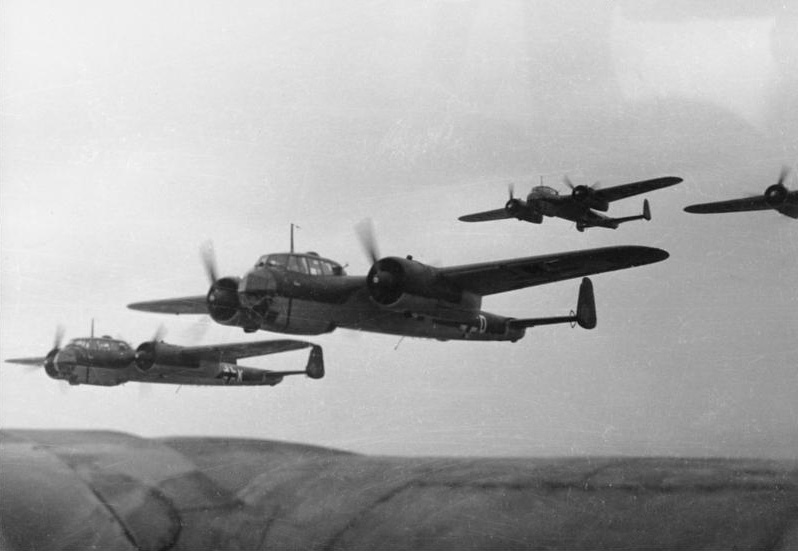
Bombardeiros Dornier Do 17 a voar em formação durante a Batalha de França.

A Operação Fall Gelb começou no dia 10 de Maio de 1940, com a Wehrmacht a dar início à invasão da França e da região dos Países Baixos. Ao amanhecer deste dia, 500 bombardeiros da Luftwaffe (uma pequena parte dos 3 868 aviões que Göring reuniu para enfrentar os possíveis 2 600 aviões aliados) atacaram uma série de alvos incluindo vias rodoviárias e ferroviárias, aeródromos e aeroportos (47 no norte de França, 15 na Bélgica e 10 na Holanda). Através destes dois pequenos países a Wehrmacht iria avançar, com o intuito de contornar a linha Maginot, uma série de fortificações na fronteira entre a França e a Alemanha. A campanha na Polónia havia ensinado algumas lições à Luftwaffe. Desta vez destruir o poderio aéreo do inimigo enquanto este ainda estivesse no solo já não era opção, embora Albert Kesselring (comandante da Luftflotte 3) tivesse esperança que isto ainda pudesse resultar contra os belgas e os holandeses. O Exército do Ar Francês tinha um poderio de 1562 aeronaves, e o Comando de Caças da RAF reforçava esta força com 680 aviões, enquanto o Comando de Bombardeiros da RAF contribuiu com 392 aeronaves.

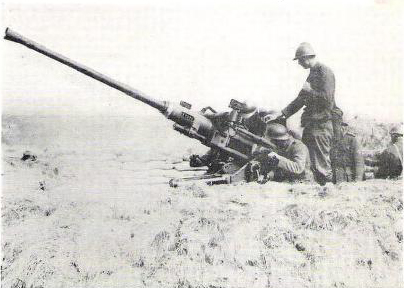
Canhão antiaéreo das forças belgas, em 1940.

Durante o primeiro dia de operações a Luftwaffe combateu contra aviões adversários (entre eles os modernos Dewoitine D.520 e Morane-Saulnier M.S.406) e os pilotos alemães conseguiram destruir um total de 210 aeronaves inimigas (83 belgas, 62 holandesas e 65 francesas), o que lhes garantiu uma vantagem aérea que rapidamente foi explorada para alcançar a superioridade nos céus da área de operações. Ao mesmo tempo, a Luftwaffe também realizou operações de apoio aéreo próximo. Enquanto a fronteira holandesa era atacada a leste pelo 18º Exército, milhares de paraquedistas e tropas aerotransportadas foram lançadas nas cidades de Roterdão e Haia. Estas tropas alemãs tomaram de surpresa os defensores holandeses, e conseguiram capturar e ocupar pontes no rio Reno, Waal e o aeroporto de Haia até que o Heer chegasse. Ainda assim, algumas dificuldades que a Luftwaffe havia tido na Noruega voltou a ter na Holanda. A área onde os as tropas alemães foram lançadas estavam bem fortificadas e haviam sido preparados obstáculos para impedir as aterragens das aeronaves alemãs. A Real Força Aérea rapidamente movimentou as suas aeronaves para prestar apoio à força aérea holandesa. Estas, juntamente com a artilharia antiaérea holandesa, conseguiram infligir danos pesados no Transportgruppen, tendo ficado 125 aviões Ju 52 destruídos e 47 danificados. Para a invasão dos Países Baixos, a Luftwaffe havia reunido uma força de 1815 aviões de combate, 487 de transporte e 50 planadores.

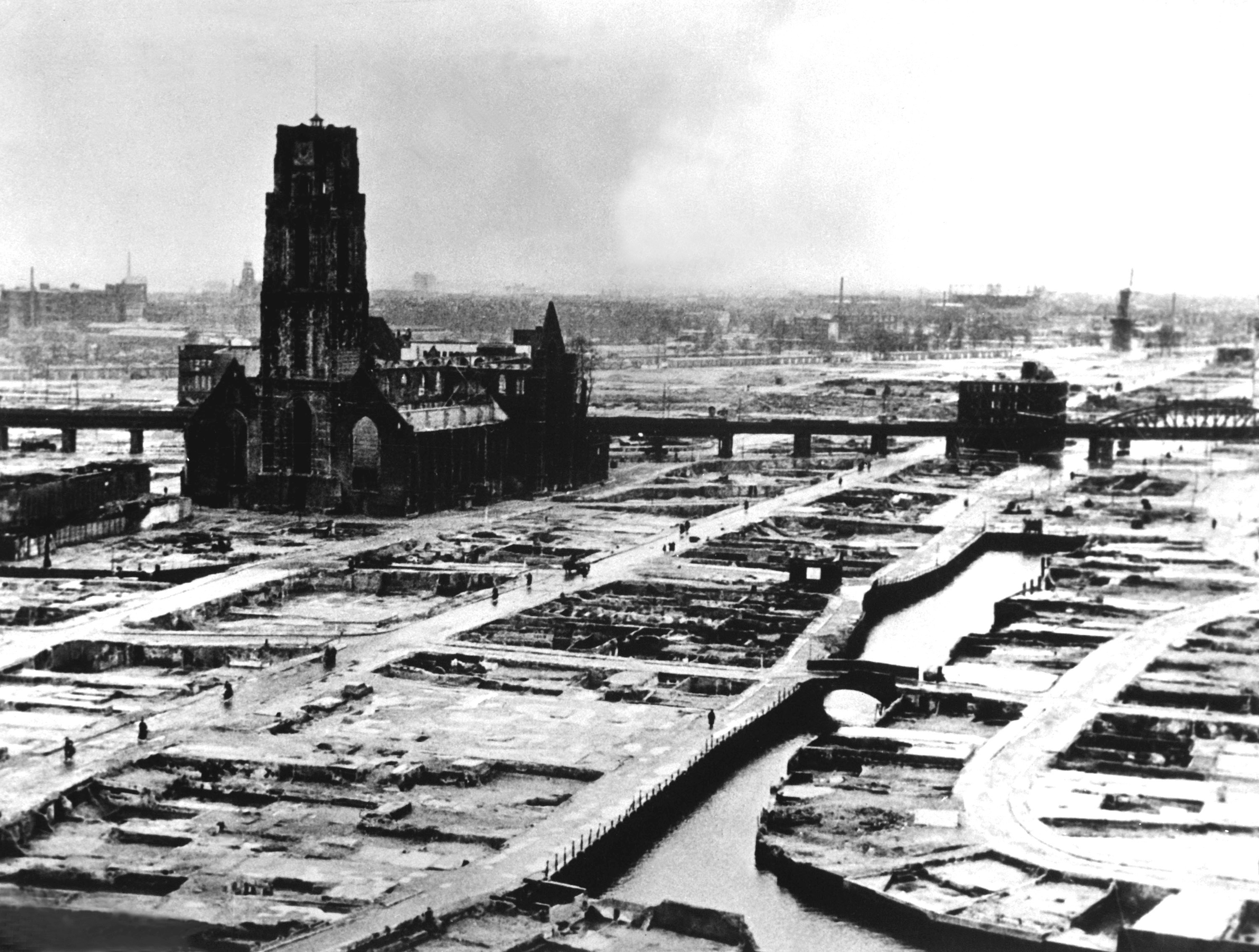
Centro da cidade de Roterdão depois de um pesado bombardeamento da Luftwaffe. A foto foi tirada depois de se remover os escombros.

Passado três dias da invasão alemã o governo holandês, juntamente com a rainha, fugiram para Londres onde ficaram exilados. No dia 14, foram iniciadas conversações para um cessar fogo, e neste mesmo dia o porto da cidade de Roterdão foi bombardeado pela Luftwaffe. No dia 15, a Holanda rendeu-se oficialmente, tendo o país sido conquistado em cinco dias.
O ataque contra a Bélgica também foi precedido por lançamento de paraquedistas, cujos objectivos eram o de capturar pontes estratégicas e a fortaleza Eben-Emael. Esta fortaleza, uma das mais modernas, bem equipadas e seguras do mundo naquela época, constituía um importante pilar na linha de defesa belga e dominava o Canal Alberto, as estradas para oeste e as importantes pontes que atravessavam o canal. Só nas primeiras 24 horas, a Luftwaffe destruiu 83 das 173 aeronaves da força aérea belga. Ao longo da campanha, esta força aérea realizaria cerca de 77 voos operacionais, contudo estes contribuíram muito pouco para a campanha aérea belga, o que permitiu à Luftwaffe estabelecer superioridade aérea. No dia 11 de Maio a fortaleza Eben-Emael foi capturada. Esta acção de sucesso foi realizada através do lançamento de planadores DFS 230 carregados com 85 paraquedistas da primeira divisão dos Fallschmirmjäger, liderada pelo Oberleutnant Rudolf Witzig, e foi concluída com a rendição de 1 200 militares belgas que estavam na fortaleza.

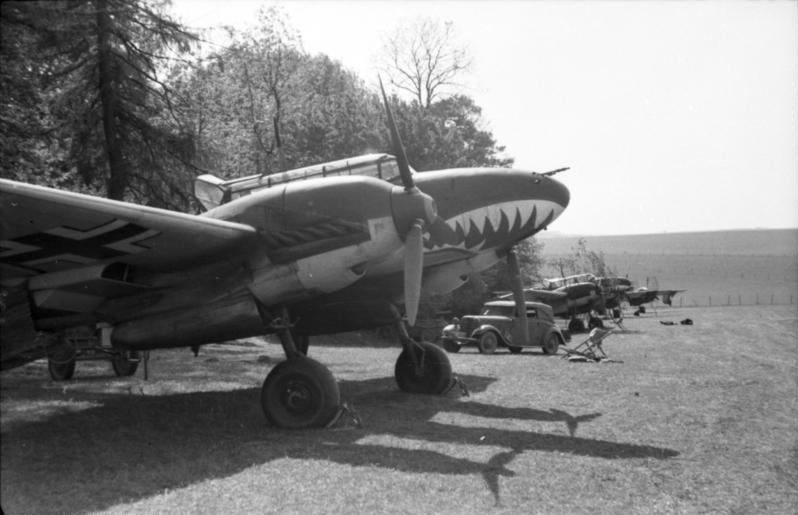
Um Messerschmitt Bf 110 durante a batalha no ocidente europeu, exibindo uma pintura na fuselagem representando a boca de um tubarão.

A captura da fortaleza custou aos alemães apenas seis homens, permitindo assim o avanço das divisões panzer até à fronteira com a França. Isto fez com que as forças aliadas situadas na França se movimentassem para norte a fim de travar o avanço alemão. Quando os franceses reforçaram as posições defensivas em torno de Lille, os alemães lançaram outra ofensiva no sul, através de Sedan. No dia 13 de Maio, um ataque aéreo de quatro horas de duração foi realizado por aviões Ju 87 Stuka, obrigando os franceses a recuarem da margem oeste do rio Mosa, o que abriu caminho para a infantaria motorizada que rapidamente assegurou a outra margem do rio. Só neste dia, o II. Fliegerkorps realizou 1 770 missões aéreas e, no dia seguinte, os aliados perderam 54 bombardeiros. Apesar da assistência britânica e francesa, a Bélgica rendeu-se no dia 28 de Maio. Nos primeiros nove dias da campanha, as baixas do Exército do Ar Francês excederam as já sofridas pelas outras forças aéreas aliadas, tendo os franceses perdido 420 aeronaves por diversos factores. A RAF havia perdido 203, incluindo 128 no solo.
Ao longo das campanhas alemãs, quer na Polónia, na Noruega ou nos Países Baixos, começou a ficar ser evidente que era o Junkers Ju 87 Stuka que sempre se destacava. Os Ju 87 provocavam enormes danos materiais e morais nas forças terrestres e navais aliadas. A sua capacidade de acertar num alvo com grande precisão, juntamente com as sirenes ensurdecedoras, tornaram-se num flagelo para as forças aliadas. Embora tivessem uma protecção débil, fossem lentos e menos manobráveis que um caça, a Luftwaffe estabelecia superioridade aérea fazendo com que os Stuka pudessem operar sem grande oposição. Vistos como uma "peça de artilharia com asas", os Stuka coordenavam as suas missões com as divisões panzer para limpar o caminho de focos de resistência por onde estes tivessem que passar. Os Junkers Ju 87 operavam muitas vezes até ao limite das suas reservas de combustível, até que se desenvolveu o modelo Ju 87R que aumentou o alcance da aeronave. Ainda assim, durante a Batalha de França, mais de 120 Stukas ficaram destruídos ou danificados, a maior parte por artilharia antiaérea, um número que representava quase um terço da força de Stukas da Luftwaffe.

### Dunquerque

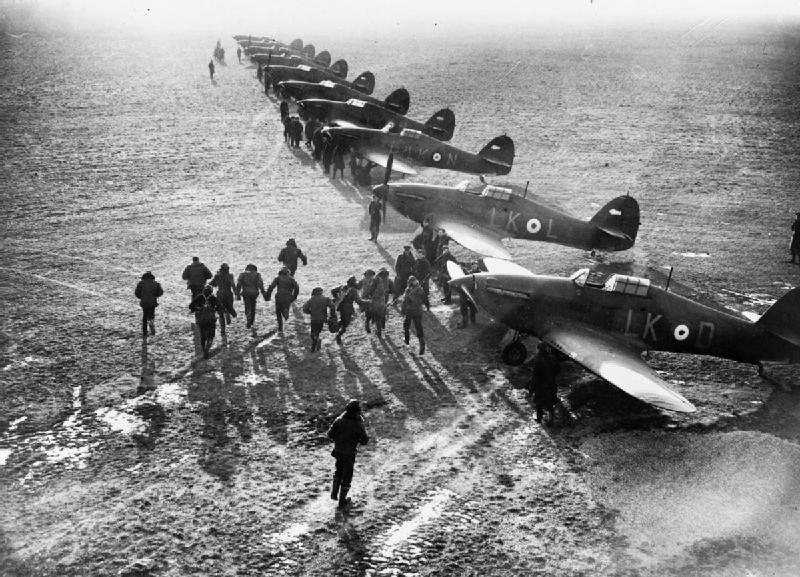
Caças Hawker Hurricane da RAF estacionados em França.

As tentativas dos aliados em impedir o avanço dos alemães, antes da famosa Batalha de Dunquerque, através do bombardeamento das forças da Wehrmacht, não resultaram em qualquer sucesso, e só serviram para aumentar as baixas do lado aliado. No dia 14 de Maio, o dia em que a Luftwaffe chamou "o dia dos caças", os aliados tentaram impedir que a Wehrmacht atravessasse o rio Mosa, contudo, sem qualquer escolta defensiva, os bombardeiros aliados foram atacados pelos caças da Luftwaffe e sofreram pesadas baixas; 120 aviões Bf 109 destruíram a mesma quantidade de aviões franceses e britânicos (dos quais 90 bombardeiros) apenas no combate aéreo deste dia.
No dia 16 de Maio, os franceses começaram a ver-se numa posição cada vez mais desesperada; a precisar de apoio, solicitaram aos britânicos que enviassem mais aviões de caça para o continente; Hugh Dowding, comandante-em-chefe do Comando de Caças da RAF, recusou-se a mandar mais caças, alegando que se os franceses fossem derrotados que a força de combate britânica ficaria seriamente debilitada. Numa carta secreta, do dia 16 de Maio, Dowing escreveu que na sua opinião "a Grã-Bretanha não podia mandar mais caças para o continente, pois o número mínimo de esquadrões para a defesa das ilhas britânicas era de 52, e naquele momento o Comando de Caças da RAF apenas tinha o equivalente a 32 esquadrões".

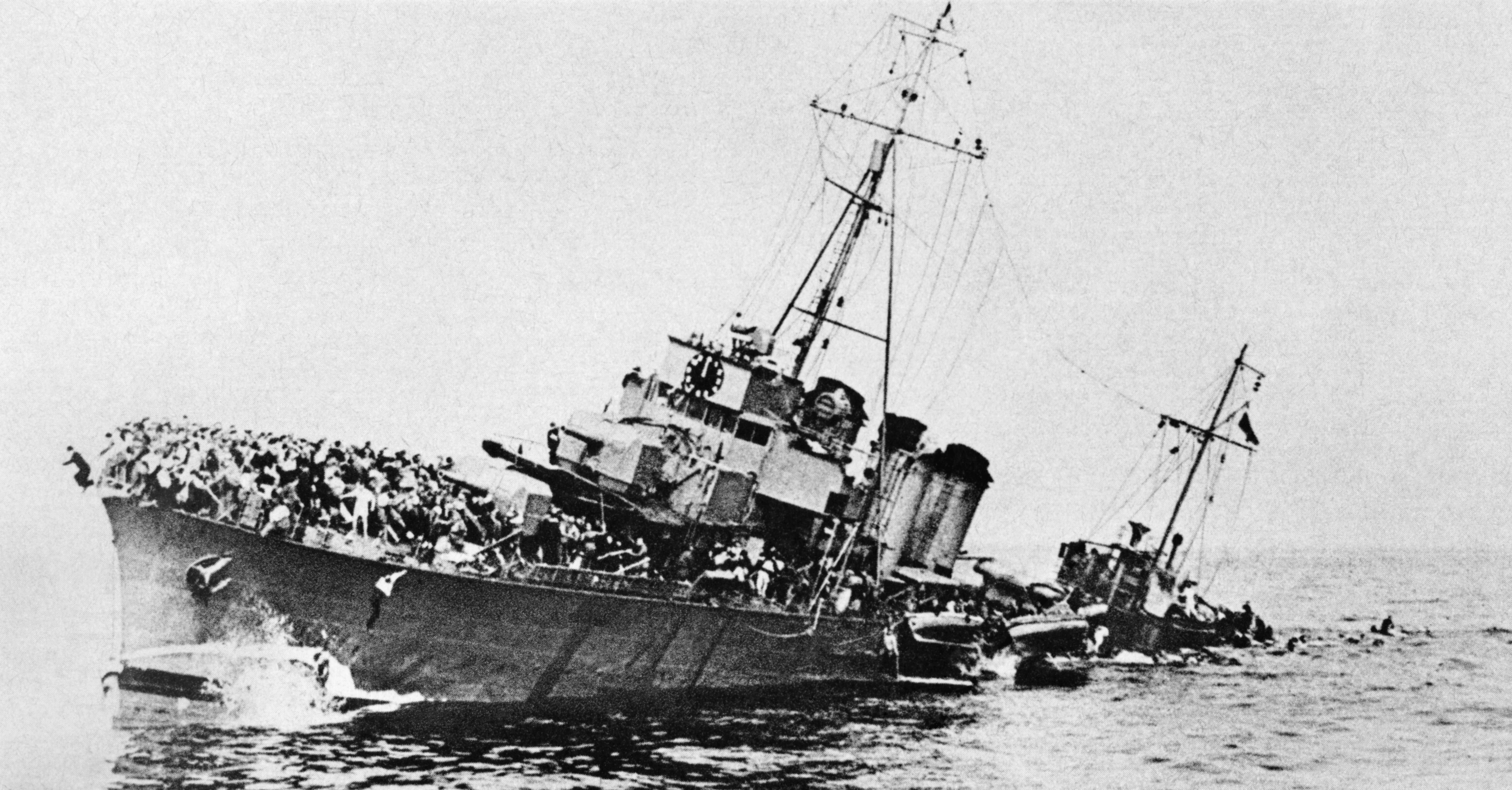
Contratorpedeiro francês Bourrasque, cheio de militares, afundando durante a batalha por Dunquerque.

A 22 de Maio, enquanto o 18º Exército forçava o flanco belga a recuar no norte, a segunda divisão panzer chegava ao porto francês de Boulogne e, no dia seguinte, a décima divisão panzer invadia Calais, isolando os exércitos aliados em Lille. As divisões blindadas de Guderian estavam inevitavelmente a fechar o cerco. Aos aliados, não restava outra opção senão a saída pelo mar, através do porto de Dunquerque. Segundo o historiador Basil Liddell Hart, "no dia 24 de Maio das divisões blindadas alemãs chegaram ao canal, em Gravelines, a 16 quilómetros de Dunquerque. [...] Sem qualquer obstáculo e prontos a avançar contra os aliados, o corpo de divisões blindadas recebeu ordem para fazer alto!. Esta ordem, que foi expedida pelo alto comando da Wehrmacht," - escreve Hart - "preservou todo o exército britânico, quando não mais havia o que o pudesse salvar".
Durante os dias seguintes, coube à Luftwaffe a tarefa de atacar o inimigo, que nesta altura já iniciara a retirada pelo Canal da Mancha. Contudo, as más condições atmosféricas impediram os ataques aéreos nas fases iniciais da evacuação. O primeiro grande ataque aéreo só ocorreu no dia 29 de Maio, e intensificou-se nos três dias seguintes. Durante estes dias, as forças anglo-francesas encurraladas nas praias de Dunquerque foram constantemente atacadas por uma força composta por 300 bombardeiros e 500 caças. Para defender os aliados, encontravam-se caças Supermarine Spitfire lançados a partir do sul da Inglaterra. Após os combates, os aliados contabilizaram a perda de 243 navios, incluindo oito contratorpedeiros e oito navios de transporte de tropas, 106 caças e 77 bombardeiros. As perdas dos britânicos representavam 6% do total de perdas desde o início da campanha, tendo também perdido 60 pilotos de caças; por outro lado, as perdas da Luftwaffe representavam apenas 2% das perdas durante a campanha, menos de uma centena de aviões. Durante a Batalha de Dunquerque, a Luftwaffe havia realizado 1 882 missões de bombardeamento e 1 997 missões de caça.

### França

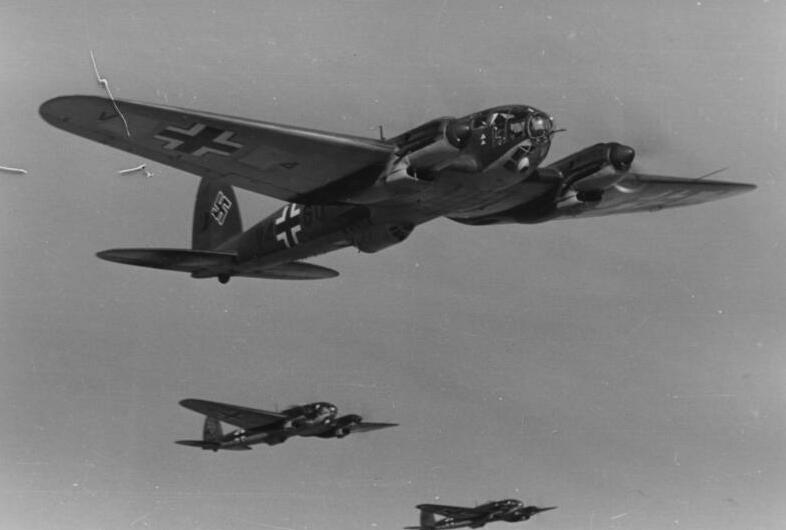
Bombardeiros da Luftwaffe Heinkel He 111 durante a Batalha de França.

Com o núcleo dos exércitos aliados expulsos do continente ou feitos prisioneiros, era apenas uma questão de tempo até que a Alemanha derrotasse as restantes tropas francesas. A França já havia perdido trinta divisões e a maior parte dos seus blindados. Quando aos alemães, a maior parte da sua infantaria quase não foi usada, e as suas divisões panzer estavam descansadas, equipadas e prontas. Depois da evacuação dos aliados em Dunquerque, tudo que separava os alemães de Paris era a distância e uma linha de defesa improvisada e montada à pressa. A fase final da Operação Fall Gelb era denominada por Fall Rot, e consistia na invasão e conquista do território nacional francês. A Luftwaffe prestou apoio aéreo próximo ao exército enquanto este avançava em direcção a sul, atacando unidades francesas, linhas de comunicação e de suprimentos. A oposição aérea montada pelos franceses, embora fosse significante nos primeiros dias, rapidamente foi neutralizada. Várias operações independentes também foram realizadas pela Luftwaffe, como foi o caso da Operação Paula.

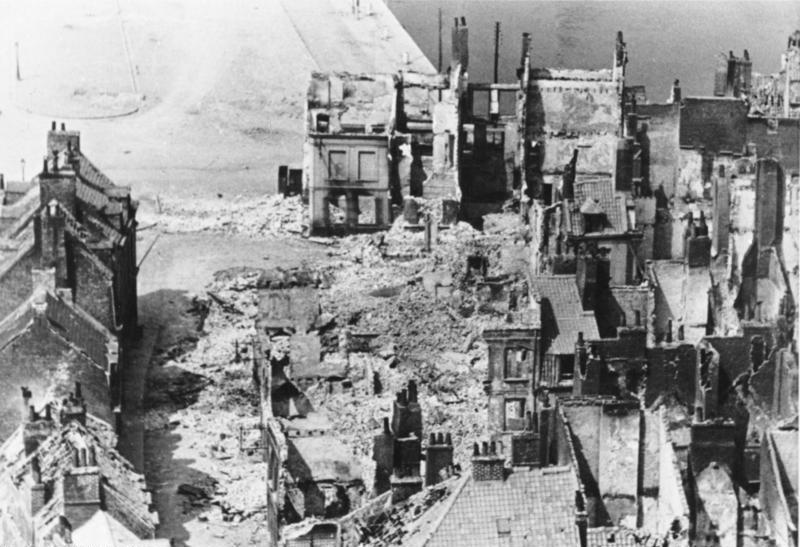
Ruínas da cidade de Calais durante a invasão alemã.

No dia 3 de Junho a Luftwaffe lançou a Operação Paula com o intuito de destruir o que restava do poderio aéreo francês. Para esta operação, foram reunidos cinco corpos aéreos que juntos totalizavam 1 100 aeronaves. Os serviços de inteligência britânicos descobriram a intenção alemã de realizar esta operação, e avisaram os franceses para que estes se preparassem. Devido a este aviso, o Oberkommando der Luftwaffe não conseguiu alcançar os resultados esperados, apesar de ter conseguido estabelecer supremacia aérea no território francês. Os alemães acreditavam que tinha desferido um golpe decisivo contra os franceses. Uma analise após a batalha, realizada pelos alemães, apontava um sucesso estrondoso; descrevia uma longa lista de fábricas destruídas e imensas aeronaves, tanto em terra como no ar. Os alemães alegavam ter destruído 75 aeronaves francesas no ar e mais 400 aeronaves no solo. A ideia de sucesso foi tal que a Luftwaffe a seguir concentrou a sua atenção em atacar portos marítimos no norte de França. Contudo, o dano infligido pelos alemães foi muito menor do que o que eles pensavam. Apenas 20 aeronaves (entre as quais 16 caças) foram destruídas no solo e 15 caças abatidos em combate aéreo. Apenas 6 dos 16 aeródromos bombardeados sofreram danos pesados enquanto 15 fábricas declararam danos mínimos. As baixas francesas no solo foram, contudo, pesadas. 254 franceses faleceram e 652 ficaram feridos. Os franceses relataram que abateram 16 aeronaves, porém na realidade apenas abateram 10 aeronaves alemães, incluindo quatro bombardeiros. As alegações de ambas as partes demonstram que houve tanto os alemães como os franceses alegavam ter alcançado mais do que aconteceu na realidade. 21 veículos também foram destruídos, e todos os aeródromos franceses voltaram a estar operacionais 48 horas depois.
A Operação Fall Rot havia começado no dia 5 de Junho, no rio Somme, em direcção ao rio Sena, contudo a principal ofensiva alemã começou dia 9, no rio Aisne. No dia seguinte o governo francês deixava Paris e, quatro dias depois, os alemães entravam na cidade. Quase 1 000 aeronaves francesas estavam destruídas ou capturadas no dia em que a capital francesa, Paris, foi conquistada pelos alemães. No dia 22 de Junho a França rendeu-se oficialmente, tendo os combates cessado completamente no dia 24. No total a Luftwaffe havia perdido 1 284 aeronaves (28% do total no início da guerra relâmpago em 10 de Maio) e visto falecer 1 722 militares. Este preço foi considerado pequeno por ter sido o custo de uma campanha na qual a Bélgica, o Luxemburgo, a Holanda e a França se renderam, deixando a Inglaterra aparentemente indefesa, tendo esta perdido 959 aeronaves, das quais 477 eram caças. Para os ingleses o próximo passo dos alemães era óbvio: a invasão da Grã-Bretanha.

## Batalha da Inglaterra

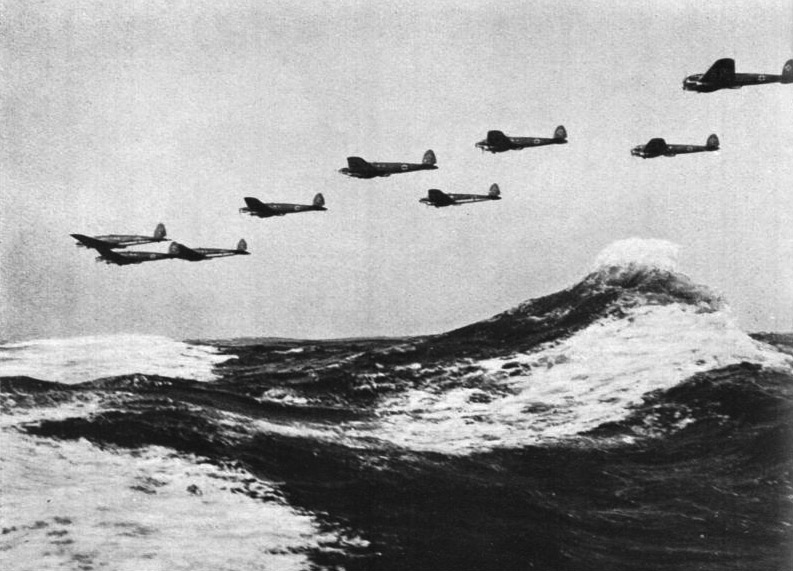
Bombardeiros Heinkel He 111 a atravessar o Canal da Mancha em 1940.

Com a derrota da Noruega, Dinamarca, Países Baixos e França em 1940, a Luftwaffe havia ganho importantes bases aéreas para se lançar no maior combate aéreo da sua história até então: a batalha aérea por Inglaterra. Este combate tinha como objectivo a destruição da Real Força Aérea (RAF), um pré-requisito para a realização da Operação Leão Marinho, a invasão da Grã-Bretanha pela Wehrmacht. Além de combater os britânicos, algumas aeronaves da Luftwaffe lutariam juntamente com a Kriegsmarine com o intuito de impor um bloqueio comercial ao Reino Unido. Hermann Göring, devido aos sucessos iniciais da Luftwaffe, estava demasiado confiante na capacidade da Luftwaffe, considerando que a uma vez iniciado o combate aéreo, a RAF seria derrotada numa questão de dias e a Luftwaffe estabeleceria superioridade aérea.
A Luftwaffe começou desde cedo a ser formada como uma força estratégica da Wehrmacht. Contudo, desde a morte do General Walther Wever em 1936, os planos estratégicos foram postos de lado e a Luftwaffe passou a ser desenvolvida como uma força táctica para prestar apoio às operações no solo. Neste papel, a força alemã combateu ao longo de todas as campanhas no continente europeu com enorme sucesso. Com o início da Batalha de Inglaterra, a Luftwaffe foi ordenada a operar sozinha, como uma força estratégica. Este novo papel era algo para o qual a Luftwaffe não havia sido preparada, não possuindo bombardeiros estratégicos nem caças de longo alcance, dois tipos de aeronaves essenciais em operações estratégicas na época. Assim, a única coisa que a Luftwaffe podia fazer era assegurar a supremacia aérea no sul da Inglaterra, criando assim algum espaço coberto por onde a invasão da ilha poderia ser realizada.

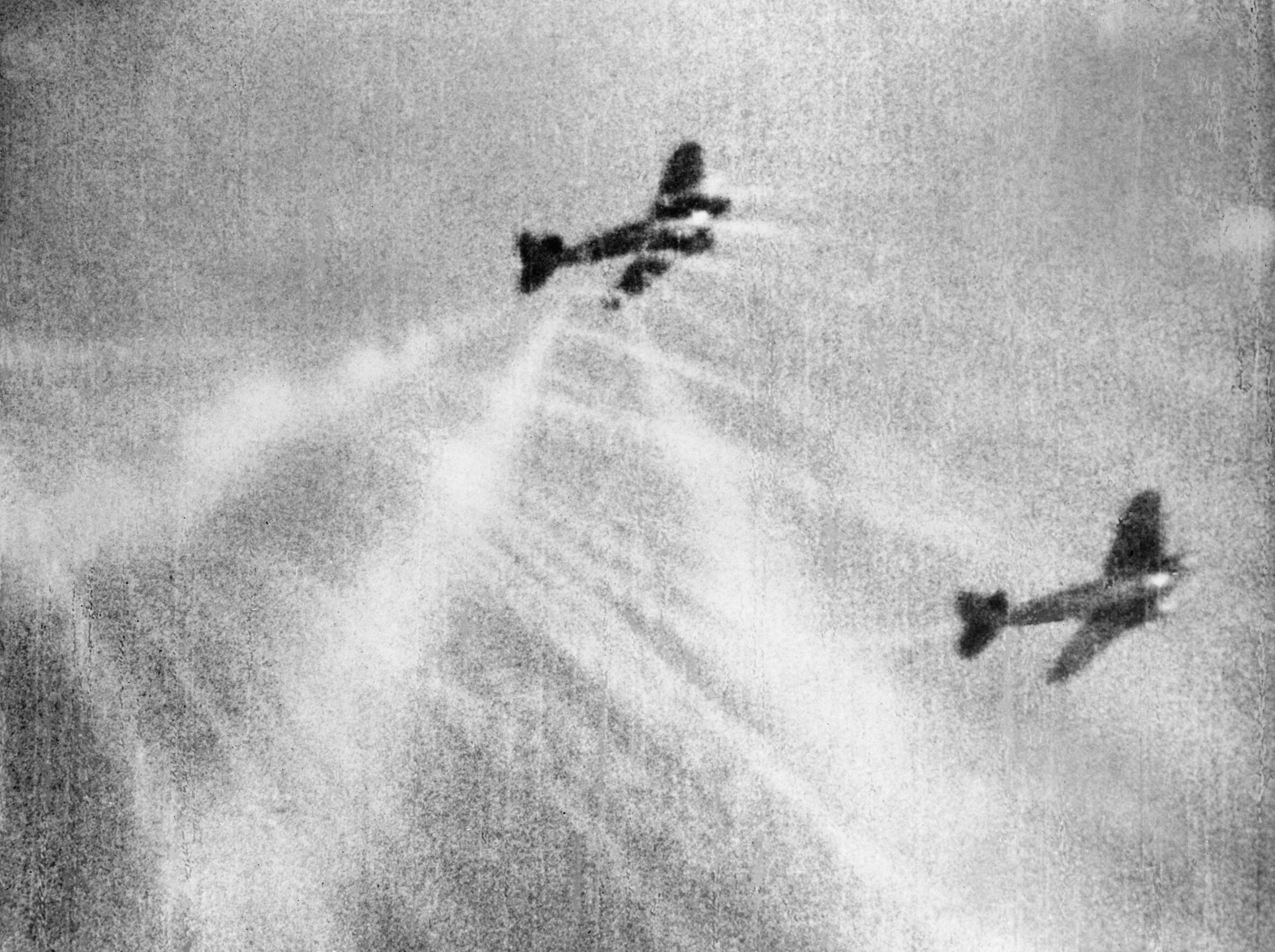
Imagem da câmara de um caça britânico Supermarine Spitfire enquanto dispara contra um Heinkel He 111.

Os alemães prepararam a Luftflotte 5 (sediada na Noruega, sob o comando do General Hans Jurgen Stumpf), a Luftflotte 2 (ao norte de Le Havre, sob o comando do General Albert Kesselring) e a Luftflotte 3 (ao sul de Le Havre, comandada pelo General Hugo Sperrle). No começo de Julho estavam concentrados cerca de 2 800 aviões, entre os quais 1 300 eram bombardeiros Heinkel He 111, Junkers Ju 88 e Dornier Do 17, 280 bombardeiros de mergulho Junkers Ju 87, 790 aviões de caça Messerschmitt Bf 109, 260 caças-pesados Messerschmitt Bf 110 e 170 aviões de reconhecimento de vários tipos. Deste total, apenas metade estava pronta para entrar imediatamente em combate. As tripulações alemãs tinham mais experiência operacional, contudo a balança estava equilibrada em termos de aviões de caça. O Bf 109E era ligeiramente melhor na performance geral que o Hawker Hurricane, contudo o Bf 109 e o Supermarine Spitfire estavam ao mesmo nível. O Bf 109 era mais rápido em grandes altitudes, contudo o Spitfire tinha vantagem em altitudes médias. Os Messerschmitt carregavam um poderoso conjunto de armamento incluindo dois canhões de 20 mm MG FF. Uma vantagem que o Bf 109 possuía era a injecção de combustível, que permitia que o caça alemão realizasse manobras enquanto estava a ser submetido a forças G negativas sem que o seu motor fosse abaixo. O Hurricane e o Spitfire não possuíam esta capacidade. Os caças-pesados bimotor Messerschmitt Bf 110 demonstraram uma boa performance durante as campanhas no continente europeu. Este avião estava bem armado e tinha o alcance necessário para escoltar os bombardeiros alemães até ao coração do território inimigo, alcance este que o Bf 109 não tinha. Apesar de ser um caça-pesado, não tinha o nível de manobrabilidade e agilidade que os dois caças britânicos tinham, deixando-o por isso vulnerável.

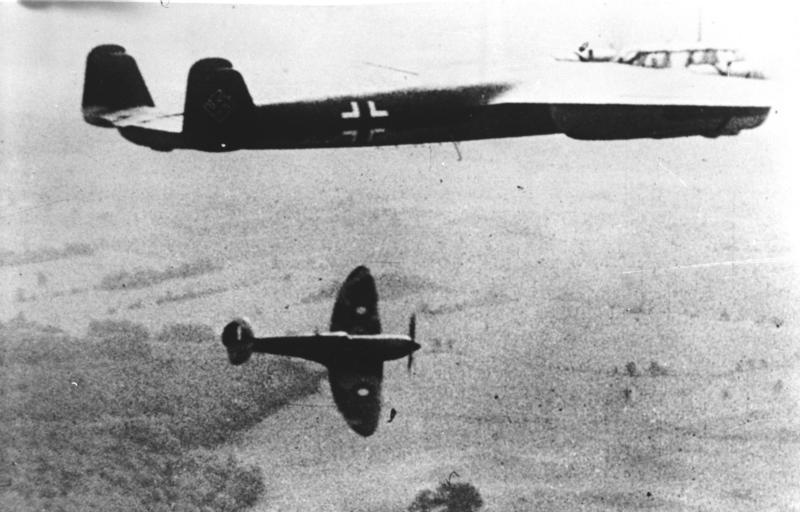
Um Supermarine Spitfire (em baixo) a voar perto de um Dornier Do 17 (em cima).

Os britânicos por sua vez contavam com 347 caças Hawker Hurricane, 199 Supermarine Spitfire, 69 caças nocturnos Bristol Blenheim e 25 Boulton Paul Defiant, metade dos quais estavam dispersos pelos aeródromos do sul da ilha. As principais bases aéreas de Biggin Hill, Kenley, Croydon, Hornchurch, Manston e Tangmere formavam um anel defensivo em torno de Londres e do estuário do rio Tâmisa. Um factor muito importante que influenciou a Batalha de Inglaterra foi também a existência de uma rede de estações de radar que cobriam as costas oriental e meridional da ilha, que conseguiam detectar incursões aéreas a uma distância de quase 160 km.
No início da batalha, que durou todo o mês de Julho e início de Agosto, os alemães levaram a cabo a táctica de direccionar pequenos grupos de bombardeiros, operando dia e noite, contra alvos estratégicos seleccionados (pontes, aeródromos, quartéis militares), enquanto grupos mais numerosos, escoltados por caças-pesados, atacavam comboios de navios no Canal da Mancha. Nas seis semanas seguintes a 1 de Julho de 1940, a Luftwaffe efectuou cerca de 3 mil missões de bombardeio, lançando cerca de 1,9 mil toneladas de explosivos. Contudo, embora tenham afundado cerca de 70 mil toneladas de navios, isto custou aos alemães 279 aviões contra apenas 142 da RAF. A princípio os caças britânicos efectuaram patrulhamento aéreo sobre os comboios e receberam ordens para não combater os caças inimigos, a não ser em caso absolutamente necessário, uma táctica realizada devido à escassez de meios aéreos que a RAF tinha ao seu dispor. Apesar de os alemães estarem a perder, ao todo, mais aviões que os britânicos, os Bf 109 levavam vantagem sobre os caças da RAF, pois estes voavam em formações abertas de quatro (Schwarm) e dois (Rotte) aviões, uma táctica já experimentada e aperfeiçoada em Espanha, enquanto os caças da RAF voavam em formações rígidas de três aviões: normalmente os pilotos da RAF estavam tão preocupados em manter a formação que não davam conta da aproximação dos Bf 109.

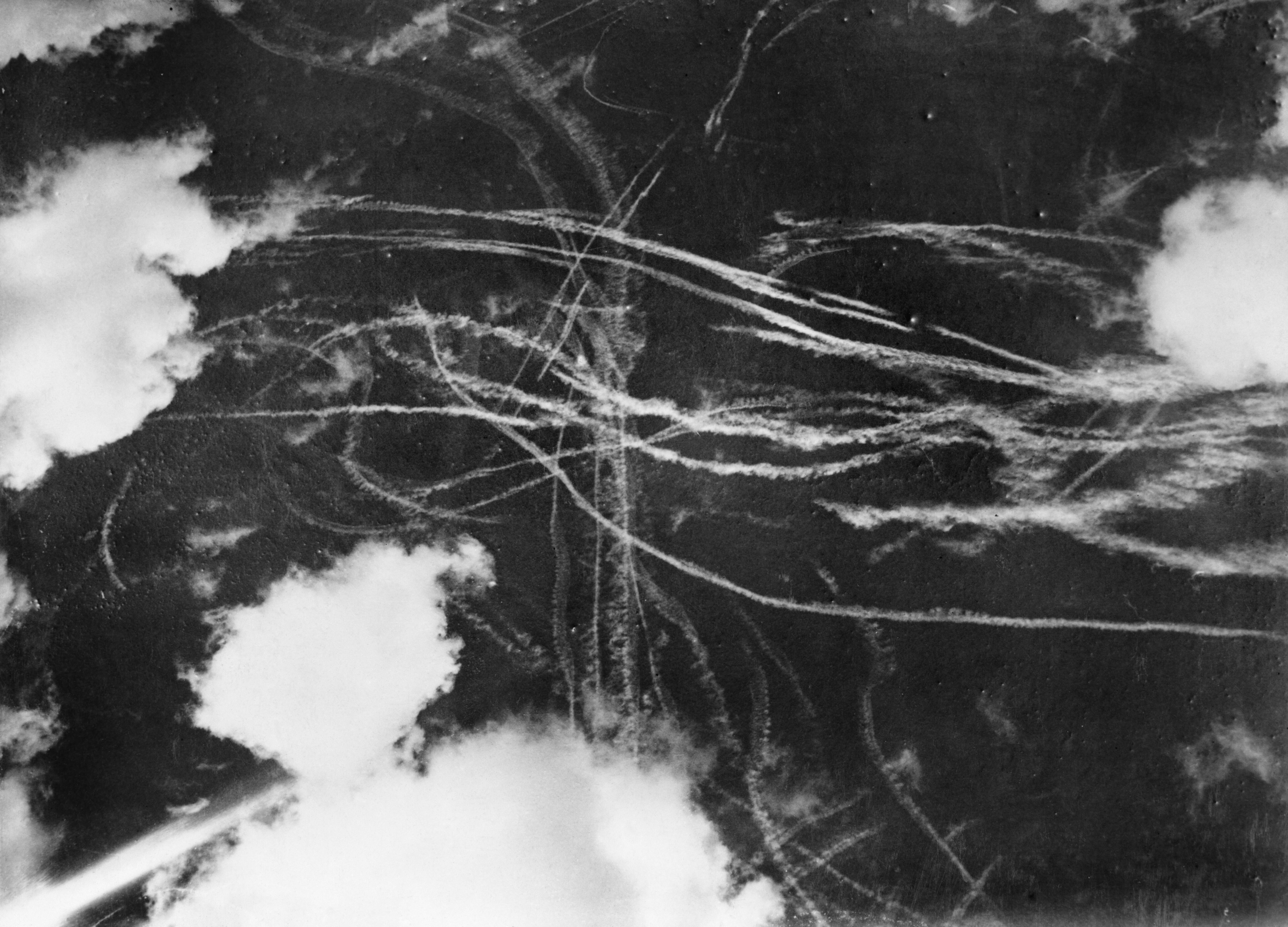
Rastos de fumos característicos de manobras aéreas. Nesta fotografia, pode-se observar os rastos de um combate aéreo entre aeronaves britânicas e alemãs.

Em Agosto de 1940 a RAF quase foi derrotada. No início do mês Hitler decidiu intervir no panorama militar para redireccionar os objectivos da batalha, determinando que a RAF deveria ser completamente destruída. Para de ir encontro a este objectivo, a Luftwaffe lançou o plano Adlerangriff (Ataque da Águia). De acordo com este plano, as Geschwader sediadas nos Países Baixos e na França passariam os cinco dias seguintes a atacar aeronaves, aeródromos, estações de radar e outros alvos terrestres na Inglaterra. A esta altura, as três Luftflotten possuíam um total de 3 196 aeronaves, enquanto os britânicos apenas podiam contar com 2 500. A ofensiva principal às bases aéreas começou no dia 8 de Agosto, através do uso de formações de bombardeiros escoltados por caças Messerschmitt Bf 109, atacando alvos como aeródromos, centro de controlo aéreo e estações de radar. Em muitos aspectos os Bf 109 eram superiores aos Hurricane e, por isso, quando era possível, os controladores aéreos solicitavam que fossem os Spitfire a enfrentar os caças alemães, enquanto os Hurricane se concentravam nos bombardeiros. Os Bf 109 atravessavam o Canal da Mancha a uma altitude superior a 9 mil metros, muito acima das formações de bombardeiros, na tentativa de atrair os Spitfire e os Hurricane para o combate em grandes altitudes, área onde os caças alemães eram sem dúvida superiores. No entanto, os britânicos sabiam que o mais importante era atacar os bombardeiros e muitas vezes ignoravam as escoltar, pelo que as formações de caças alemães eram obrigadas a descer ao nível dos bombardeiros. Nesta situação, os Bf 109 passavam a sofrer uma dupla desvantagem. Privados da superioridade aérea que obteriam em grandes altitudes, só podiam esperar que os caças britânicos chegassem e escolhessem o momento do ataque e a forma do combate. Além disto, os Bf 109 também sofriam alguns problemas a nível técnico: por incompatibilidade das frequências de rádio, os caças não podiam comunicar com os bombardeiros que deviam escoltar, não podendo permanecer junto deles durante todo o ataque. Após 30 minutos sobre solo britânico, os indicadores do nível de combustível assinalavam que era hora de voltar para trás; isto forçava os alemães a voar o mais baixo possível sobre as águas hostis e geladas do Canal da Mancha. Muitos não o conseguiram, vendo a sua aeronave a planar nos últimos momentos antes de embater nas ondas depois de os seus tanques ficarem vazios ou por terem sucumbido por danos sofridos durante os combates. Outros eram obrigados a fazer pousos forçados nas praias do litoral francês com o tanque totalmente vazio.

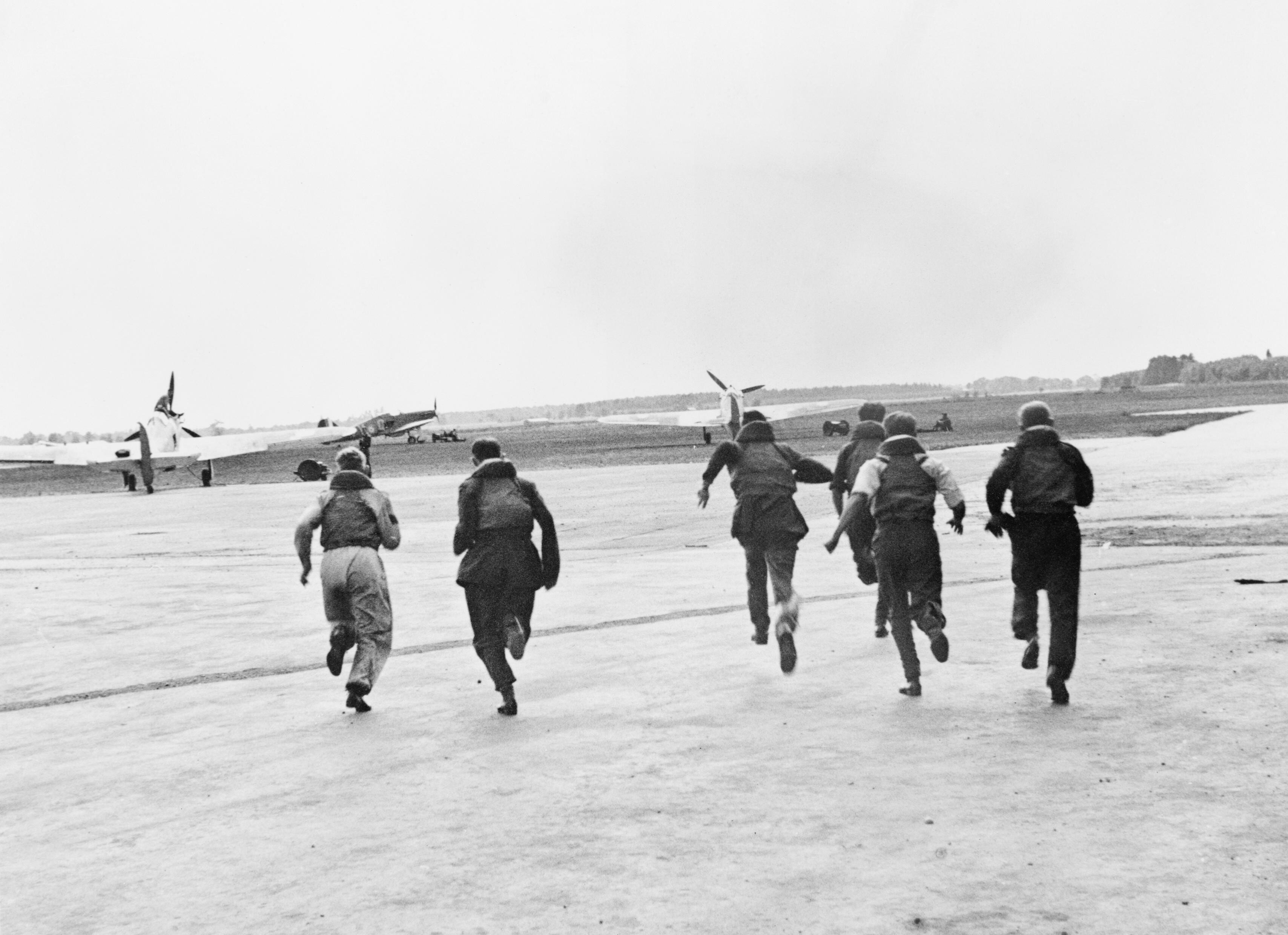
Pilotos da Real Força Aérea a correrem em direcção aos seus caças.

No dia 15 de Agosto de 1940, às 10h00, uma formação de 72 bombardeiros Heinkel He 111H-1 da KG 26 rumou para um ataque múltiplo a Dishforth, Usworth e Middlesbrough, com Newcastle e Sunderland como alvos opcionais. Devido a um erro de navegação, os alemães conduziram as suas aeronaves para uma emboscada ao rumarem em direcção a uma formação britânica composta por quatro esquadrilhas de Hurricane e Spitfire. Sem qualquer avião a escolta-los, os He 111 eram alvos fáceis para os britânicos. Para não bastar, outra força de bombardeiros - também sem escolta - composta por 50 bombardeiros Junkers Ju 88, deparou-se com uma situação semelhante, onde duas esquadrilhas de caças britânicos abateram todas as aeronaves alemãs. No final deste dia, a Luftwaffe havia perdido 79 aviões e a RAF apenas 34. Às 4h45 da manha, no dia 31 de Agosto de 1940, mais de 100 aviões alemães estavam a voar em direcção a Eastchurch e bombardearam Detling; algum tempo depois do alvorecer seguiram mais uma série de ataques em Duxford, North Weald e Debden. Os caças britânicos foram quase se imediato em direcção à formação alemã e ainda conseguiram "vingar" o ataque a Duxford, contudo Debden foi violentamente bombardeada com bombas incendiárias e explosivas. Ainda assim, o pior do dia ainda estava para acontecer; por volta do meio dia, a RAF detectou duas grandes formações de bombardeiros da Luftwaffe escoltados por uma robusta escolta de aviões Bf 109 e Bf 110. Numa fracção de minutos, o céu tornou-se numa grande zona de combate com vários dogfights (combates aéreos), com os caças alemães a combaterem os Spitfire e os Hurricane do Comando de Caças da RAF.
Nesta altura, a estrutura de defesa dos britânicos já acusava fatiga provocada pelo cansaço das operações, fazendo com que o empenho dos caças da RAF não fosse bem sucedido em evitar que os bombardeiros alemães atingissem os seus alvos - Croydon, Biggin Hill e Hornchurch - bases aéreas de caças da RAF e estações de radar. Apesar de os britânicos perderem apenas 39 caças, face aos 41 perdidos pela Luftwaffe, a Luftwaffe havia passado o último mês a pressionar a os aeródromos e o sistema de comunicações da RAF, tornando a situação desesperada para os britânicos. A RAF lançou para a frente as suas últimas reservas, composta maioritariamente por pilotos com apenas algumas horas de treino de combate. Robert Saundby mais tarde concluiu que "se os alemães tivessem continuado com esta táctica por mais duas semanas que o resultado seria desastroso para o Comando de Caças da RAF". Saundby também fez referência ao stress imposto às unidades de caça, no sentido em que "os esquadrões mais flagelados eram enviados para o norte da Grã-Bretanha para descansarem, contudo, muito rapidamente eram enviados de volta para o sudeste da ilha, de volta ao combate."

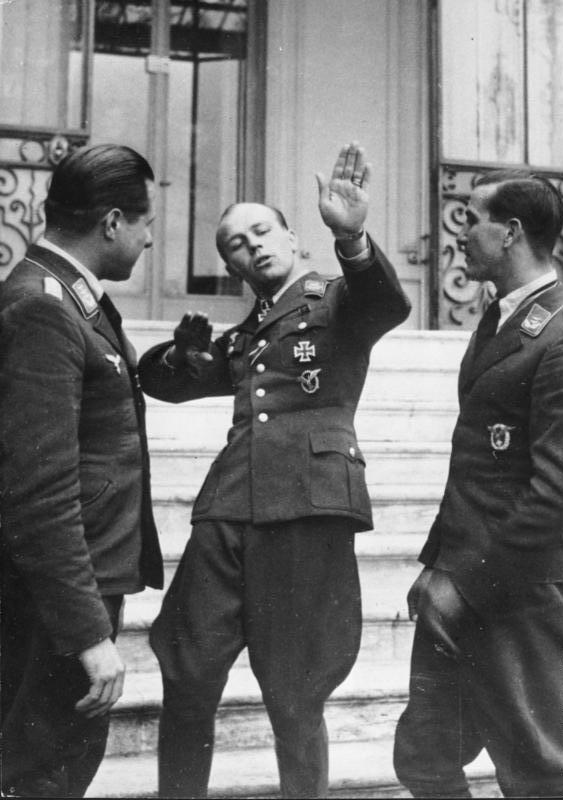
Helmut Wick, o maior ás da aviação da Batalha de Inglaterra, abateu 42 aeronaves inimigas durante a batalha. No momento da sua morte, tinha um total de 56 vitórias, o que fazia dele o maior ás da Luftwaffe.

Apesar de a Luftwaffe não ser, nem se perto, uma força aérea estratégica, os sucessos foram acontecendo, como o ataque às estações de radar da Ilha de Wight no dia 12 de Agosto, ataque este que abriu uma brecha na Chain Home. Nos céus também começavam a formar-se heróis da aviação como Helmut Wick (42 vitórias durante a batalha), Walter Oesau (38), Adolf Galland (37), Werner Mölders (30), Hermann Friedrich Joppien (25), Herbert Ihlefeld (24), entre outros. Entre 19 de Agosto e 6 de Setembro a Luftwaffe chegou a voar mil missões por dia, quase levando a RAF ao ponto de ruptura: no final deste período os britânicos haviam perdido 273 caças sem os conseguir repor, o que marcava o início do fim para a RAF.
Quando tudo parecia perdido para a RAF, as altas entidades alemães decidiram mudar radicalmente o objectivo das operações. No dia 24 de Agosto, quando a ofensiva alemã começou a concentrar-se nos aeródromos do Comando de Caças da RAF, um único bombardeiro alemão, que se dirigia para instalações de petróleo no estuário do Tamisa, desviou-se do seu percurso e deixou cair as suas bombas num subúrbio de Londres. Em represália, o primeiro-ministro inglês Winston Churchill ordenou que a RAF bombardeasse Berlim. Por sua vez, Hitler disse a Göring que mudasse de objectivo: em vez de atacar a RAF, deveriam atacar as cidades inglesas, sendo que até então a Luftwaffe havia-se concentrado na totalidade em alvos militares. Esta mudança teve início nas primeiras horas da tarde de 7 de Setembro, com ataques aos bairros orientais de Londres. Esta mudança foi o catalisador para a virar da balança a favor dos ingleses, pois aliviou a pressão sobre os caças britânicos e a RAF conseguiu aproveitar o tempo e o "descanso" para re-organizar e re-construir a sua força, repor o material e o pessoal. Além disso, as perdas da Luftwaffe começaram a tornar-se pesadas demais: no dia 7 de Setembro, uma força de 650 bombardeiros e 1 000 caças esteve envolvida num ataque que durou 11 horas, custando 36 aviões.

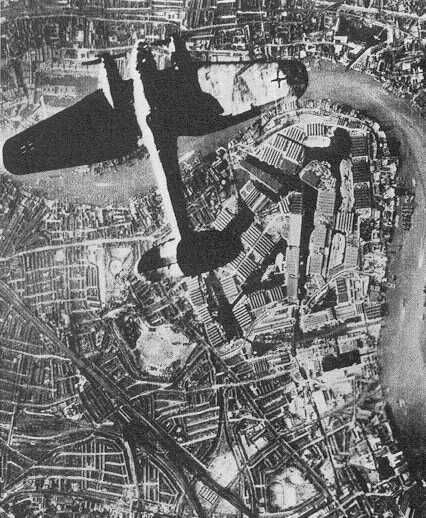
Um Heinkel He 111 a bombardear uma zona de Londres.

No dia 15 de Setembro de 1940, a meio da manha, uma formação de mais de 40 aeronaves foram localizadas sobre a costa de Dieppe voando em direcção a Newhaven. Pouco depois, outras formações foram detectadas, desta vez cada uma delas composta por mais de 120 aeronaves. Em pouco tempo, os grupos de caça n.º 11 e n.º 12 da RAF enviaram todos os seus aviões, não ficando nenhum avião de reserva. A primeira onda de bombardeiros alemães chegou a Londres por volta do meio-dia, deparando-se com cinco esquadrilhas de caças do grupo n.º 12. Devido a problemas de autonomia, os caças alemães tiveram que voltar para o norte de França, deixando os bombardeiros sozinhos contra a RAF. Às 14h00 foi detectada mais uma onda de bombardeiros da Luftwaffe. A esta altura, a RAF já havia enviado para Londres toda a elite do Comando de Caças: 23 esquadrilhas do grupo n.º 11, cinco do grupo n.º 12 e três do n.º 10. Entretanto, já debilitados devido ao esforço de estarem mais de duas horas em combate aéreo, os caças da RAF não conseguiram evitar que Londres fosse alvo das bombas alemãs, tendo uma delas chegado a atingir o Palácio de Buckingham. No final deste dia, a Luftwaffe havia perdido pelo menos 60 aviões, contra apenas 26 da RAF. Nos dias seguintes, entre 16 e 30 de Setembro, a RAF abateu 199 aviões alemães, tendo a Luftwaffe abatido apenas 115.
A 17 de Setembro, Hitler adiou a invasão. Nesta altura, o rumo de operações da Luftwaffe alterou-se ainda mais, começando uma táctica de realização de bombardeamentos de terror contra cidades britânicas que se manteria até à Primavera de 1941, quando grande parte da força de bombardeiros da Luftwaffe foi enviada para o leste, aquando dos preparativos para a invasão da União Soviética. Apesar de os bombardeamentos alemães provaram danos materiais e por vezes baixas humanas, em pouco ou nada prejudicava o esforço de guerra britânico. No dia 13 de Outubro de 1940 Hitler voltou a adiar a invasão até à Primavera de 1941, contudo, no dia 18 de Dezembro, uma directiva do ataque à União Soviética pôs um fim definitivo à intenção alemã de invadir a Grã-Bretanha. Até ao final do ano de 1940, a Luftwaffe continuou a sua táctica de terror. Na noite de 14/15 de Novembro, 439 bombardeiros alemães equipados com instrumentos de navegação nocturna lançaram 500 toneladas de explosivos e 30 mil bombas incendiárias sobre a cidade de Coventry, matando 568 pessoas e destruindo ou danificando cerca de 60 mil edifícios. Até ao natal, Birmingham, Sheffield, Liverpool e Manchester sentiriam a fúria da Luftwaffe, tendo Londres também sofrido um pesado ataque na noite de 29/30 de Dezembro de 1940. Mesmo sem ter vencido a batalha, a Luftwaffe continuava a ser formidável: o Marechal do Ar Sir Robert Saundby concluiu que "não era o início do fim mas o fim do início." A Batalha de Inglaterra custou à Luftwaffe 873 caças e 1014 bombardeiros. A Real Força Aérea, por sua vez, perdeu 1023 caças.

## Médio Oriente
Em Maio de 1941, a Luftwaffe deu início ao Fliegerführer Irak, um comando aéreo destinado a prestar apoio aos rebeldes da Guerra Anglo-Iraquiana. Este comando era composto por um esquadrão de bombardeiros He 111, um esquadrão de caças pesados Bf 110 e alguns aviões de transporte. Em poucos dias de operações, o Tenente Martin Drewes abateu dois aviões. A oposição aérea aliada era quase inexistente e a Luftwaffe começou a preocupar-se apenas com o apoio às forças terrestres. No dia 26 de Maio, depois de vários dias de operações, a Luftwaffe não tinha um único Bf 110 operacional.

## Atlântico

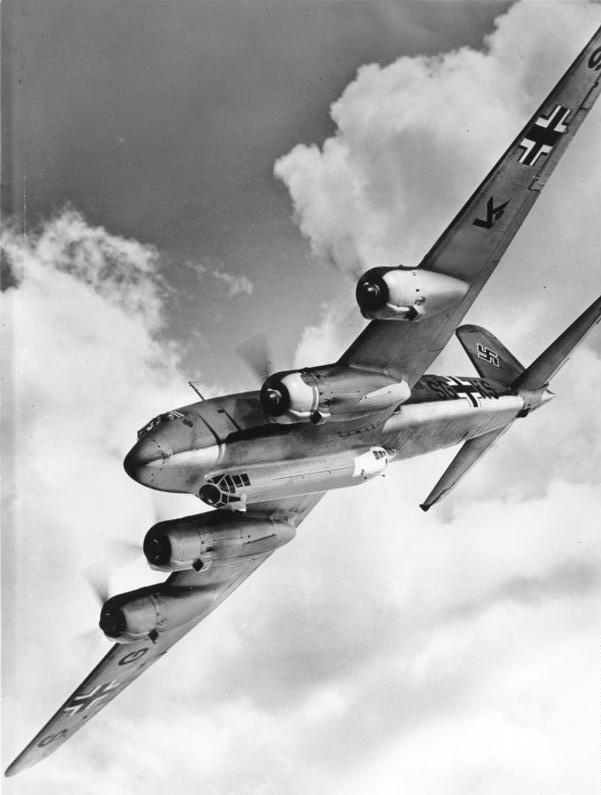
Um Focke-Wulf FW 200 Condor, em 1941.

A partir de 1940 a Kriegsmarine, depois das vitórias na Dinamarca e na Escandinávia, começou a espalhar-se pelo Mar do Norte e pelo Oceano Atlântico numa tentativa de impor um bloqueio naval contra as ilhas britânicas. Em Fevereiro de 1941 o Oberkommando der Luftwaffe recebeu a ordem de Hitler para criar um comando aeronaval, cuja principal função seria a de apoiar as operações dos navios e dos U-boot da marinha alemã. Assim, Göring concordou com a formação do Fliegerführer Atlantik, subordinado à Luftflotte 3 de Hugo Sperrle, ficando assim sob o comando operacional da Luftwaffe. O primeiro comandante deste comando foi Martin Harlinghausen.
Constituído por partes do IV. Fliegerkorps, este comando alcançou bastantes sucessos em 1941, fazendo aumentar as baixas navais dos britânicos. Winston Churchill, primeiro-ministro britânico, referiu-se ao Fliegerführer Atlantik e à sua principal aeronave, o Focke-Wulf Fw 200, como o "flagelo do Atlântico". Ainda assim, no final de 1941 as contra-medidas britânicas e dos restantes aliados minimizaram as chances de sucesso das aeronaves de longo-alcance alemãs. Durante os anos de 1942 e 1943 os combates do Atlântico intensificaram-se e o comando solicitou constantemente mais aeronaves e tripulações, contudo, dado que a Luftwaffe estava a combater em diversas frentes, a força aérea alemã não se podia dar ao luxo de gastar os seus recursos em operações no Atlântico. Em 1944 o Fliegerführer Atlantik operava como um escudo protector, providenciando superioridade aérea aos U-boot na Golfo da Biscaia contra o Comando Costeiro da RAF, contudo, à medida que os meses iam passando, ambas as forças alemãs deixariam de ser eficazes. Durante o Dia-D, a invasão da Normandia, as aeronaves navais alemãs realizaram alguns ataques contra os aliados, não obtendo qualquer efeito. Em Setembro de 1944, o Fliegerführer Atlantik foi dissolvido depois de a frente de guerra alemã em França colapsar.

## Frente do Mediterrâneo
A região do Mar Mediterrâneo, que abrangia os Balcãs, a Grécia, o Norte de África e as ilhas de Malta, Creta, Sicília, Sardenha e Córsega, nunca fizeram parte de qualquer plano alemão. Hitler considerava que esta região era da responsabilidade e influência directa da Itália, cujo governo de Benito Mussolini era aliado da Alemanha. Sendo assim, Hitler considerava que qualquer insurreição ou ameaça dos aliados deveriam ser assuntos que a Itália deveria resolver. Contudo, as expectativas de Hitler não se concretizaram. Mussolini só declarou guerra à França em Junho de 1940 (quando os franceses já estavam derrotados) e as ofensivas das tropas italianas nos Balcãs e no Norte de África foram um desastre. Em Setembro de 1940 o 10º Exército Italiano atacou as tropas inglesas no Egipto, cujo objectivo era a captura do Canal do Suez mas, no mês seguinte, Mussolini determinou a invasão da Grécia. Em ambas as frentes de combate, os italianos foram travados e contra-atacados, o que quase levou ao colapso das tropas italianas.
Em 1941, após os italianos serem derrotados na Líbia, Hitler decidiu apoiar o seu aliado e intervir com tropas alemãs. Desta forma, foi criado o Deutsches Afrika Korps, sob o comando do General Erwin Rommel, mais tarde apelidado de "Raposa do Deserto". A Luftwaffe começou a deslocar-se para o leste europeu em Janeiro de 1941. Em Março, cerca de 500 aviões (40 bombardeiros, 120 bombardeiros de mergulho, 120 caças Bf 109, 40 caças pesados Bf 110 e 170 aviões de transporte e reconhecimento) foram reunidos na Roménia e na Bulgária (já aliados do Eixo) em preparação para o ataque à Grécia. A esta força juntou-se o X. Fliegerkorps do General Hans Giesler, com 390 aeronaves (a maior parte sendo Ju 87 e Bf 109). O X. Fliegerkorps, estacionado na Sicília, combateria mais tarde junto do Afrika Korps nas campanhas militares na Líbia e no Egipto, contudo, tinha também a responsabilidade de neutralizar a guarnição aliada na ilha de Malta. Para reforçar ainda mais a Luftflotte 4 nos Balcãs, mais 600 aeronaves foram transferidas da Europa Ocidental para lá. O facto de a Luftwaffe conseguir mover as suas forças, de uma ponta para outra da Europa, neste caso da França para a área dos Balcãs, e tê-las prontas para combate em dez dias, é um de mobilidade de tornava a Luftwaffe numa força aérea de respeito.

### Jugoslávia, Grécia e Creta

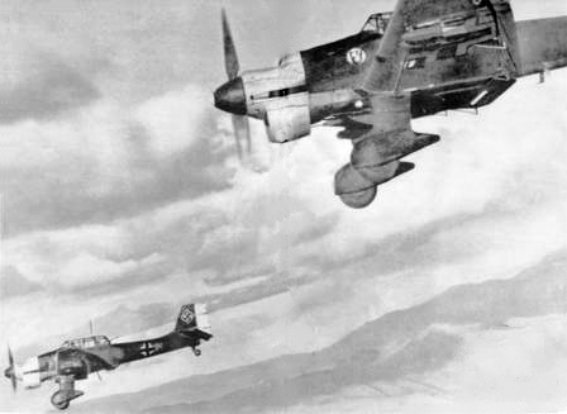
Junkers Ju 87 durante a Campanha dos Balcãs.

A Jugoslávia vinha dando à Alemanha sinais de que se juntaria ao Eixo, contudo, em Março de 1941, um golpe de estado expulsou o governo pró-germânico. Hitler foi apanhado de surpresa e concluiu que seria necessário ocupar a Jugoslávia e a Grécia (que já havia combatido os italianos e podia muito bem servir como base para os britânicos lançarem um ataque através dos Balcãs). Estas ocupações seriam também uma forma de assegurar a salvaguarda do flanco meridional alemão antes da ofensiva contra a União Soviética.
O ataque à Jugoslávia (Operação Strafgericht) iniciou-se no dia 6 de Abril de 1941, com um grande bombardeamento contra a capital Belgrado. Uma força de 150 bombardeiros e bombardeiros de mergulho, escoltados por caças, superou facilmente as fracas defesas aéreas jugoslavas, bombardeamento Belgrado quase sem oposição. Concluído bombardeamento da capital, a Luftwaffe virou-se para operações tácticas, atacando pontos vitais do exército: quartéis, linhas de comunicação e suprimentos. Tal como acontecera nas campanhas anteriores, a combinação o exército com o apoio aéreo próximo da Luftwaffe revelou ser irresistível para os jugoslavos. Doze dias depois do início da campanha, a Jugoslávia rendeu-se.

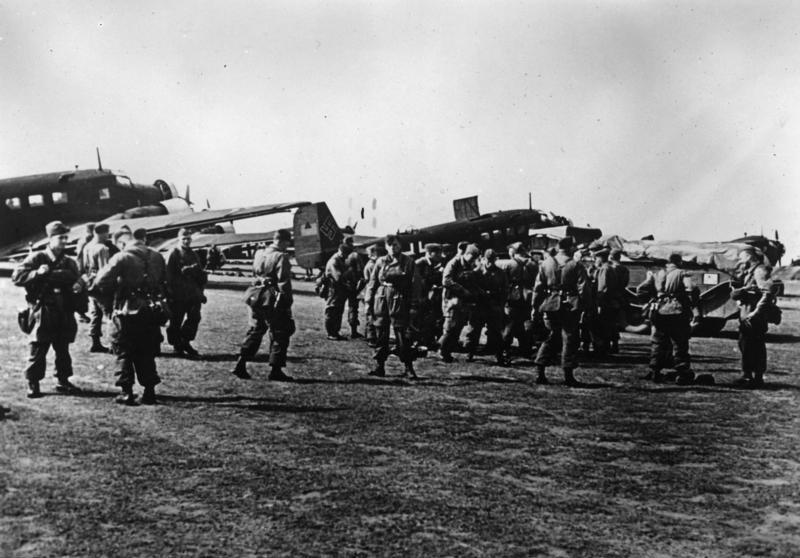
Paraquedistas alemães na Grécia.

O ataque simultâneo à Grécia foi igualmente um sucesso. Na primeira noite, aviões Junkers Ju 88 atacaram o maior porto marítimo do país, Pireu, perto da capital Atenas. Uma bomba bem direccionada atingiu o navio de munições Clan Frazer, atracado a um dos cais para ser descarregado, e a explosão resultante das 250 toneladas de explosivos existentes no navio destruiu porto de uma ponta à outra. Neste único ataque, as forças britânicas e gregas foram privadas da única baía equipada para desembarque de suprimentos. Com o apoio táctico da Luftwaffe, as forças alemãs avançaram com rapidez pela Grécia e, dois dias depois, entraram em Salonica. Uma atrás de outra, as linhas defensivas foram derrubadas e a posição aliada na Grécia tornou-se muito rapidamente insustentável. Uma vez mais, o Junkers Ju 87 Stuka, que havia perdido prestígio durante a Batalha de Inglaterra, voltou à ribalta durante estas operações militares, dado que o poderio aéreo da Grécia da Jugoslávia era vulnerável o suficiente para o Stuka poder operar com a mínima oposição. No passado a Jugoslávia havia adquirido licença para construir aeronaves Dornier Do 17 e até mesmo possuía alguns Messerschmitt Bf 109, contudo, a Luftwaffe entrou em combate contra eles e quase todos foram capturados ou destruídos. No dia 24 de Abril, enquanto as tropas britânicas travavam um combate contra os alemães para os atrasar, os primeiros homens da força expedicionária eram evacuados pelo mar. Três dias depois os invasores entraram em Atenas e, no dia 28 de Abril, passadas apenas três semanas do início da campanha, as últimas forças britânicas na Grécia renderam-se.

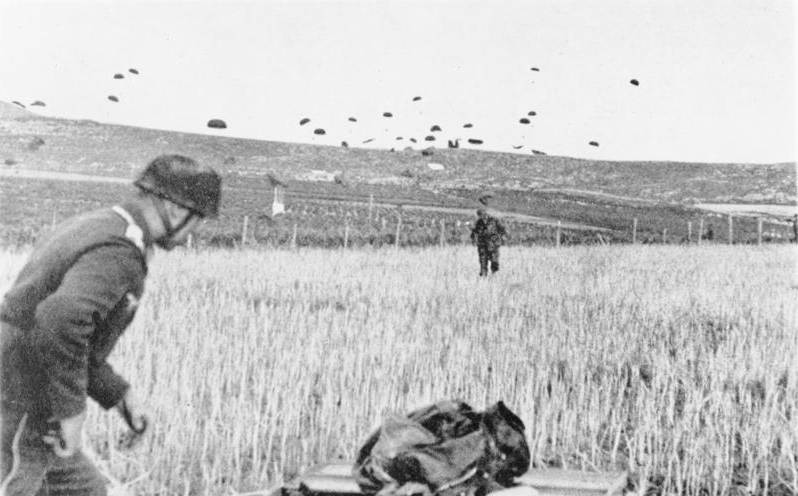
Paraquedistas alemães a serem lançados sobre a ilha de Creta.

Antes de a Grécia ser conquistada, a Alemanha já fazia planos para invadir a ilha de Creta, considerada a última operação da campanha dos Balcãs. Esta ilha situava-se a 96 quilómetros a sul da Grécia. No dia 25 de Abril Hitler atribuiu a responsabilidade da realização da operação à Luftwaffe, sendo que esta deveria fazer uso de forças aerotransportadas e das forças aéreas estacionadas na área do Mediterrâneo. Ao contrário do que acontecia nos outros países, as tropas aerotransportadas faziam parte da força aérea alemã e não do exército. Para a invasão aerotransportada (Operação Mercúrio), comandada pelo General Kurt Student, foi reunida uma força de 493 aviões de transporte Junkers Ju 52 e cerca de 100 planadores de assalto DFS 230 nos aeródromos dos arredores de Atenas. A tarefa de prestar apoio aéreo próximo coube ao VIII. Fliegerkorps do General Freiherr von Richthofen, corpo este que estava equipado com as seguintes aeronaves:
| Bombardeiros (Ju 88 e He 111)             | 280 |
| Bombardeiros de mergulho (Ju 87)          | 150 |
| Caças monomotores (Bf 109)                | 90  |
| Caças bimotores (Bf 110)                  | 90  |
| Aviões de reconhecimento (Do 17 e Hs 126) | 40  |

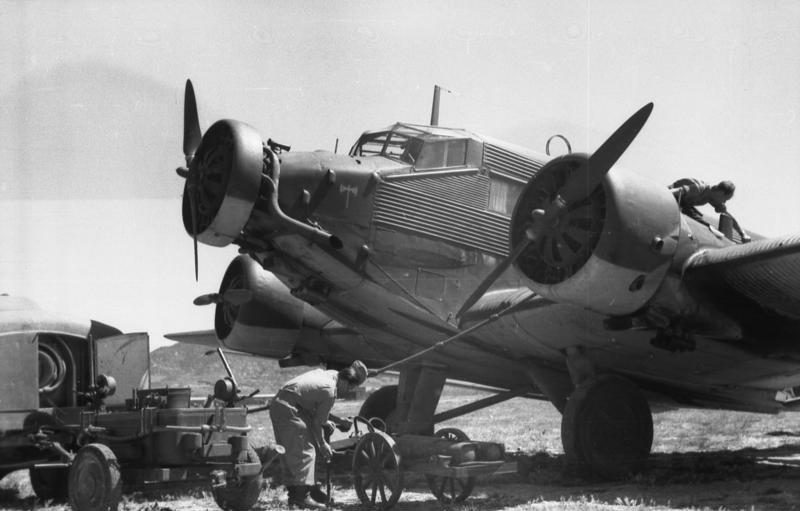
Um avião de transporte Junkers Ju 52 em Creta.

No dia 18 de Maio, após quatro dias de combates aéreos contra forças aéreas britânicas, a Luftwaffe estabeleceu superioridade aérea nos céus de Creta. Estabelecida a segurança no ar, os bombardeiros alemães começaram uma campanha de enfraquecimento das estruturas militares da ilha. No dia 20 de Maio de 1941 o assalto paraquedista a Creta iniciou-se, precedido por uma série de ataques aéreos contra as defesas militares nas áreas de lançamento dos paraquedistas. Seguiram-se os aviões Ju 52 que voaram em direcção a Máleme, Chania, Rétimo e Heráklion. Em todos os casos o lançamento dos paraquedistas foi sincronizado com o fim do bombardeamento, para que as tropas alemãs pudessem usar as recém-criadas crateras para protecção. No início da invasão de Creta, as tropas aerotransportadas sofreram pesadas baixas e pouco progrediram. Contudo, graças ao apoio aéreo próximo providenciado pelas aeronaves da Luftwaffe é que as tropas alemãs conseguiram avançar aos poucos, expulsando os britânicos, neozelandeses, australianos e gregos das suas posições. O momento decisivo da invasão ocorreu no dia 21, quando os alemães conseguiram capturar o aeródromo de Máleme. Embora a pista ainda estivesse a ser alvo de fogo de artilharia dos aliados, dezenas de aviões Ju 52 aterraram com tropas e suprimentos. Entretanto, o VIII. Fliegerkorps vinha a impedir que os defensores recebessem suprimentos. No mar, a Marinha Real Britânica desafiava os alemães e impedia estes de desembarcar na ilha através do mar; contudo, as aeronaves de Richthofen reagiram a esta afronta e, nas batalhas aeronavais que ocorreram, a Luftwaffe afundou dois cruzadores e quatro contratorpedeiros, e danificou um porta-aviões, três couraçados e um contratorpedeiro. A preocupação alemã neste momento era não só a de conquistar a ilha mas a de impedir que os aliados escapassem. A situação continuou a piorar para os aliados e, a 28 de Maio, a Marinha Real Britânica começou a evacuar as suas tropas da ilha. Com o custo de mais um cruzador e dois contratorpedeiros afundados e três contratorpedeiros danificados, os navios britânicos retiraram 16 mil homens da ilha até que os restantes na ilha foram obrigados a renderem-se no dia 1 de Junho. No decorrer desta invasão de Creta, a Luftwaffe viu cerca de 270 aviões de transporte a ficarem destruídos ou danificados. A nível de pessoal, dos 13 mil paraquedistas empenhados na operação cerca de 4 500 foram considerados como mortos ou desaparecidos. O General Kurt Student, comandante das forças, referiu-se à ilha como "o cemitério dos paraquedistas alemães".

### Malta
Desde o começo das operações do eixo no Mediterrâneo, a pequena ilha de Malta, que pertencia ao Reino Unido e situava-se a 100 km a sul da Sicília, foi um tormento constante para o eixo. O primeiro ataque à ilha ocorreu no dia 9 de Janeiro de 1941, quando foram atacas instalações militares no aeródromos e portos marítimos. Durante os meses de Fevereiro e Março o X. Fliegerkorps e algumas unidades da Força Aérea Real Italiana realizaram vários ataques aéreos pesados contra a ilha, nos quais os principais alvos eram os aeródromos e a baía de Valetta. Quase toda a força de bombardeiros de Geisler, que compreendia 120 bombardeiros e 150 bombardeiros de mergulho, esteve envolvida neste ataque. De tempos em tempo, a Luftwaffe realizava ataques sincronizados de bombardeamento de mergulho utilizando aviões Ju 87 e Bf 110, enquanto os Ju 88 e os He 111, escoltados por caças monomotor, realizavam ataques a média altitude, entre 1 500 a 2 400 metros. Contudo, durante a primavera de 1941, a atenção alemã estava virada para um objectivo principal: a invasão da União Soviética.

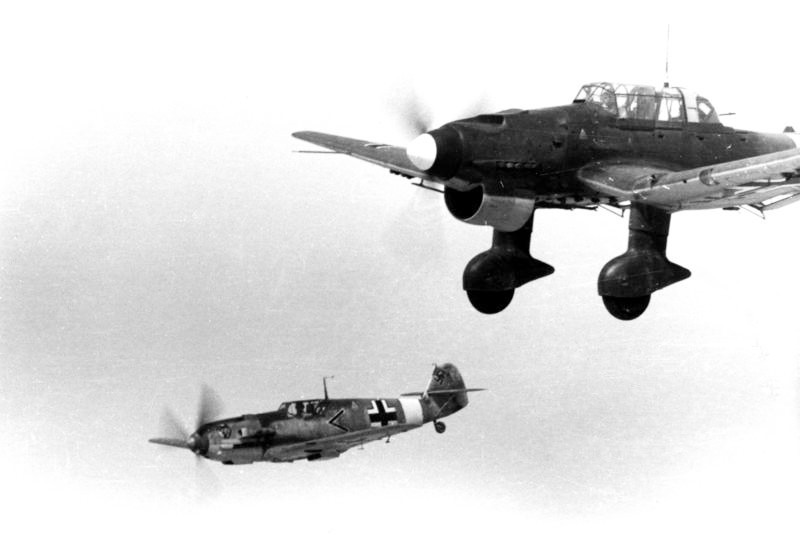
Um caça Messerschmitt Bf 109 a escoltar um Junkers Ju 87 até à ilha de Malta.

Em Abril, os ataques começaram a diminuir, à medida que as exigências das outras frentes de batalha começavam a afastar da Sicília unidades de combate da Luftwaffe que, por exemplo, eram enviadas para bases na Grécia e em Creta. Para Rommel, no Norte de África, restaram apenas cerca de 150 aeronaves. Sendo menos atacada, Malta começou a recuperar o terreno perdido e aumentou a frequência de ataques às rotas marítimas alemãs que abasteciam o Afrika Korps.
À medida que os meses foram passando, as perdas infligidas pelos alemães começaram a assumir proporções insustentáveis: em Setembro, quase 40% dos suprimentos alemães ou italianos não chegou ao destino; no mês seguinte, as perdas subiram para 60% e, em Novembro, quase 80% das mercadorias não chegaram. A maior parte destas perdas foi causada por unidades aéreas e navais estacionadas em Malta. Evidentemente, os alemães tinham que fazer alguma coisa contra a ilha, que se tornava num bastião do Reino Unido no Mediterrâneo. Apesar das necessidades operacionais da Alemanha na frente soviética no final de 1941, foram transferidos cerca de 200 aviões do leste europeu para o teatro mediterrânico. Estes meios operacionais seriam usados em ataques contra Malta. Com o desenrolar das operações, a força da Luftwaffe na Sicília foi sendo reforçada; por volta de Março de 1942 o corpo dispunha de mais de 400 aeronaves, e a presença desta força rapidamente se fez sentir em Malta. Neste mês, a Luftwaffe realizou cerca de 2 800 operações, nas quais foram lançadas 2 200 toneladas de bombas, custando à Luftwaffe apenas 60 aviões. Em Abril e Maio, a Luftwaffe aumentou a pressão e realizaram 11 mil operações aéreas contra a ilha. As bases aéreas e navais britânicas sofreram imensos danos, e os contratorpedeiros e os aviões usados no combate à navegação mercante tiveram de ser retirados.

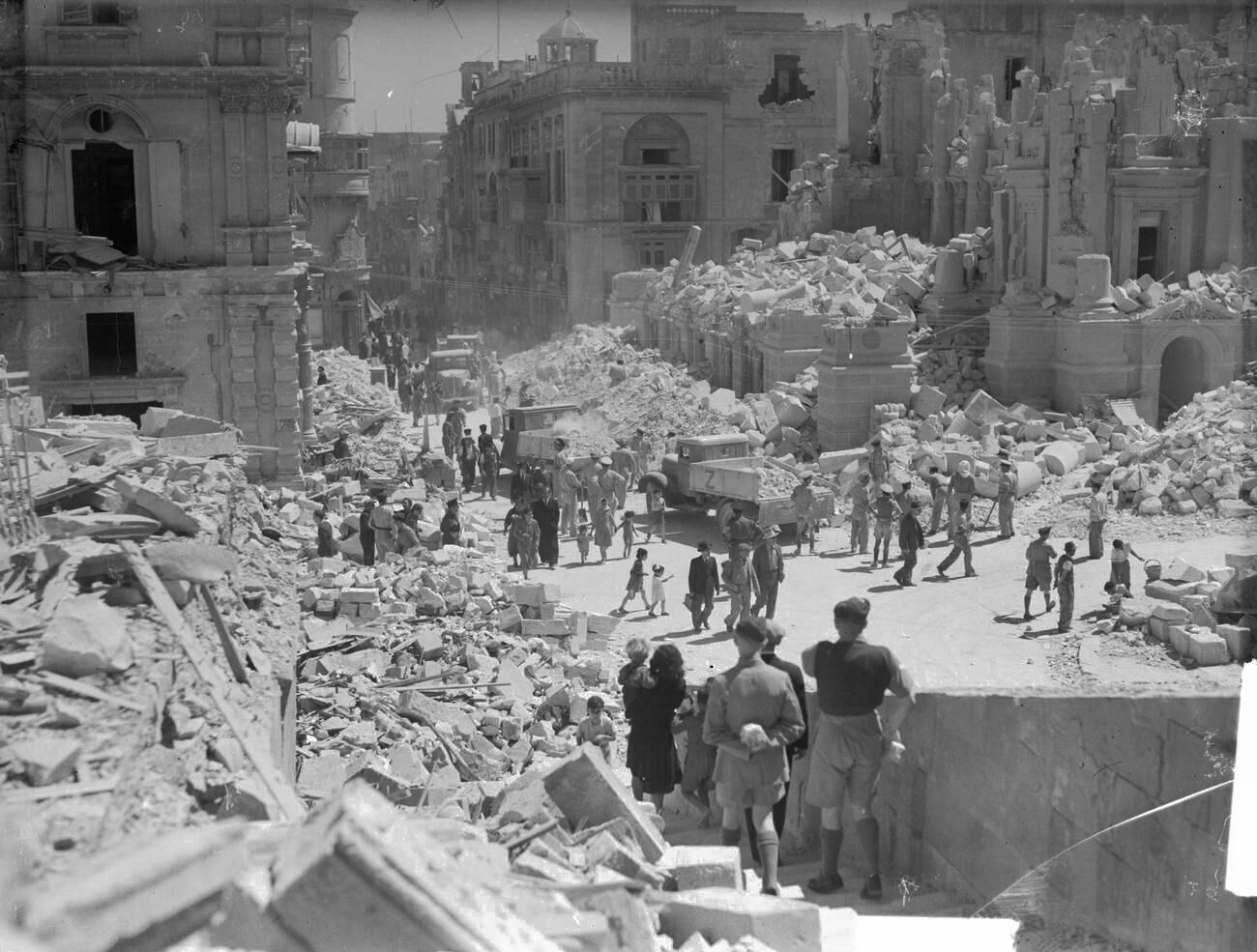
Uma rua de Valeta após bombardeamento.

O tabuleiro mudou rapidamente, e agora era a ilha que começava a ser privada de abastecimento, sendo qualquer tentativa eliminada pela Luftwaffe. Em Março de 1942, a Marinha Real Britânica foi obrigada a empregar um navio antiaéreo para escoltar um comboio de quatro navios mercantes até Malta. A despeito desta protecção, a Luftwaffe afundou um dos navios, obrigou outro a encalhar danificado, e atingiu os dois restantes enquanto descarregavam os suprimentos na baía de Valetta. Somente um quinto das 26 mil toneladas de suprimentos foi desembarcado.
No final de Maio de 1942 a situação estava totalmente controlada pelos alemães. Assim, a maior parte da força de bombardeiros de longa distância voltou para a frente de leste para apoiar a ofensiva alemã naquele verão. Mesmo assim, a Luftwaffe deixou na Sicília uma forma suficiente forte para reagir a qualquer tentativa de reabastecimento de Malta. O esforço seguinte, realizado em Junho, envolveu dois comboios navais separados: um do Egipto, no leste, e outro de Gibraltar, no oeste. A marinha italiana obrigou o comboio naval vindo do Egipto a voltar para trás, enquanto que o comboio do oeste, composto por seus navios mercantes escoltados por um couraçado, três cruzadores e 17 contratorpedeiros, foi seriamente atacado por aviões da Alemanha e da Itália, tendo somente dois navios mercantes chegado a Malta. Em Agosto de 1942, outro comboio partiu para a ilha, desta vez com 14 navios mercantes escoltados por três porta-aviões, dois couraçados, um navio antiaéreo, seis cruzadores e 24 contratorpedeiros. Nesta época, os alemães tinham cerca de 220 aviões baseados na Sicília, e os italianos tinham 300 na Sicília mais 130 na Sardenha. Dos 14 navios mercantes que partiram para Malta, somente 5 chegaram lá, e dois destes 5 chegaram seriamente danificados. Mesmo assim, as 32 toneladas de mantimentos que conseguiram entregar na ilha mantiveram esta em acção até que a situação no Norte de África melhorasse para os aliados.

### Norte de África

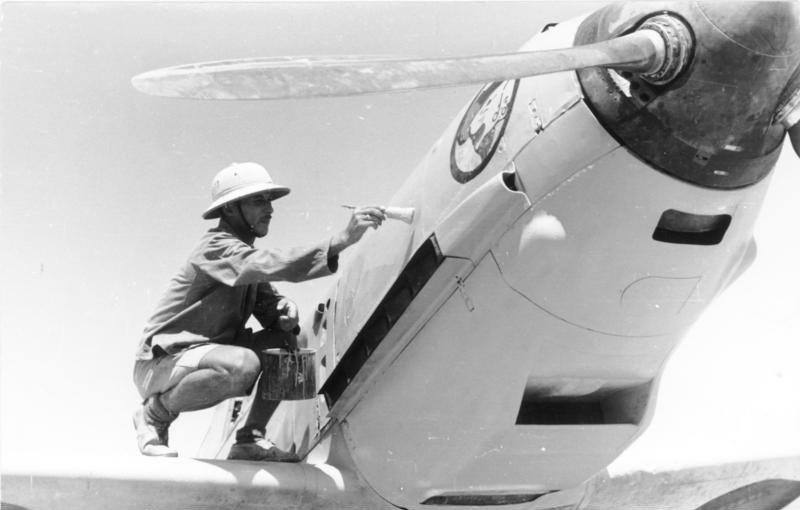
Um Bf 109 da Jagdgeschwader 27 no Norte de África.

Na primavera de 1942 a Luftwaffe juntara uma força de 260 aeronaves, além do contingente italiano de 340 aeronaves, para a campanha no norte de África. Em termos de números, esta força era duas vezes maior que a força da RAF na área; além disto, os Bf 109F que chegavam ao norte de África eram superiores aos modelos de Hurricane e P-40 Tomahawk dos aliados. No dia 26 de Maio de 1942 o Afrika Korps de Rommel iniciou a sua ofensiva. Com o apoio da Luftwaffe, Rommel atacou em direcção a sul e depois para leste, flanqueando a linha defensiva britânica em Gazala. O ponto mais meridional desta linha, em Bir Hakim, tornava-se agora o centro da batalha. Realizando cerca de 1 400 missões contra este alvo, defendido por homens da França Livre, a contribuição da Luftwaffe para a queda desta posição aliada foi considerável. Uma vez atravessada esta linha, Rommel continuou a avançar e, novamente, apoiado pelo poder aéreo da Luftwaffe, os alemães conseguiram capturar a fortaleza britânica de Tobruk no dia 20 de Julho de 1942. Contudo, o resto das forças alemãs em avanço, que já haviam penetrado pelo Egipto a dentro, foram detidas em El Alamein. Aqui, as forças da Luftwaffe já estavam esgotadas, tendo ficado sem combustível.

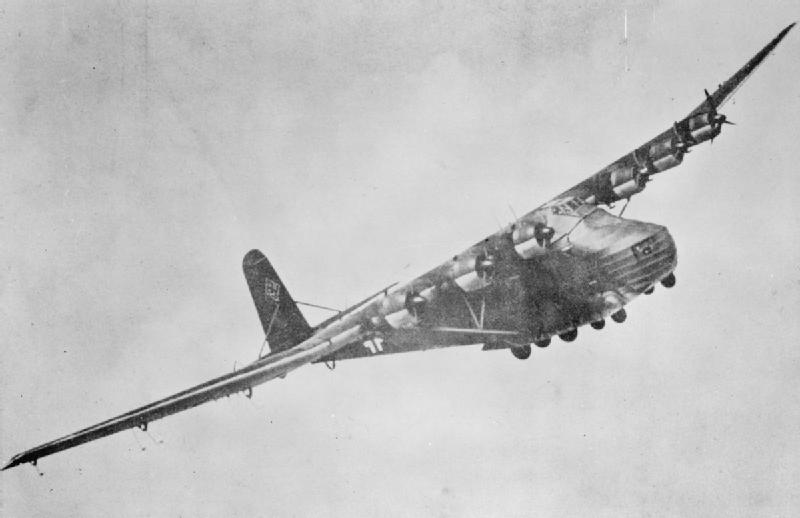
Um Messerschmitt Me 323, usado para transportar suprimentos, equipamentos e militares alemães.

Enquanto os britânicos se esforçavam para se manterem em Malta, os alemães e os italianos tinham os seus próprios problemas de abastecimento. Com o crescente número de bombardeiros norte-americanos e britânicos a chegarem ao Egipto, o castigo aos navios do eixo no Mediterrâneo tornava-se cada vez mais pesado. Durante o Verão de 1942 o bloqueio aliado ao norte de África foi quase total e, desesperados, os alemães tiveram que subsistir unicamente da ponte aérea para trazer suprimentos de combustível. Assim, o poder de combate da Luftwaffe ficou refém da disponibilidade de combustível, numa época em que o contingente britânico no Egipto começou a receber reforços em grande número, um número suficiente para a criação da Desert Air Force (DAF), composta por unidades da Real Força Aérea, da Real Força Aérea Australiana e da Real Força Aérea Sul-africana. Condições adversas como calor intenso, areia e tempestades, juntamente com a falta de combustível, tornaram a situação cada vez mais desesperada para os alemães. Foi nestas condições que se destacou o Capitão Hans-Joachim Marseille. Nos dezoito meses em que combateu no norte de África (entre Abril de 1941 e Setembro de 1942) o alemão destruiu 151 aeronaves aliadas, das quais 147 eram caças, sendo considerado por muitos especialistas não só como o maior ás da aviação do norte de África mas também de toda a Segunda Guerra Mundial.
Quando os britânicos terminaram a ofensiva do dia 23 de Outubro de 1942 em El Alamein, a RAF estava a impor-se no ar. À medida que o Afrika Korps recuava cada vez mais para oeste, ia deixando para trás um rasto de aviões destruídos e largados em aeródromos abandonados. Rommel obrigou as suas forças a recuar de tal maneira que a sua retirada poupou as forças alemãs de uma derrota definitiva. No início de 1943 as forças italianas e alemãs haviam sido expulsadas do Egipto e da Líbia, contudo ainda mantinham um ponto de apoio na Tunísia. A velocidade do avanço britânico e os desembarques anglo-americanos simultâneamente realizados na Argélia e em Marrocos colocavam os alemães numa posição complicada, em risco de serem forçados a fugir pelo mar, tal como em 1940 os aliados o fizeram em Dunquerque. Quando a situação em África parecia perdida para os alemães, Hitler decidiu que os reforços há muito solicitados seriam enviados para o teatro de guerra do Mediterrâneo, a despeito da necessidade de levar unidades de combate para a frente soviética a fim de estabiliza-la, após o cerco do 6.º Exército em Stalingrado.

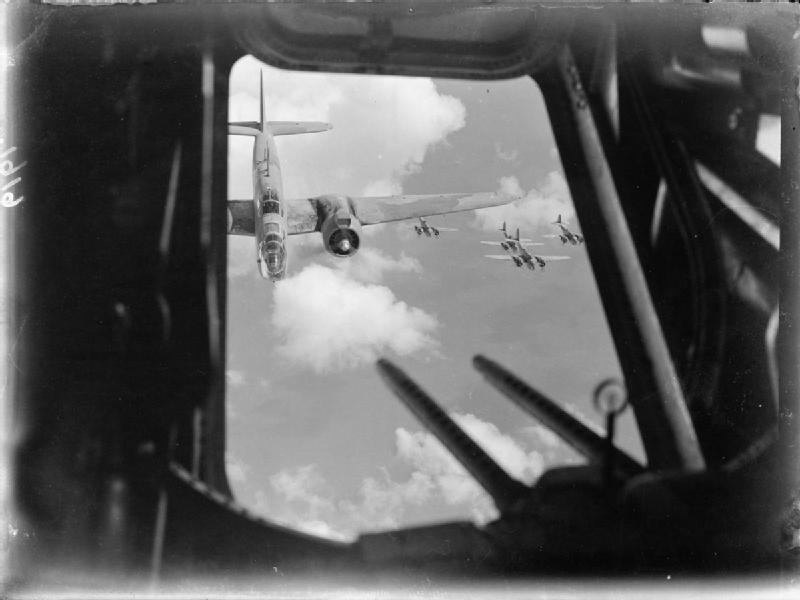
Aeronaves britânicas, vistas a partir da posição de atirador de uma das aeronaves, em missão contra forças alemãs durante a Segunda Batalha de El Alamein.

Reforçada e reunida sob um único comando de operações, o Fliegerkorps Tunis, a força da Luftwaffe foi reavivada. Entre estes reforços estavam duas unidades equipadas com o caça Focke-Wulf Fw 190, transferidos da costa do Canal da Mancha. Assim, os alemães conseguiram uma superioridade aérea temporária sobre as forças aéreas britânica e norte-americana em África. Além de ter os caças mais modernos à sua disposição, a Luftwaffe estava a operar a partir de bases bem preparadas e com linhas de comunicação curtas, ao passo que os seus adversários eram obrigados a usar pistas improvisadas e forçados a gerir uma extensa linha de abastecimento. No dia 14 de fevereiro de 1943, Rommel orquestrou a Operação Fruhlingswind (Brisa da Primavera). Para esta operação, o Fliegerkorps Tunis reuniu uma força de 371 aviões. No início, tudo correu bem para os alemães, contudo, após uma semana de ataques violentos, as suas penetrações em território inimigo foram contidas pelas forças britânicas, francesas e norte-americanas. Outra ofensiva alemã, no final de fevereiro, contra o 8º Exército de Montgomery, também foi repelida com pesadas baixas.
Apesar de todos os esforços, os alemães só conseguiram adiar a derrota. Enquanto as forças terrestres aliadas envolviam paulatinamente o bolsão alemão da Tunísia, as suas forças aéreas, cujo equipamento agora incluía as versões mais recentes do Spitfire, estavam a receber os suprimentos adequados e a tornarem-se cada vez mais mais eficientes. Por outro lado, a situação do Fliegerkorps Tunis piorava à medida que o bloqueio naval e aéreo dos aliados estrangulavam as linhas de abastecimento do eixo. Em Abril, as forças da Luftwaffe no norte de África estavam prestes a colapsar. Alvo de fortes bombardeamentos e a sofrer com a falta de suprimentos, no dia 13 de Maio de 1943 todo o continente africano ficou nas mãos dos aliados. As forças do Eixo renderam-se, com quase 250 mil soldados a baixarem as armas.

### Itália
No dia 3 de Julho de 1943, a Luftwaffe contava com 1 280 aviões no Mediterrâneo. Nesta altura, as forças aéreas aliadas começaram a atacar os aeródromos do eixo na Sicília, preparando-se para o assalto marítimo à ilha. Quando os primeiros soldados aliados desembarcaram, o número de aviões à disposição da Luftwaffe estava reduzido em mais de uma centena. Devido aos seus aeródromos terem sido bombardeados ao ponto de os tornar inoperacionais, os caças Fw-190 tiveram que ser retirados para bases localizadas na área de Nápoles, onde não conseguiam combater os desembarques aliados.
A 17 de Agosto de 1943 as últimas tropas alemãs na Sicília renderam-se, e os aliados preparavam-se para a invasão da península italiana. A Luftwaffe sofreu sérias perdas durante o mês de Julho e início de Agosto; devido à existência da frente soviética, nem todas puderam ser repostas. Assim, quando as tropas aliadas desembarcaram na península, o número de aviões à disposição da Luftwaffe havia caído para cerca de 800. O comandante da Luftwaffe na Itália, o General Richthofen, decidiu prudentemente conservar as suas forças para os combates mais decisivos, nos quais teriam mais chance de sobreviverem; por causa desta táctica, a reacção alemã aos desembarques aliados foi fraca.

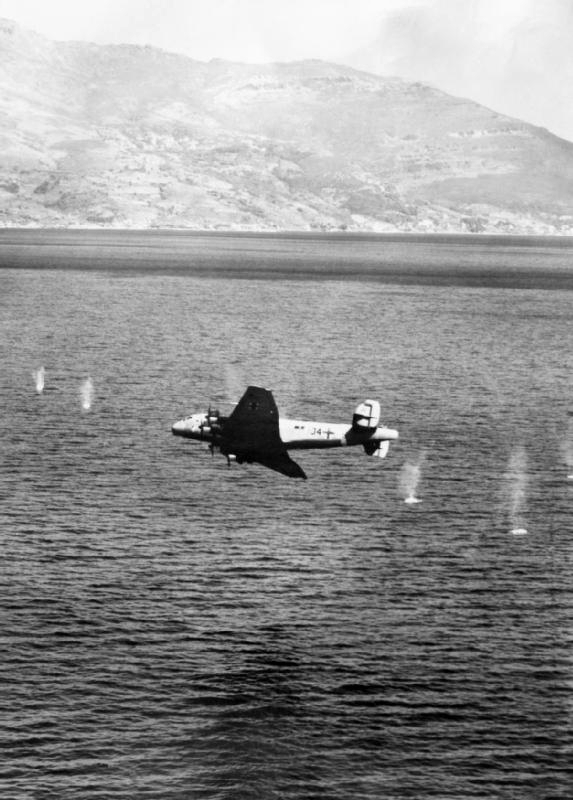
Um Junkers Ju 90 a ser abatido perto de Bastia, na ilha de Córsega.

Estando à semanas em negociações com os aliados, os italianos renderam-se. As tropas aliadas assaltaram a costa de Salerno, perto de Nápoles, e Richthofen viu isto como a oportunidade que tanto esperava, lançando as suas unidades contra os aliados. A concentração de navios aliados ao largo da costa era o alvo ideal para o qual se havia projectado o Fritz X, e os Dornier Do 217 do III/KG 100 comandados pelo Major Bernhard Jope partiram para o ataque. Montados na asa direita, entre o motor e a fuselagem, cada um dos nove Do 217 transportava uma única bomba Fritz X. Esta arma secreta era uma bomba voadora de 1500 quilos, equipada com um dispositivo na cauda que permitia ser controlada via rádio para que fosse guiada até ao alvo. Na semana que se seguiu, eles atingiram o couraçado HMS Warspite e os cruzadores HMS Uganda e USS Savannah, avariando seriamente os três navios.
O III/KG 100 continuou a combater os aliados em conjunto com outras unidades da Luftwaffe e, mais tarde, lançou em combate outra arma teleguiada, a bomba planadora Henschel Hs 293. Contudo, esta bomba planadora não alcançou resultados satisfatórios devido ao facto de, desta vez, os céus aliados estarem mais bem defendidos e impedirem que as unidades de bombardeiros da Luftwaffe não tivessem espaço de manobra. Até ao dia 20 de Setembro a Luftwaffe continuou a combater os aliados, porém as tropas britânicas que avançavam em direcção ao norte começaram a ameaçar as bases alemãs na área de Foggia, e as unidades da Luftwaffe tiveram que se retirar. A partir de agora, os aliados tinham uma área de apoio firme na Europa Continental, contudo, o relevo montanhoso italiano não permitia que os aliados avançassem muito rapidamente, uma desvantagem que a Luftwaffe explorou para infligir dano ao inimigo. No início de 1944, 140 aviões foram transferidos da Grécia, França e Alemanha para reforçar o continente da Luftwaffe na Itália.
O problema que se colocava era incapacidade da Luftwaffe em estabelecer superioridade aérea, e isto foi provocado pela falta de caças na área, pois os aliados eram capazes de destruir quantos bombardeiros alemães fossem necessários. Mesmo com o envio de 50 caças no início de Março de 1944 foi insuficiente para permitir às tropas terrestres a cobertura necessária para realizar um contra-ataque. No final de Março de 1944 tornava-se óbvio que o poder aéreo estava a ser desperdiçado e vários esquadrões foram retirados da frente italiana. Desta data em diante, a Luftwaffe teve um papel pouco digno em comparação com o que havia mostrado anos antes, deixando agora as unidades terrestres à mercê do poderio aéreo aliado, algo para o qual a Heer não estava treinada nem habituada. Nesta altura da guerra, era aparente que o desembarque aliado na costa noroeste da Europa não demoraria a acontecer. A partir do dia 1 de Abril um número significante da frota de bombardeiros anglo-americanos passou a concentrar-se em alvos estratégicos para o desembarque.
A Luftflotte 3, que era responsável pelo espaço aéreo da França e dos Países Baixos, foi reforçada, parcialmente às custas da forças situadas na Itália e de parte das forças empenhadas na defesa do reich - já que os bombardeamentos à Alemanha haviam diminuído de número como reflexo dos preparativos para o Dia D. Desta forma, quando os esquadrões de suporte terrestre do II. Fliegerkorps foram transferidos do norte da Itália para a Luftflotte 3 em Fevereiro de 1944 e quando, um mês mais tarde, esquadrões do X. Fliegerkorps também foram transferidos para França, a superioridade aérea dos aliados na Itália passou a ser tal que a Luftwaffe praticamente havia deixado de existir como força de combate na Itália.

## Operação Barbarossa
Quando a Luftwaffe ainda lutava em Inglaterra as preparações para uma invasão da União Soviética já estavam em curso. De acordo com a Directiva N.º 21 de 18 de Dezembro de 1940, Adolf Hitler atribuía à força aérea alemã o dever de "paralisar e eliminar o poder aéreo da força aérea russa na maior extensão possível [...] ao mesmo tempo apoiará as operações do Exército". O plano alemão consistia num ataque composto por três grupos, cada um com a força de um milhão de homens, que deveriam atacar simultaneamente a União Soviética ao mesmo tempo que se montariam ofensivas através da Polónia, Roménia e Finlândia. Os objectivos principais eram as cidades de Leningrado, Minsk, Kiev e Moscovo. Tal como havia acontecido na Polónia, Escandinávia e França, os pilotos da Luftwaffe deveriam realizar ataques preventivos contra o inimigo, procurando obter superioridade aérea para a segura utilização de bombardeiros e caças, com o intuito de cortar as linhas de comunicação e suprimentos.
Apesar de toda a precaução alemã em montar um ataque rápido e eficaz, na realidade as forças da União Soviética estavam num caos. Hitler pretendia que as operações fossem concluídas antes da chegada do inverno. O tamanho que o exército teve que aumentar e a pretendida velocidade de operações fez com que grandes fundos fossem direccionados para o exército, colocando o investimento na força aérea em segundo plano; desta forma, em Junho de 1941, os aviões disponíveis na frente de batalha eram poucos mais do que no ano anterior: 3 340 caças e bombardeiros. Desta força, cerca de 780 tinham que ser mantidos na Europa Ocidental e quase 400 foram enviados para o teatro do mediterrâneo. Mesmo somando a esta força os aviões de transporte, reconhecimento e outros fornecidos pelos aliados do eixo, a Luftwaffe conseguia colocar em campo apenas 3 900 aeronaves, contra uma força aérea adversária que se estimava que tivesse 7 500 aeronaves (sem contar com as 2 500 que a União Soviética possuía no Extremo Oriente Russo). Embora as aeronaves alemãs fossem mais modernas que as soviéticas, estes números causaram preocupação no lado alemão.
Para acompanhar os três grupos, a Luftwaffe organizou as suas forças em três Luftflotten. No norte operaria a Luftflotte 1 (comandada pelo General Alfred Keller) que empregava 480 aviões como parte do Grupo de Exércitos do Norte, cujo objectivo era a cidade de Leningrado. A Luftflotte 2 (comandada por Albert Kesselring) estava equipada com 1 080 aviões, integrava o Grupo de Exércitos Central e tinha como objectivo a cidade de Moscovo. A terceira frota aérea, a Luftflotte 4 (sob o comando do General Alexander Lohr), estava equipada com 690 aviões e integrava o Grupo de Exércitos do Sul, cujo objectivo era a Ucrânia e a cidade de Stalingrado. Espalhadas de maneira não-uniforme pelas Luftflotten, as nações aliadas da Alemanha Nazi (Itália, Roménia, Bulgária e Hungria) empenharam cerca de 980 aeronaves de combate nesta invasão.

### Avanços iniciais

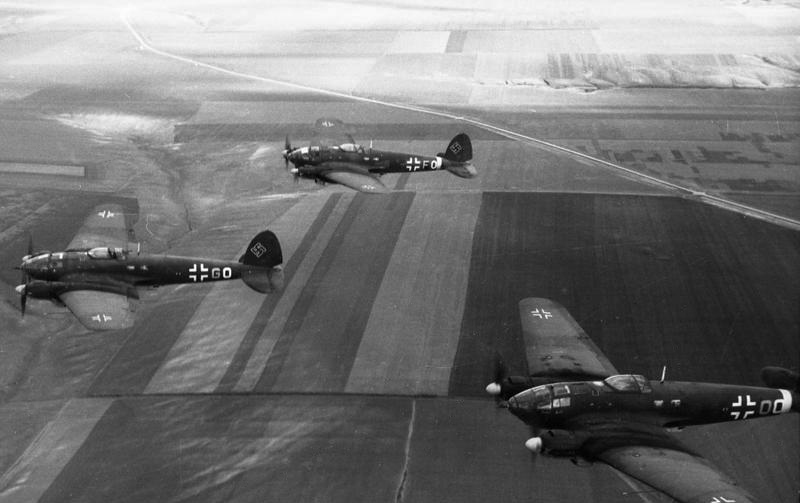
Bombardeiros Heinkel He 111 a voarem na invasão da União Soviética.

O invasão da União Soviética começou pouco antes do amanhecer de 22 de Junho de 1941. Rapidamente, a Luftwaffe procurou estabelecer supremacia aérea. Apesar de os soviéticos possuírem muito mais aeronaves que os alemães, o factor surpresa e a experiência de vários anos de guerra ajudou a Luftwaffe a ir ao encontro do objectivo traçado. Com as bases aéreas inimigas já marcadas, graças a vários voos de reconhecimento aéreo realizados nas semanas que antecederam a invasão, foi fácil ir de encontro aos alvos. O resultado no primeiro dia de operações foi de proporções épicas. O relatório oficial do primeiro dia de operações apontava para a destruição de 1 489 aeronaves soviéticas. Contudo, Göring duvidou deste resultado, e solicitou que um novo fosse efectuado. Depois de as Wehrmacht varrer o território ao longo da frente de combate, os oficiais da Luftwaffe descobriram que haviam sido destruídas mais de 2 mil aeronaves. Em termos de perdas, a Luftwaffe perdeu apenas 78 aeronaves (24 Bf 109, 23 Ju 88, 11 He 111, 7 Bf 110, 2 Ju 87, 1 Do 17 e 10 aeronaves de transporte e reconhecimento aéreo). Além destas perdas, a Força Aérea da Roménia também perdeu 12 aeronaves.
Ainda assim, a superioridade aérea não foi obtida; sendo que a frente de combate estendia-se por mais de 1 600 quilómetros de norte a sul, sempre era possível haver determinadas zonas ou localidades onde pilotos soviéticos poderiam ter sobrevivido para combater os alemães. De qualquer forma, a eliminação de tamanha quantidade de aeronaves soviéticas permitiu à Luftwaffe disponibilizar mais aviões para as operações de apoio aéreo próximo. Embora a Força Aérea Soviética continuasse a resistir, não tinha poder aéreo para impedir o avanço alemão em terra ou no ar, muito menos para impedir que a Luftwaffe atacasse as tropas terrestres soviéticas. Aviões como o Messerschmitt Bf 110 e o Junkers Ju 87 Stuka, que se haviam revelado vulneráveis durante a Batalha de Inglaterra, descobriram na frente soviética uma nova oportunidade para operarem com a força máxima. Mais tarde, o Henschel Hs 129 também tornou-se num avião comum sobre o campo de batalha. No final do mês de Junho, 60% das missões conduzidas pela Luftwaffe eram de apoio aéreo próximo ou de apoio directo às operações do exército. Três semanas depois de a campanha ter começado, o piloto alemão Werner Mölders obteve a sua 100ª vitória aérea, tornando-se no primeiro piloto da história a alcançar esta marca.

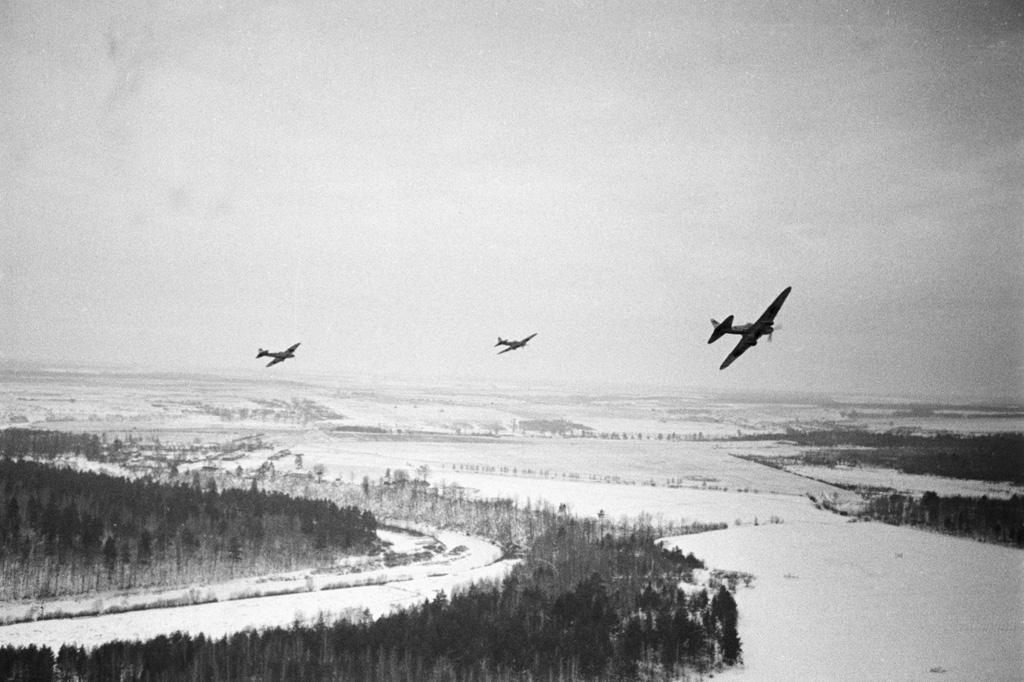
Aviões Ilyushin Il-2 a voarem por cima de posições alemãs perto de Moscovo.

Nas operações de apoio às tropas terrestres, a Luftwaffe começou a invasão com uma grande taxa de sucesso. No norte, onde o exército alemão avançada ao longo do Báltico (Letónia, Estónia e Lituânia) em direcção a Leningrado, as missões mais importantes eram as de transporte aéreo: tanto os Ju 52 como os Ju 88 foram utilizados para abastecer com combustível as unidades que encabeçavam o ataque. Na parte central da ofensiva alemã, a infantaria dependia dos Ju 87 da Luftflotte 2 para abrir caminho em direcção a Brest-Litovsk, atacando as tropas soviéticas que tentavam recuar ou contra-atacar. Ao sul, acções similares foram realizaram ao longo do avanço pela Ucrânia, culminando em Setembro com o cerco a Kiev. Esta cidade continha mais de 665 mil soldados soviéticas, 884 tanques e aproximadamente 4 mil peças de artilharia, tendo grande parte desta força sido capturada pela Wehrmacht. A parte não capturada foi graças à Luftwaffe, que durante a batalha pela cidade destruiu cerca de 2171 veículos militares e 23 tanques soviéticos. Os prisioneiros revelaram aos alemães que grande parte da sua moral havia sido afectada pelos ataques dos Junkers Ju 87 Stuka.

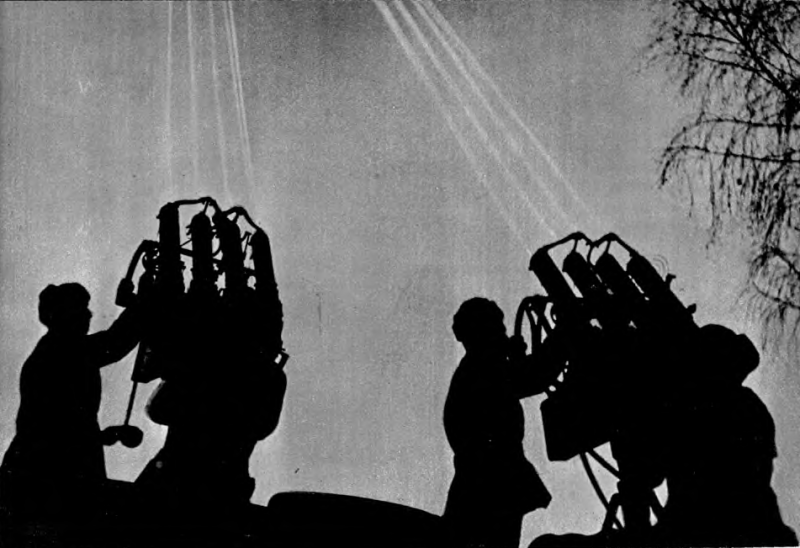
Holofotes soviéticos na cidade de Gorki.

À medida que os alemães avançavam, os Junkers Ju 88, Heinkel He 111 e Dornier Do 17 realizavam missões de bombardeamento atrás da linha do inimigo, focando os seus ataques em pontes, linhas ferroviárias e depósitos de suprimentos. Embora a frequência destes ataques não fosse tão grande como nas campanhas anteriores, o sucesso foi satisfatório. Hitler insistiu que não se tentasse destruir a indústria soviética, pois compreendia que esta era demasiado dispersa e difícil de localizar, algo que poderia dispersar o contingente alemão e reduzir a sua força. Mesmo assim, o II. Fliegerkorps (parte da Luftflotte 2) destruiu 356 comboios, 14 pontes e incontáveis concentrações de militares entre 22 de Junho e 9 de Setembro. Neste dia, foi reportado que o tráfego ferroviário a oeste do rio Dniepre estava paralisado, o que neutralizou qualquer tentativa de contra-ataques por parte dos soviéticos. Com tamanha vantagem, os avanços dos alemães até Outubro de 1941 não foram uma surpresa. No norte, a cidade de Leningrado já estava a ser atacada no final de Setembro, no centro, Smolensk havia sido capturada e os tanques do exército alemão avançavam em direcção a Moscovo, e no sul após a queda de Kiev o exército avançou para cercar Carcóvia e temporariamente Rostov. Nesta altura, tudo indicava que a Operação Barbarossa haveria de terminar em sucesso, apesar de começar a ser cada vez mais difícil para a Luftwaffe operar numa tão grande área de operações, onde se tornava cada vez mais dispendioso e demorado o processo de fazer chegar à frente de batalha as peças e suprimentos necessários para manter a força aérea a operar a um nível satisfatório.

### A chegada do primeiro inverno
No final de 1941 a Luftwaffe havia sido reduzida em 30–40% do seu tamanho original. Mesmo tendo perdido cerca de 2 093 aviões, a Luftwaffe havia realizado mais de 1 800 missões, nas quais destruíram mais de 15 mil aeronaves inimigas, 3,2 mil tanques, mais de 57 mil veículos, 2 450 peças de artilharia e 1,2 mil locomotivas. Com o inverno a chegar, a Luftwaffe começou a sofrer com as condições climatéricas. Os motores não funcionavam tão bem em condições extremas de frio e neve, o óleo dos motores congelava, as visibilidade no céu e até mesmo durante a descolagem era pobre, e uma frente cada vez maior dificultava a manutenção do equipamento. Nestas condições, Hitler decidiu suspender as operações devido ao inverno e os soviéticos, que sempre viveram naquelas condições, aproveitaram para recuperar algumas forças e realizaram vários contra-ataques contra as posições alemãs, ataques estes que a Luftwaffe mal conseguia repelir. No dia 27 de Dezembro de 1941, a Luftwaffe tinha em toda a frente de combate 1 332 bombardeiros, 1 472 caças e 326 bombardeiros de mergulho. Isto levou a que os soviéticos, durante um breve período no final de 1941, conseguissem mesmo obter superioridade aérea. A redução da produção de bombardeiros de mergulho significou que as outras aeronaves, de alguma forma, teriam que compensar pelo espaço vazio criado pela baixa reposição de bombardeiros de mergulho, tendo que realizar algumas das suas missões. Além disto, a falta de bombardeiros de mergulho negava à Luftwaffe a oportunidade de atacar a indústria aeronáutica soviética no coração da União Soviética, o que fez com que os soviéticos continuassem a aumentar a produção, um factor que iria dificultar as operações da Luftwaffe no ano seguinte.
A facto de a Wehrmacht não conseguir alcançar a vitória total na União Soviética antes que o ano de 1941 chegasse ao fim não era um desastre completo para o esforço de guerra alemão, pois os alemães ainda detinham a iniciativa estratégica em todas as frentes. Ainda assim, o inverno foi excepcionalmente duro para as forças alemãs que o tiveram que enfrentar. Além de as condições físicas serem piores do que qualquer previsão, com temperaturas de 30 graus negativos, psicologicamente os alemães eram atacados, graças aos constantes ataques e contra-ataques soviéticos ao longo de todo o inverno. Estes contra-ataques só começariam a ser realmente travados em Fevereiro de 1942. A esta altura, dois baluartes alemães haviam sido cercados, um em Demyansk e outro em Cholm, ambos a noroeste de Moscovo. Göring foi ordenado por Hitler a fornecer os suprimentos necessários a estas duas forças através de uma ponte aérea e, contra todas as expectativas, a Luftwaffe foi bem sucedida no cumprimento desta missão. No dia 18 de Maio, ambos os baluartes estavam livres do cerco soviético.

### Ofensivas de 1942
Com o início da primavera, os pilotos alemães voltaram as suas atenções para próxima campanha. Hitler havia decidido que a prioridade das forças alemães estava no sector sul da frente soviética, e determinou que as suas tropas deveriam avançar até ao rio Don para proteger um ataque posterior no qual o alvo seria os campos de petróleo do Cáucaso. Em Maio os alemães iniciaram ataques para eliminar os pontos mais avançados das tropas soviéticas enquanto, mais a sul, procuravam varrer a Crimeia de qualquer oposição soviética. A Luftwaffe foi uma vez mais empregue em todas estas operações, dando mais ênfase ao apoio aéreo próximo às tropas terrestres do que ao ataque a alvos na retaguarda do inimigo. A superioridade aérea alemã já não era uma prioridade, mas sim a concentração do esforço em pontos chave para conseguir que as forças terrestres avançassem o mais possível para dentro do território inimigo. Isto foi demonstrado na Crimeia, onde o VIII. Fliegerkorps, comandado por Wolfram von Richthofen, teve uma contribuição decisiva para a tomada da cidade de Sevastopol, onde a Luftwaffe lidou com a oposição no ar, adquiriu superioridade aérea na área e na qual lançou mais de 20 mil toneladas de bombas que destruíram mais de 140 aviões inimigos entre 2 de Junho e 4 de Julho, dia em que a cidade caiu.

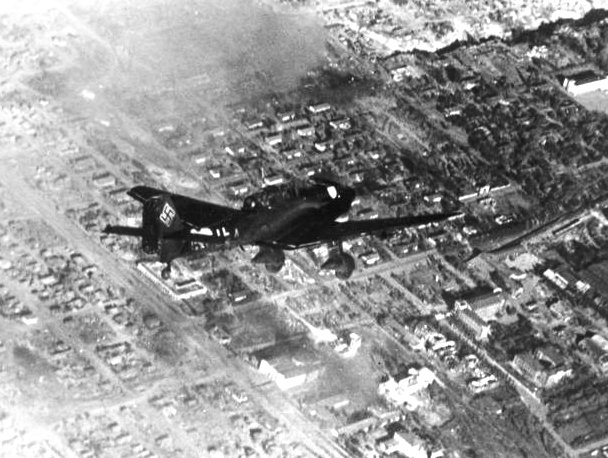
Um Junkers Ju 52 durante a ofensiva no sul da Frente Oriental.

A esta altura iniciou-se a Operação Blau. Apesar de a Luftwaffe ter tido um enorme sucesso na Crimeia, ajudou o facto de a União Soviética não possuir uma força adequada na Crimeia que pudesse contestar o poderio aéreo alemão. Durante a ofensiva de verão a força aérea alemã daria por si a combater numa frente cada vez maior, contra um inimigo que estava a aumentar a cada mês que passava e, enquanto isso, a força da Luftwaffe na frente soviética ainda teve que abdicar de várias aeronaves para bases na Noruega a fim de interceptarem os comboios de navios que levavam suprimentos dos aliados no oeste para os portos marítimos soviéticos de Murmansk e Arcangel. Em Junho de 1942 mais de 100 aviões Ju 88 e 40 He 111 (adaptados para carregarem torpedos) juntamente com um contingente de Ju 87, Fw 200 e Bv 138 passaram a ser empregues contra os comboios de navios. Neste tipo de operação, a Luftwaffe obteve resultados satisfatórios; em Agosto de 1942, o comboio PQ17 perdeu 24 de um total de 34 navios mercantes, sete dos quais unicamente devido a ataques aéreos. Apesar de ser um bom retorno para a Luftwaffe, isto significava que havia menos aviões disponíveis na frente soviética, o que providenciou à força aérea soviética várias janelas por onde se puderam realizar ataques bem sucedidos contra o exército alemão. Durante o mês de Maio ocorreu também a Segunda Batalha de Carcóvia, na qual a Luftwaffe participou e destruiu 542 aeronaves soviéticas e vários tanques, perdendo apenas 49 aeronaves durante a batalha. Entre Fevereiro e Agosto, os alemães conseguiram afundar 68 cargueiros, um líder de frota, três contratorpedeiros e três submarinos.
Quando a operação Operação Blau começou, as unidades da Luftwaffe na frente soviética estavam já esgotadas. Imensos esquadrões tiveram que dar um contributo de pilotos e aviões para que se pudesse montar uma força de 1,6 mil aviões para esta operação, numa altura em que havia poucos reservas e quando as tripulações estavam cansadas depois das campanhas de Demyansk, Cholm e Crimeia. Mesmo assim, a Luftwaffe obteve um considerável sucesso inicial. No dia 6 de Julho de 1942 o Grupo de Exércitos do Sul já havia cruzado o rio Don e Voronej, cercando e destruindo as formações soviéticas nesta região. Nesta altura, o Grupo de Exércitos do Sul foi dividido em duas forças, cada uma com um objectivo diferente; uma força deveria seguir o objectivo no Cáucaso e a outra força perseguir os soviéticos até à cidade de Stalingrado. Neste mês, os aviões operacionais da Luftwaffe somavam apenas 1,3 mil aparelhos. Agora, as tripulações tinham que manter a passada de operações numa frente que se estendia por mais de 4 320 quilómetros, ao mesmo tempo que tinha que realizar ataques em linhas de suprimento tão distantes quanto o Mar Cáspio. Mesmo com desvantagens, no dia 9 de Agosto de 1942 o Grupo A (formado pelo 1º Exército Panzer e pelo 17º Exército) já havia conseguido avançar 320 quilómetros pelo Cáucaso graças ao apoio da Luftwaffe. Duas semanas mais tarde o Grupo B, formado pelo 6º Exército do General Friedrich von Paulus, alcançou o rio Volga a norte de Stalingrado. A nível material, à medida que as aeronaves iam-se perdendo (mais por acidentes do que por fogo inimigo), as reposições não eram feitas rápido o suficiente, e isto juntamente com a falta de peças para a manutenção e falta de aeródromos capazes só dificultava a missão da Luftwaffe. A nível humano os pilotos estavam a ser obrigados a cumprir uma carga cada vez mais pesada de missões, muitas vezes voando quatro ou cinco missões por dia contra um inimigo cada vez maior e mais forte. A guerra relâmpago havia terminado, começava agora a guerra de atrito.

### Batalha por Stalingrado

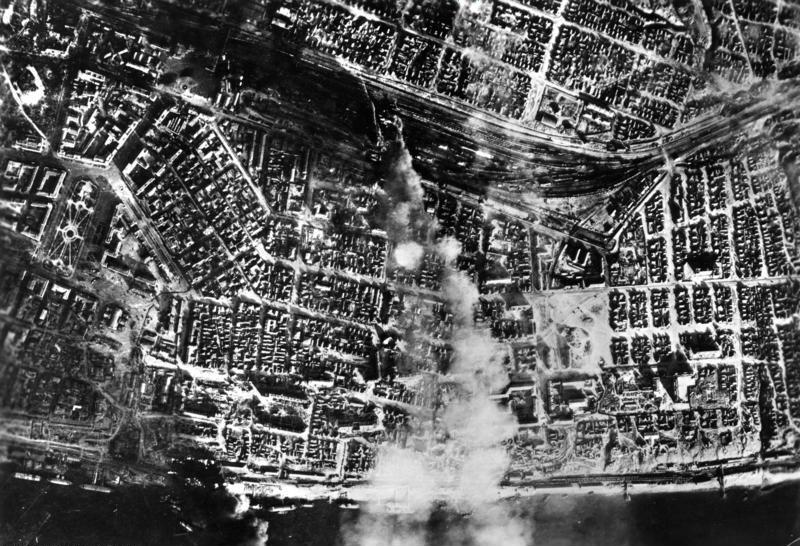
Fotografia aérea da cidade bombardeada de Stalingrado.

No dia 23 de Agosto começou a batalha por Stalingrado, com a perseguição dos 62º e 64º exércitos soviéticos. A tentativa de Paulus em tomar a cidade foi travada pelos soviéticos em Setembro, mesmo com o apoio da Luftwaffe. Os combates pela cidade tornaram-se num emaranhado de lutas urbanas, para as quais os aviões tinham pouca ou nenhuma utilidade, pois as posições alemãs e soviéticas estavam demasiado próximas para permitir a segura realização de bombardeamentos. Neste momento, a Luftwaffe encontrava-se a operar a partir de aeródromos pobres em condições e infraestruturas, o que aumentava a taxa de acidentes e avarias. Os poucos bombardeamentos realizados pela força aérea alemã tornaram a cidade num monte de ruínas, nas quais o Exército Vermelho conseguia combater com sucesso. Em Outubro de 1942 a força da Luftflotte 4 havia caído para 950 aparelhos, dos quais apenas 232 eram bombardeiros. Em Outubro as forças de Paulus continuavam a concretizar alguns avanços, contudo, entre os dias 19 e 22 de Novembro de 1942, os russos lançaram a Operação Urano e conseguiram cercar o 6º Exército Alemão, cortando em terra qualquer via de ligação com as restantes forças alemãs. Göring garantiu a Hitler que conseguiria criar uma ponte aérea para providenciar suprimentos ao exército cercado. Hans Jeschonnek também garantiu que, se os bombardeiros e os aviões de transporte fossem usados para transporte de mercadorias e se os aeródromos no território ainda na posse dos alemães fossem bem administrados, que a operação podia ser possível.

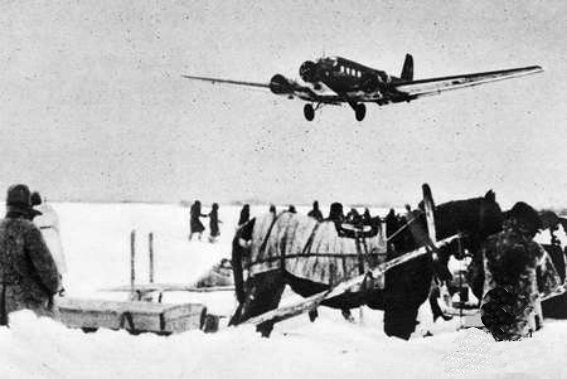
Um Junkers Ju 52 prestes a aterrar em Stalingrado para abastecer tropas alemãs.

Contudo, esta tarefa revelar-se-ia impossível. As estimativas afirmava que para manter o exército cercado como uma força de combate eficaz seria preciso entregar 750 toneladas de suprimentos por dia. Mesmo reduzindo essa quantia para 500 toneladas, o que era suficiente para a sobrevivência básica, isto estava para além da capacidade da Luftwaffe naquele momento em específico. Um Junkers Ju 52 podia carregar apenas duas toneladas por missão, fazendo que fosse necessário centenas de aeronaves do tipo. Sendo que o inverno havia novamente regressado, as unidades de transporte mal conseguiam manter 35% dos seus aparelhos em condições operacionais. Com uma Luftwaffe "semi-congelada", os soviéticos foram capazes de lançar novas ofensivas e contra-ataques. Estes ataques tornaram-se  cada vez mais próximos às bases de onde partiam os poucos aviões que levavam os suprimentos ao 6º Exército, fazendo com que os aparelhos no início de Janeiro de 1943 tivessem que realizar missões de 800 quilómetros de extensão, enfrentando uma força aérea soviética cada vez mais forte (agora equipada com caças Hawker Hurricane, Supermarine Spitfire, P-39 Airacobra, P-40, entre outros, fornecidos pela Grã-Bretanha e pelos Estados Unidos). Devido a isto, a média diária de suprimentos fornecidos situava-se pouco acima das 200 toneladas diárias. Enquanto isto, os homens de Paulus sofriam com os constantes ataques soviéticos, aos que se somava o frio e a fome. No dia 16 de Janeiro de 1943 os alemães perderam o controlo do aeroporto da cidade e, no dia 21 de Janeiro, perderam também a pequena pista do aeródromo de Gumrak. Desta forma, não havia mais nada que a Luftwaffe pudesse fazer. No dia 31 de Janeiro de 1943 Paulus rendeu-se com o que restava do seu exército; alguns grupos ainda continuaram a combater, mas 48 horas depois todos os combates cessaram.
A ponte aérea mantida pela Luftwaffe durou oficialmente 70 dias, nos quais foram realizadas 3,5 mil missões de transporte. Nestas missões, conseguiu-se levar cerca de 6 500 toneladas de suprimentos e evacuar cerca de 34 mil feridos, tudo com um grande custo: só o VIII. Fliegerkorps perdeu um total de 488 aeronaves, das quais 266 eram aviões Ju 52 (um terço da força da Luftwaffe na frente soviética) e 165 eram bombardeiros Heinkel He 111. Nesta sector do sul, a Luftwaffe já havia perdido quase 1 000 tripulantes aéreos, muitos deles pilotos experientes; por outro lado, apenas em 1942, os soviéticos perderam um total de 14 700 aeronaves, juntamente com milhares de pilotos. Mesmo com perdas avassaladoras, a União Soviética ganhou a Batalha de Stalingrado e passou a ter a iniciativa estratégica, colocando os alemães na defensiva durante a maior parte do que restaria da guerra.

## Defesa do Reich

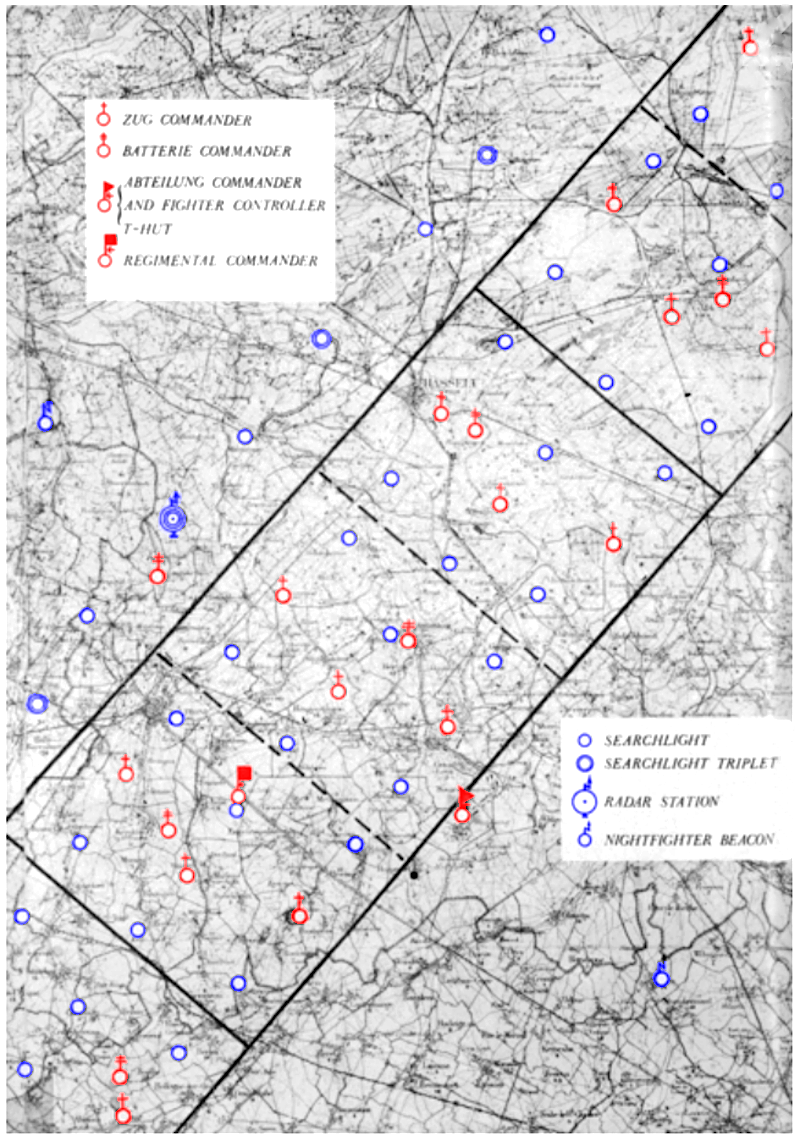
Mapa com a Linha Kammhuber marcada.

Até 1942, a necessidade de se empregar um grande número de aeronaves ou canhões antiaéreos para a defesa do espaço aéreo alemão, parecia ser algo desnecessário. Os ataques de bombardeiros britânicos em 1940 e 1941 além de serem esporádicos ainda provocavam poucos danos. Já nesta altura, o sucesso das poucas defesas aéreas alemãs obrigaram os britânicos a realizar bombardeamentos nocturnos, o que dificultava ainda mais a navegação e a taxa de sucesso das operações. Em Agosto de 1941 o Comando de Bombardeiros da RAF declarou que nos ataques conduzidos contra os pólos industriais do vale do Ruhr, apenas um terço das bombas caíam dentro de um raio inferior a 8 quilómetros dos alvos designados. Numa época em que as forças alemãs estavam a começar a varrer a parte ocidental da União Soviética, não havia qualquer necessidade de manter uma força aérea de defesa em solo alemão. Esta táctica revelava-se pelo número de aeronaves presentes dentro das fronteiras do estado alemão em 1940: apenas haviam 165 aparelhos. Um ano depois, passou a haver pouco mais de 300 aeronaves.
Ainda em Julho de 1940 o General Josef Kammhuber foi nomeado para desenvolver uma linha de defesa nocturna e as suas inovações formaram a base de uma operação que seria importante para o futuro próximo da Alemanha Nazi. Esta linha defensiva ficaria conhecida como a Linha Kammhuber, estendendo-se da Dinamarca até ao sul de França. Apelidada de Himmelbett, ela dividia um conjunto de áreas onde estavam as principais rotas dos bombardeiros aliados; cada uma destas áreas era defendida por um conjunto de radares, caças, holofotes e canhões antiaéreos. Os radares de longo alcance Freya eram posicionados para apanhar sinais de qualquer força que se dirigisse em direcção ao território alemão; assim que os bombardeiros se aproximavam, eles eram rastreados por radares de curto alcance denominados Wurzburg, que eram conectados às bases dos caças nocturnos. Este sistema de contacto entre os radares e as bases guiariam individualmente cada caça em direcção aos aviões inimigos, deixando aos pilotos a tarefa de os identificar visualmente. Se por algum motivo os pilotos não conseguissem identificar os bombardeiros, eles os seguiriam até às zonas clareadas pelos holofotes e então os atacariam. Ainda assim, se todos estes meios falhassem, os canhões antiaéreos entrariam em acção. Neste mês foi criada a primeira unidade de caças nocturnos, a Nachtjagdgeschwader 1 (NJG1). Equipada com caças pesados Bf 110 e com tripulações recrutadas a partir das Zerstörergeschwader, os caças nocturnos revelar-se-iam nos anos seguintes como uma das melhores apostas da Luftwaffe, nos quais se revelariam ases da aviação como Heinz-Wolfgang Schnaufer, Helmut Lent, Werner Streib, Prinz zu Wittgenstein, Hans-Joachim Jabs, Martin Drewes, entre outros.
Em 1941 o caça monomotor Focke-Wulf Fw 190 começou a substituir parcialmente o Messerschmitt Bf 109 em alguns esquadrões. O Fw 190 era um caça mais manobrável e com um melhor armamento, contudo a sua performance acima dos 6 mil metros de altitude deixava muito a desejar. O Bf 109G e o Bf 109K podiam lutar bem em grandes altitudes e eram ideais para combater os caças aliados em termos de performance. Assim, o Oberkommando der Luftwaffe decidiu que ambos os caças deveriam continuar em produção; os Fw 190 seriam usados para destruir os bombardeiros e os Bf 109 usados para combater as escoltas. Em grande parte graças a estes dois aviões, mais de 11 mil bombardeiros da RAF e da USAAF foram destruídos durante a guerra.

### Início dos bombardeamentos aliados
No início de 1942 a Real Força Aérea aperfeiçoou os seus ataques. Os primeiros bombardeiros pesados quadrimotores começaram a ser introduzidos e, sob a liderança do Marechal do Ar Arthur Harris, uma nova estratégia foi empregue. Esta estratégica baseava-se no conceito de "área de bombardeamento", onde áreas inteiras, neste caso cidades inteiras, passariam a ser os alvos ao invés de se atacar apenas indústrias ou refinarias. Isto reduzia a necessidade de uma grande precisão nos ataques e aumentava drasticamente o número de mortos e feridos entre os civis alemães. Por exemplo, na noite de 28 para 29 de Março de 1942 a cidade de Lübeck foi arrasada e, um mês depois, o mesmo aconteceu à cidade de Rostock. Em ambos os ataques os bombardeiros britânicos voaram num fluxo contínuo, inutilizando a estratégia da Linha Kammhuber.

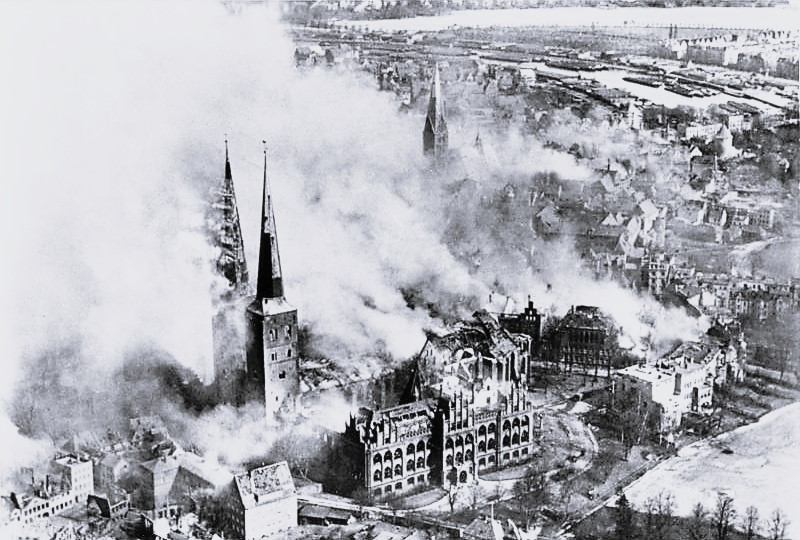
A catedral de Lübeck, assim como muitos edifícios da cidade, ardem após o bombardeamento britânico.

Logo após o ataque contra Lübeck, Hitler ordenou à Luftflotte III que iniciasse ataques retaliatórios sobre a Inglaterra. O primeiro ocorreu na noite de 23 para 24 de Abril, quando 45 aviões Dornier Do 217 atingiram Exeter, repetindo o mesmo ataque um dia mais tarde. A cidade histórica de Bath foi atingida na mesma noite que Rostock - e isto levou Hitler a afirmar num discurso que havia comprado uma cópia do Guia Baedeker sobre a Grã-Bretanha, e que as cidades listadas neste guia seriam liquidadas uma a uma. A partir de então, até ao final de Julho, no que ficou conhecido como o "Blitz de Baedeker", os bombardeiros da Luftwaffe atacaram Norwich, Exeter, York, Hull e Birmingham. A cidade de Exeter, que foi atingia uma terceira vez na noite de 3 para 4 de Maio, sofreu danos pesados. Apesar destes ataques alemães, as perdas que as formações de bombardeiros iam sofrendo e a ausência de um bombardeiro pesado alemão fizeram com que os ataques fossem diminuindo. Com a excepção de uma breve série de ataques em Londres no início de 1944, esta foi a última vez que a Luftwaffe montou uma série de ataques em solo britânico.
Ao contrário dos alemães, antes da Segunda Guerra Mundial a Real Força Aérea e as Forças Aéreas do Exército dos Estados Unidos (USAAF) começaram a desenvolver uma força de bombardeiros estratégicos. A partir de 1942 os bombardeiros aliados começaram a entrar em grandes números no território alemão. Em Maio os britânicos começaram a enviar ataques compostos por mais de mil bombardeiros, tendo o primeiro destes sido contra a cidade de Colónia. Este ataque chamou à atenção das altas patentes alemãs para a necessidade de se melhorar as defesas aéreas da Alemanha. Até 1943 a USAAF manteve uma campanha de bombardeamentos diurnos contra alvos industriais, até perder 120 bombardeiros em dois ataques em Regensburg e Schweinfurt. Depois disto, os norte-americanos mudaram a sua estratégia e começaram a atacar alvos que estivessem ao alcance dos seus caças, para que os bombardeiros pudessem ser defendidos. Já a RAF, quase desde o início da guerra, executava a sua ofensiva durante a noite.
Em resposta a estes ataques, a Luftwaffe fortaleceu as suas unidades na Europa Ocidental, passando a operar cerca de 400 caças nocturnos e 200 caças diurnos, apoiados por cerca de 1,1 mil canhões antiaéreos. Os efeitos desta força foi sentido em todas as frentes, pois estes aviões foram retirados de unidades que já existiam e que estavam a prestar serviço em vários teatros de guerra. Milch fez grandes esforços para aumentar a produção e desenvolver novos aviões, mas isto demorava tempo, e tempo a Luftwaffe não tinha. Nesta altura a guerra já estava no seu quarto ano de guerra e a Luftwaffe ainda operava as mesmas aeronaves que estavam em serviço em 1939. Algumas, como o Bf 109 e o Ju 88 vinham constantemente a ser melhorados e refinados em termos de velocidade, armamento e durabilidade, mas outros aviões como o Bf 110 e o Ju 87 já não eram concorrentes na guerra em 1942. Novas aeronaves como o bombardeiro pesado Heinkel He 177 e os caças de longa distância Messerschmitt Me 210 e Me 410 estavam a passar por dificuldades no seu desenvolvimento e, mesmo após a sua introdução em serviço, ainda tinham tantos problemas que o seu impacto na frente de batalha foi quase nulo.
Ainda assim, até ao desenvolvimento de caças escoltas de longo alcance, a Luftwaffe continuava capaz de infligir sérias baixas através das suas unidades de caças diurnos e nocturnos, além de também o conseguir através das armas antiaéreas sob o seu comando. Os caças nocturnos empenhados nesta defesa, o Ju 88 e o Bf 110, além de equipados com radares, estavam armados com potentes canhões e foguetes, armamento este que era usado com sucesso. Com a chegada dos caças de longo alcance P-51D Mustang, as unidades de caças pesados Ju 88 e Bf 110 começaram a sofrer pesadas baixas.

### Tácticas defensivas alemãs

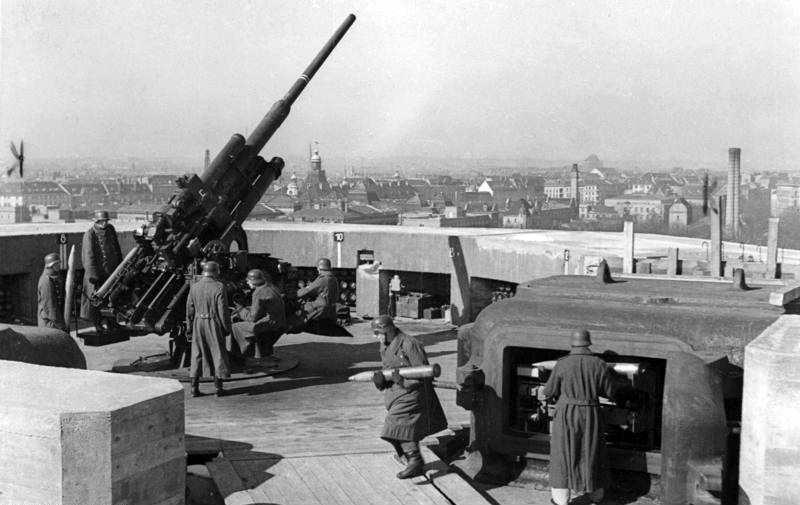
Uma torre antiaérea em Berlim, em Abril de 1942.

A resposta da Luftwaffe foi simples. Apesar de a Linha Kammhuber ainda ser relativamente efectiva no início de 1943, a sua capacidade foi minada pelos ataques contínuos de grandes formações que ainda lançavam pedaços de alumínio para confundir os radares alemães. Esta táctica aliada foi usada pela primeira vez no bombardeamento contra Hamburgo. A primeira estratégia adoptada pela Luftwaffe denominava-se Wilde Sau. No dia 27 de Junho de 1943 o Major Hajo Hermann conseguiu a permissão de Göring para formar um pequeno comando de caças nocturnos monomotores (a JG 300). Esta estratégia consistia na ideia de os caças defensores se concentrarem na área do alvo, onde os incêndios causados pelas bombas permitiam a localização visual e o ataque aos bombardeiros. Para aumentar a autonomia dos caças, estes eram equipados na descolagem com tanques suplementares de combustível e eram, preferencialmente, aviões monomotores como o Bf 109 e o Fw 190. Esta estratégia não era perfeita, pois o alvo teria que já estar a ser atacado no local e os caças ainda dependiam dos radares para seguir caminho até aos bombardeiros inimigos. Este plano também dificultava o trabalho das posições defensivas, pois os canhões antiaéreos tinham dificuldade em diferenciar as aeronaves alemãs das aliadas no meio de todo o caos.

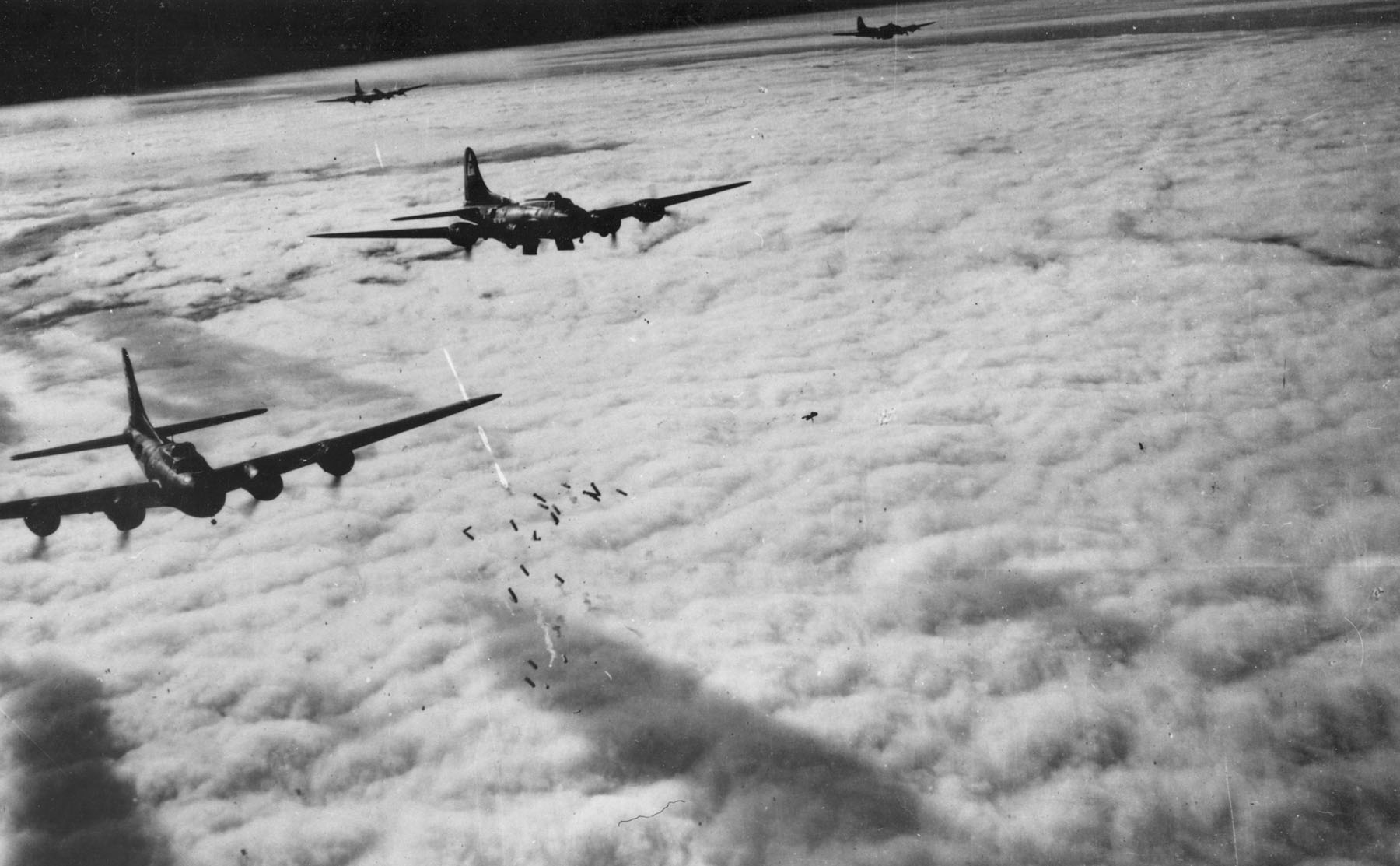
Bombardeiros aliados a largar bombas sobre a cidade de Bremen, em 1943.

No dia 14 de Outubro de 1943 uma missão de bombardeamento custou aos norte-americanos 60 aviões B-17 em apenas três horas. O alvo deste bombardeamento, um pólo industrial de rolamentos, foi evacuado. Albert Speer, ministro do armamento de Hitler, disse que não houve nenhuma arma que não chegasse à frente de combate devido à falta de rolamentos. A vitória da Luftwaffe em Outubro de 1943 foi óbvia para os norte-americanos. O General Henry H. Arnold disse que era "a maior e mais selvagem resistência de caças de qualquer guerra na história". Na segunda semana do mês de Outubro ocorreram quatro grandes missões de bombardeamento contra Bremen, Marienburg, Münster e Schweinfurt, tendo no total a Oitava Força Aérea dos Estados Unidos perdido 148 bombardeiros pesados, 50% da sua força operacional diurna. Ainda este mês, na noite de 30 para 31 de Outubro, a RAF realizou um ataque contra a cidade de Nuremberga, perdendo 96 bombardeiros no ataque e mais uns quantos no regresso a casa.
Pouco depois surgiu uma estratégia refinada a partir do Wilde Sau, denominada Zahme Sau. Nesta estratégia, empregavam-se bimotores como o Bf 110 e o Ju 88 mais adaptados à caça nocturna. A ideia era que a rede de radares, inutilizados pelo lançamento de alumínio, orientassem os caças de modo a conduzi-los para a área de maior concentração de tiras de alumínio onde, em algum lugar, estavam os bombardeiros da RAF. Uma vez nesta região, cabia aos pilotos alemãs procurarem os bombardeiros para os interceptar. Mas, pouco tempo depois, os aviões alemães receberiam uma actualização valiosa.

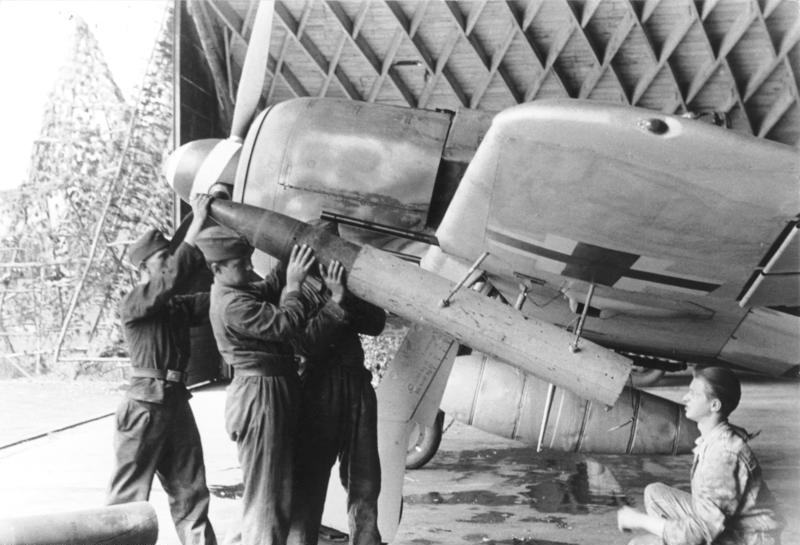
Um Fw 190 a ser armado com um foguete ar-ar Werfer-Granate 21.

Uma corrida tecnológica começou entre os ingleses e os alemães para ver quem desenvolveria o melhor sistema de radar a ser operado a bordo dos aviões. Os caças nocturnos alemãs passaram a ser equipados com radares de baixa frequência que os tornava "imunes" ao lançamento de tiras de alumínio e independentes das bases de radares terrestres. O melhor equipamento que os alemães tinham era o SN-e Lichtenstein, cujo conjunto de quatro antenas situadas no nariz da aeronave tornou-se na marca dos caças nocturnos. Algumas aeronaves também foram equipadas com canhões especiais que disparavam perpendicularmente à sua fuselagem, conhecidos como Schräge Musik, que lhes permitia disparar de baixo para cima, o que os deixava fora da visão dos artilheiros dos bombardeiros aliados, uma técnica que se revelaria muito eficaz.

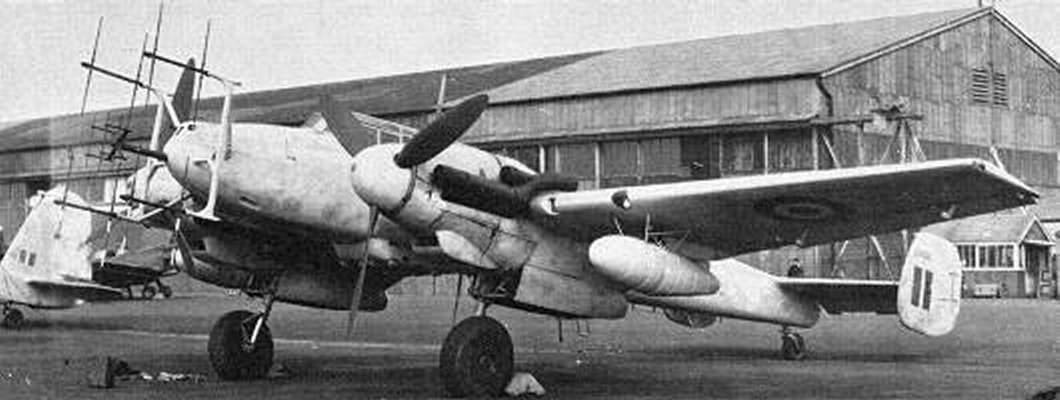
Um caça nocturno Messerschmitt Bf 110 equipado com o radar Lichtenstein.

Durante o ano de 1943 Hitler ordenou que as unidades de defesa antiaérea fossem retiradas dos outros teatros de operações e fossem transferidas de volta para a Alemanha, numa tentativa de repelir os bombardeiros aliados, concentrando as baterias antiaéreas em posições chave como o vale do Ruhr e Berlim. Apesar de isto aumentar o nível de fogo defensivo na Alemanha, privou as unidades da Wehrmacht nas frente de combate da Itália e da União Soviética de qualquer defesa antiaérea. Como grande parte destes canhões era composta por canhões de 88 mm, que também eram utilizados eficazmente como canhões antitanque, os problemas tornaram-se mais graves para as unidades da frente. A combinação de artilharia antiaérea, holofotes e tácticas de combate nocturnas impuseram aos bombardeiros aliados perdas colossais. Durante a Batalha aérea de Berlim, entre 18/19 de Novembro de 1943 e o final de Janeiro de 1944, a RAF perdeu 384 aviões em apenas 14 ataques contra a capital alemã; e, na noite de 30 para 31 de Março de 1944, durante um ataque contra Nuremberga, os ingleses perderam 95 bombardeiros (de uma força composta por 795). Apesar destes números, esta impressão de sucesso da Luftwaffe era falsa.
Em Julho de 1943 o número de aeronaves comprometidas com a Defesa do Reich era de cerca de 800 caças diurnos e 600 caças nocturnos, o que enfraquecia a Luftwaffe nas outras frentes de combate. Mais dramático do que isto, a Luftwaffe estava a ver os seus melhores pilotos empenhados na batalha para proteger os céus da Alemanha e as perdas tornavam-se pesadas em termos de números e qualidade, tendo falecido grandes pilotos como Walter Oesau, Josef Würmheller, Wolf-Dietrich Wilcke, Prinz zu Wittgenstein e, mais tarde, Walter Nowotny. Estas baixas eram causadas pelo aparecimento de dois caças: o P-51 Mustang e o P-47 Thunderbolt. O surgimento destes novos aviões fez com que os alemães dividissem os seus aviões em caças-pesados (equipados com pesadas armas antibombardeiro como canhões extras nas asas e foguetes) e caças-leves (que operavam com equipamento padrão cuja função era a de manter ocupados os aviões de escolta enquanto os caças pesados tratavam dos bombardeiros). Contudo, o número de caças de escolta era tão grande que eles conseguiram dar conta destes dois grupos.

### Recuos na frente oriental

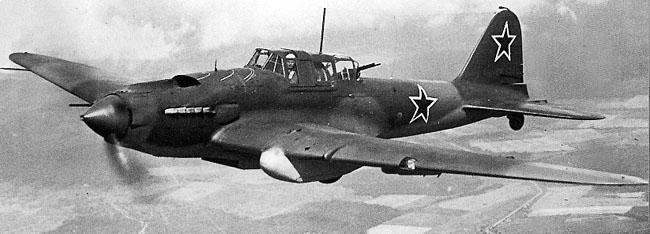
A aeronave de ataque terrestre Ilyushin Il-2.

Antes de os alemães se renderem em Stalingrado, os soviéticos já estavam a pressionar as linhas alemãs, empurrando-as para além de Carcóvia. Em Março uma série de contra-ataques alemães conseguiram estabilizar a frente de combate mas, pela primeira vez, a Luftwaffe não conseguia garantir o apoio aéreo necessário às operações em terra. As perdas durante o inverno que havia passado não tinham sido repostas, e as condições dos aeródromos eram tão más que os aviões enfrentavam sérias dificuldades devido ao degelo nas pistas. Tão ou mais preocupante do que isto era a Força Aérea Soviética que começava a impor-se nos céus do campo de batalha, operando novas e mais modernas aeronaves, sempre em números superiores aos alemães. Embora os ases alemães abatessem inúmeros aviões (só a JG 52 abateu 11 mil aviões) os soviéticos conseguiram sempre repor e produzir mais. Uma das aeronaves que passou a ser vulnerável no campo de batalha foi o Ju 87; este lento e obsoleto bombardeiro de mergulho já não conseguia sobreviver contra as modernas aeronaves usadas pelos soviéticos. Para piorar esta situação o avião designado para o substituir, o Henschel Hs 129, ainda não tinha sido testado no campo de batalha, e os soviéticos já estavam a operar e a aperfeiçoar as suas próprias técnicas de ataque ar-solo com o Ilyushin Il-2 Sturmovik, um avião desenvolvido especialmente para esta função.

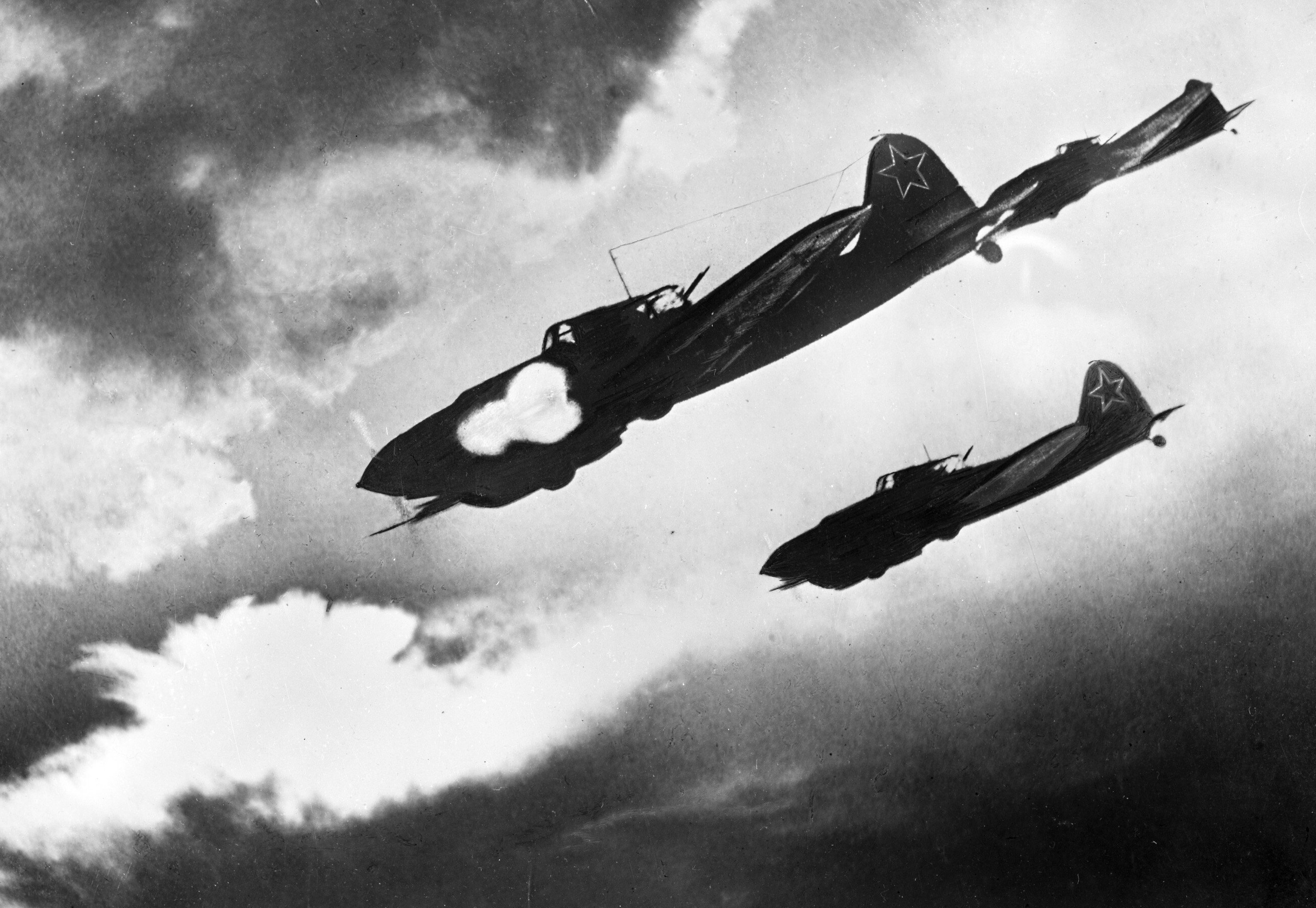
Aviões de ataque Ilyushin Il-2 mergulhando contra uma formação alemã durante a Batalha de Kursk.

Apesar do desastre em Stalingrado o Oberkommando der Wehrmacht decidiu lançar uma ofensiva no verão de 1943, na qual Hitler esperava conseguir travar o avanço soviético, eliminar as forças inimigas na área e tomar novamente a iniciativa estratégica. Esta ofensiva foi montada com o nome de Operação Citadela, que mais tarde resultaria na Batalha de Kursk. Para prestar apoio às tropas terrestres a Luftwaffe empenhou o I. Fliegerkorps e o VIII. Fliegerkops sob o comando da Luftflotte 6 (comandada pelo Generalfeldmarschall Robert Ritter von Greim) e da Luftflotte 4 (comandada pelo Generalfeldmarschall Wolfram Freiherr von Richthofen). Cerca de 2 109 aeronaves foram reunidas para o efeito, das quais 65% estavam operacionais. Apesar do grande empenho da Luftwaffe, no qual imensas tripulações voavam seis ou sete missões por dia, as defesas soviéticas revelaram-se bem estruturadas. No fim, os alemães obtiveram uma vitória táctica mas, apesar de as baixas dos soviéticos serem muito superiores conseguiram infligir baixas suficientes para travar o avanço alemão, forçando-os a continuar a recuar. Esta foi a última ofensiva alemã na frente oriental e ficou conhecida, erroneamente, como a maior batalha de tanques da história.
Após o fracasso de Kursk, a Luftwaffe concentrou os seus esforços em apoiar as forças terrestres numa tentativa de estabilizar a frente de batalha na linha do rio Donets. Contudo, estando as tropas e as tripulações cansadas depois de meses de intensas operações, estas tentativas não proporcionaram qualquer efeito e os soviéticos continuaram a avançar, fazendo com que no final de 1943 os alemães recuassem ao ponto de ficarem a apenas 320 quilómetros da fronteira antes de a guerra ter começado.

### Pressão e avanço aliado em 1944
No dia 1 de Janeiro de 1944 a Luftwaffe possuía um total de pouco mais de 5,5 mil aeronaves, das quais 1,7 mil estavam dedicadas à frente oriental. Apesar de, em termos numéricos, esta força ser maior que a força um ano antes, as entidades responsáveis pela direcção dos meios e dos recursos da Luftwaffe vinha à já vários anos concentrar os esforços em projectos aeronáuticos já consagrados, negligenciando o desenvolvimento de novos aparelhos. Apesar de já estarem a aparecer novas aeronaves como o He 177 e o Ju 188, estas nunca foram produzidas em número suficiente para alterar o curso de qualquer batalha. Por outro lado, no início de 1944 a Força Aérea Soviética estava a superar em números a Luftwaffe; neste momento, havia 6 aeronaves soviéticas por cada seis da Luftwaffe, tendo os soviéticos o luxo de ter superioridade aérea onde e quando queriam. Apesar de 1,7 mil aeronaves parecerem um bom número, a Luftwaffe tinha uma frente de batalha de quase 3,2 mil quilómetros de extensão para cobrir, o que tornava impossível qualquer operação de sucesso duradouro. Isto ficou aparente nas campanhas do final de 1943 quando os soviéticos lançaram ofensivas no sul. Estava agora a surgir uma nova filosofia de combate aéreo soviético, aprendida entre 1941 e 1943.
Os soviéticos começaram a usar uma técnica de despiste para assegurar a surpresa do ataque, através de métodos que faziam os alemães acreditarem que o ataque ocorreria noutro lugar qualquer. A Força Aérea Soviética tinha aviões suficientes para concentrar aviões em um qualquer lugar e desferir um ataque brutal em outro lugar distinto. Uma vez surpreendidas, as forças alemãs não detinham os números para resistir ao avanço da infantaria soviética (apoiada por tanques e aviões). Além de ser utilizada no sul, os soviéticos também fizeram uso desta técnica em Leningrado no início de 1944. Com menos de 350 caças operacionais, pouco havia que a Luftwaffe pudesse fazer. Ainda assim, os alemães conseguiram obter sucesso em alguns pontos. Em meados de Janeiro de 1944 a Luftwaffe conseguiu enviar cerca de 2 mil toneladas de suprimentos para tropas alemãs sitiadas em Cherkassy e, dois meses mais tarde, uma operação similar permitiu que um bastião de militares alemães pudessem sobrevivem a um cerco; contudo, os custos destes sucessos eram demasiado elevados. Mais de 650 aviões de transporte foram perdidos durante os primeiros cinco meses de 1944, em uma época em que a produção deste tipo de aeronave era deixava para segundo plano em relação a caças e bombardeiros. Este problema só era maximizado com o facto de a Luftwaffe já estar à algum tempo a perder pilotos e tripulações experientes.

Caças norte-americanos P-51 Mustang a voar em direcção à Alemanha, em Julho de 1944.

Na frente ocidental, o aparecimento dos P-47 e P-51 trouxe resultados catastróficos para a Luftwaffe. O então General der Jagdflieger Adolf Galland afirmava nos seus relatórios que "entre Janeiro e Abril de 1944 a força de caças diurnos perdeu mais de mil pilotos, entre eles os melhores comandantes". Com as forças aliadas a ganharem cada vez mais superioridade aérea, a Luftwaffe era levada cada vez mais ao limite, ao ponto de começar a deixar de ser uma força de combate. Deixando de ser uma força eficaz, os bombardeiros inimigos abriam cada vez mais caminho para pesados bombardeamentos em áreas civis e industriais, e nestas áreas industriais estavam claro as indústrias aeronáuticas.
Outro problema que atingiu a Luftwaffe foi o atraso no desenvolvimento do avião a jacto Messerschmitt Me 262, que viria a ser o primeiro caça a jacto operacional da história. Embora fosse a única aeronave capaz de enfrentar e superar os aviões de escolta aliados, a sua produção foi deliberadamente atrasada para que o avião fosse adaptado para realizar missões de caça-bombardeiro, sob as ordens expressas de Hitler. Embora o seu projecto não fosse alterado, o avião não foi aproveitado ao máximo para a sua função natural, que era um caça, justamente o que a Luftwaffe e os seus pilotos mais precisavam naquele momento.

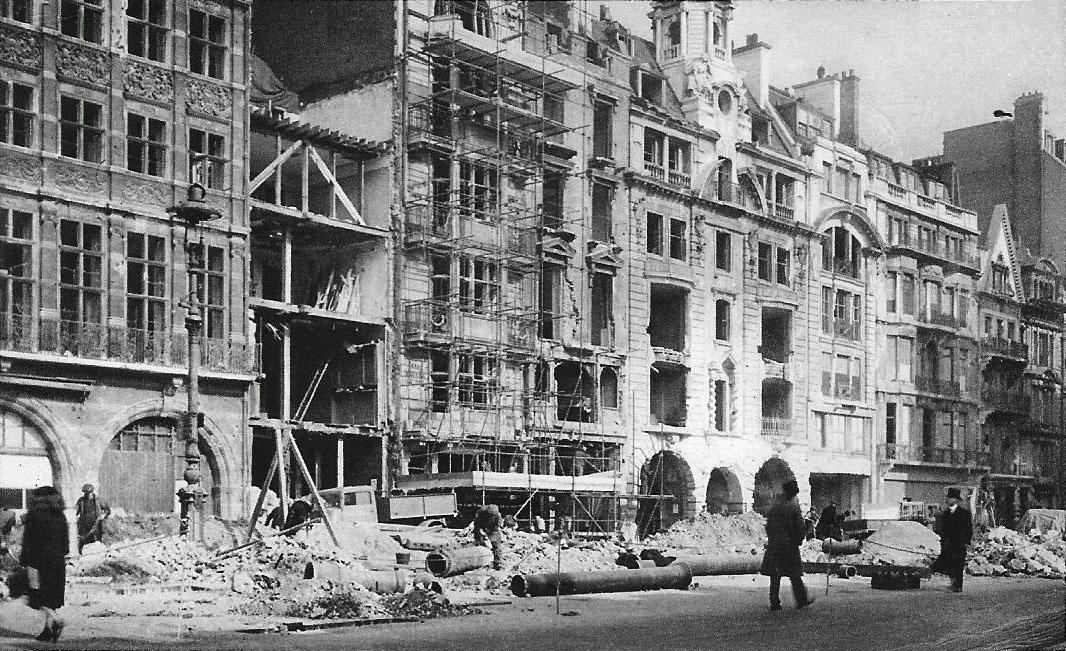
Pall Mall, uma rua em Londres, depois de um bombardeamento durante a Operação Steinbock.

O receio alemão de uma guerra em mais de uma frente já se tinha tornado uma realidade em Setembro de 1943, quando as forças anglo-americanas invadiram a Itália. Hitler ainda decidiu lutar pela península italiana para que todo o flanco sul não ficasse exposto, contudo, rapidamente tornou-se evidente que a Wehrmacht, e em especial a Luftwaffe, não tinha recursos para cumprir esta tarefa. Embora as batalhas terrestres entre o final de 1943 e o início de 1944 estivessem a atrasar o avanço aliado na Itália, travando-o nas montanhas próximas a Cassino e Roma, a Luftwaffe não tinha poder para causar um impacto significativo. No início de 1944 a Luftflotte 2, que era responsável pelo teatro de guerra italiano, não tinha mais de 370 disponíveis, dos quais menos de 100 eram bombardeiros ou de apoio aéreo próximo.

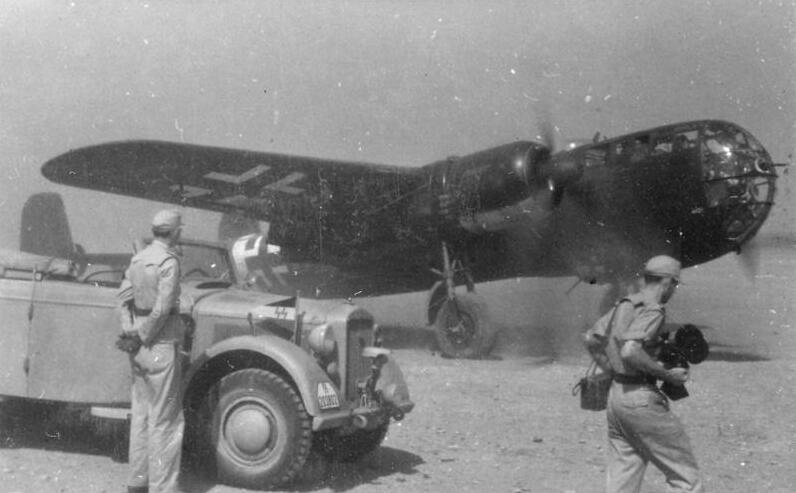
Um Dornier Do 217, usado nos ataques de 1944 contra a Grã-Bretanha.

Apesar de todos os problemas, Hitler e Göring pareciam não ter qualquer problema em sacrificar o que restava da força aérea em operações impossíveis ou sem sentido táctico. No dia 3 de Dezembro de 1943 Göring lançou uma ordem de retomada dos ataques aéreos à Grã-Bretanha. Com o nome de código Operação Steinbock, uma força de 525 bombardeiros foi reunida, contudo, os ataques realizados foram um desastre para a Luftwaffe. Entre o dia 21 de Janeiro e o final de Maio de 1944, 29 ataques foram efectuados contra a Inglaterra, durante os quais 3 mil toneladas de bombas foram despejadas, a um custo de 329 aviões perdidos. Alguns dos ataques foram direccionados contra portos no sudeste da Inglaterra, numa tentativa de atrasar os preparativos para a invasão do continente europeu, mas os resultados obtidos foram medíocres e enfrentaram uma pesada resistência antiaérea.
Em Abril de 1944 a frente soviética estabilizou, enquanto os soviéticos preparavam a próxima série de ofensivas. Göring aproveitou esta folga para reconstruir as suas geschwader, tirando vantagem do facto de que os ataques dos bombardeiros aliados passaram a concentrar-se nos preparativos para a Operação Overlord, a invasão da Normandia. Dois meses depois, os resultados foram impressionantes. No dia 1 de Junho de 1944 as três Luftflotten no leste estavam equipadas com um total de 2 mil aviões, a maioria dos quais eram de ataque ao solo e bombardeiros. A ênfase recaiu sobre a Luftflotte 4 no sul: nesta região foram concentrados 850 aviões para proteger os vitais campos de petróleo da Roménia, local onde se esperava que ocorresse a principal ofensiva soviética. No entanto, a zona central da frente não foi negligenciada, passando a contar com 770 aviões disponíveis. O ponto fraco da Luftwaffe situava-se a norte, onde a Luftflotte 1 possuía menos de 400 aparelhos, nenhum dos quais era bombardeiro e apenas 70 estavam destinados ao ataque ar-terra, um número inadequado para fazer frente aos russos.

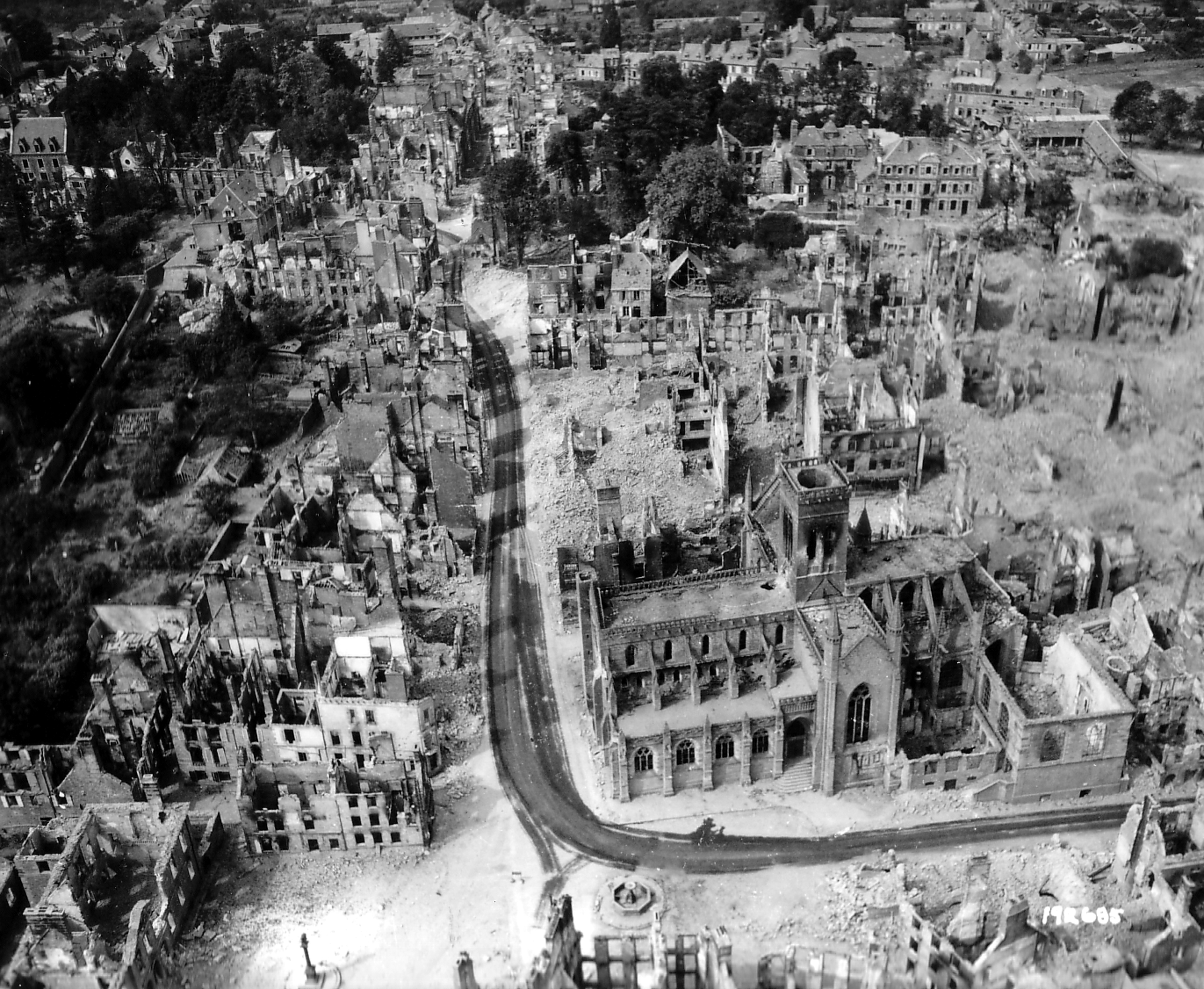
Cidade bombardeada de Vire, parte do esforço de guerra dos aliados durante a invasão da Normandia.

No início de Junho, a Luftwaffe já não estava numa posição que pudesse oferecer uma oposição séria à invasão do continente europeu. A Luftflotte 3 tinha à sua disposição pouco mais de 800 aviões e nenhuma ideia de onde seria lançado o desembarque no norte de França. Do outro lado do Canal da Mancha, os aliados já haviam reunido uma força de mais de 7 mil aviões, suficientes para assegurar que os ataques seriam conduzidos ao longo de todo o litoral francês, encobrindo o verdadeiro local do desembarque. No dia 6 de Junho de 1944 os aliados utilizaram a sua superioridade aérea para lançar paraquedistas nos flancos da área de assalto, a fim de apoiar as tropas que desembarcavam no litoral e interceptar qualquer linha de suprimento alemã. Ao todo, os aliados voaram mais de 14 mil missões no dia 6, contra apenas 319 voos da Luftflotte. Mal se descobriu onde seria o desembarque, foram enviados 300 caças e 120 bombardeiros e estes concentraram-se a atacar as embarcações ao longo da costa, tendo os bombardeiros lançado algumas minas navais e realizado alguns bombardeamentos em grande altitude. Contudo, estes ataques não surtiram qualquer efeito relevante. Pode-se ainda destacar o voo de um do ás da aviação de Fw 190 Josef Priller e do seu asa ao longo das praias para assediar as tropas invasoras. Outro ás da aviação, Emil Lang obteve 29 vitórias aéreas durante a campanha.
Neste mesmo mês os soviéticos também lançaram uma ofensiva no norte, atacando a Finlândia (aliada dos alemães), onde as forças da Luftwaffe eram mais fracas. As forças aéreas finlandesa e alemã foram completamente esmagadas pela superioridade aérea soviética, o que forçou a Luftwaffe a enviar reforços, retirados da Luftflotte 6. Isto era o que os soviéticos esperavam e, no dia 23 de Junho, iniciaram o seu ataque principal na zona central da frente oriental, onde concentraram mais de 6 mil aviões. Como o Grupo de Exércitos Central passou a lutar pela sua própria sobrevivência, Hitler autorizou que se retirassem aeronaves de outros teatros de guerra (40 caças da defesa da Alemanha, 85 da Itália e 40 da Luftflotte 3) para ajudar os alemães no leste; contudo, estes números em nada mudaram o curso do ataque soviético. Em menos de três semanas os soviéticos abriram um buraco de grandes proporções nas defesas alemãs, o que lhes permitiu avançar quase 800 quilómetros até ao final de Julho, alcançando a fronteira da Prússia Oriental. O Grupo de Exércitos Central deixou de existir, assim como 4 centenas de aviões da Luftwaffe.
Mas este não era o fim da ofensiva soviética, pois no dia 20 de Agosto foi iniciada a ofensiva no sul, quando a maioria dos comandantes alemães acreditava que a região estava segura. Nesta altura a Luftflotte 4 tinha sido reduzida a menos de 200 aviões devido aos reforços enviados para norte; isto, juntamente com o colapso da Roménia, ajudou os soviéticos a avançarem ainda mais facilmente. No oeste, quando os aliados finalmente romperam as linhas alemães em Caen e seguiram em direcção ao interior da França, já não havia nada que a Luftwaffe pudesse fazer para impedir o avanço dos aliados. No dia 25 de Agosto a capital francesa, Paris, foi libertada. A 31 de Agosto a maioria da Roménia já estava ocupada pelos soviéticos e, em Setembro, também a Bulgária deixou de fazer parte do Eixo e passou para o lado dos Aliados, o que permitiu que as tropas soviéticas acedessem ao norte da Jugoslávia e ao leste da Hungria. No final do mês de Setembro as tropas anglo-americanas já estavam a entrar na Bélgica e a chegar à fronteira do estado alemão. A esta altura as forças terrestres da Wehrmacht sofriam o que os aliados sofreram no início da guerra: uma constante pressão por parte do poderio aéreo inimigo. A maior parte dos blindados que os alemães perderam enquanto eram expulsos de França foram devido a ataques da aviação aliada, em especial pelos Typhoon e P-47 Thunderbolt.
Enquanto avançavam em direcção ao coração da Alemanha, os aliados retomaram a campanha de bombardeamentos estratégicos. Mesmo estando a perder terreno e recursos, as defesas aéreas alemãs ainda eram formidáveis. No dia 1 de Outubro de 1944 a Luftwaffe contava com 830 caças nocturnos, contudo os problemas práticos impediam que se pudesse explorar a total potencialidade desta força. Durante o dia, caças de escolta norte-americanos, agora capazes de voar por todo o território alemão, protegiam os B-17 e os B-24. À noite, novas técnicas desenvolvidas pelos britânicos neutralizavam os radares SN-2 Lichtenstein dos caças nocturnos da Luftwaffe, o que fez com que os pilotos alemães tivessem que voar "às cegas" à procura dos alvos. Mesmo quando a Luftwaffe conseguia obter uma vantagem tecnológica, com o desenvolvimento dos caças a jacto Me 262 e He 162 e do avião-foguete Me 163, a falta de combustível e de pilotos experientes fazia com que a Luftwaffe não conseguisse tirar o máximo proveito da vantagem.
Com o aumento dos números de aviões inimigos no espaço aéreo alemão e com o constantes bombardeamentos estratégicos, os esquadrões da Luftwaffe tinham cada vez mais dificuldade em garantir a existência de bases aéreas seguras. Entre Março e Novembro de 1944, de acordo com Albert Speer, 98% das plantas de combustível aeronáutico não estavam a operar, tendo os alemães visto no período entre estes meses uma queda na produção de 180 mil toneladas para apenas 20 mil toneladas. Para além desta crise de falta de combustível e da falta de pilotos, os aliados começaram a abater aeronaves alemãs que faziam voos dentro do território alemão. Entre Abril e Maio de 1944 a Luftwaffe perdeu 67 bombardeiros que realizavam transporte de mercadorias e militares, e ao longo dos meses muitos cadetes foram abatidos nos seus aviões Arado Ar 96.

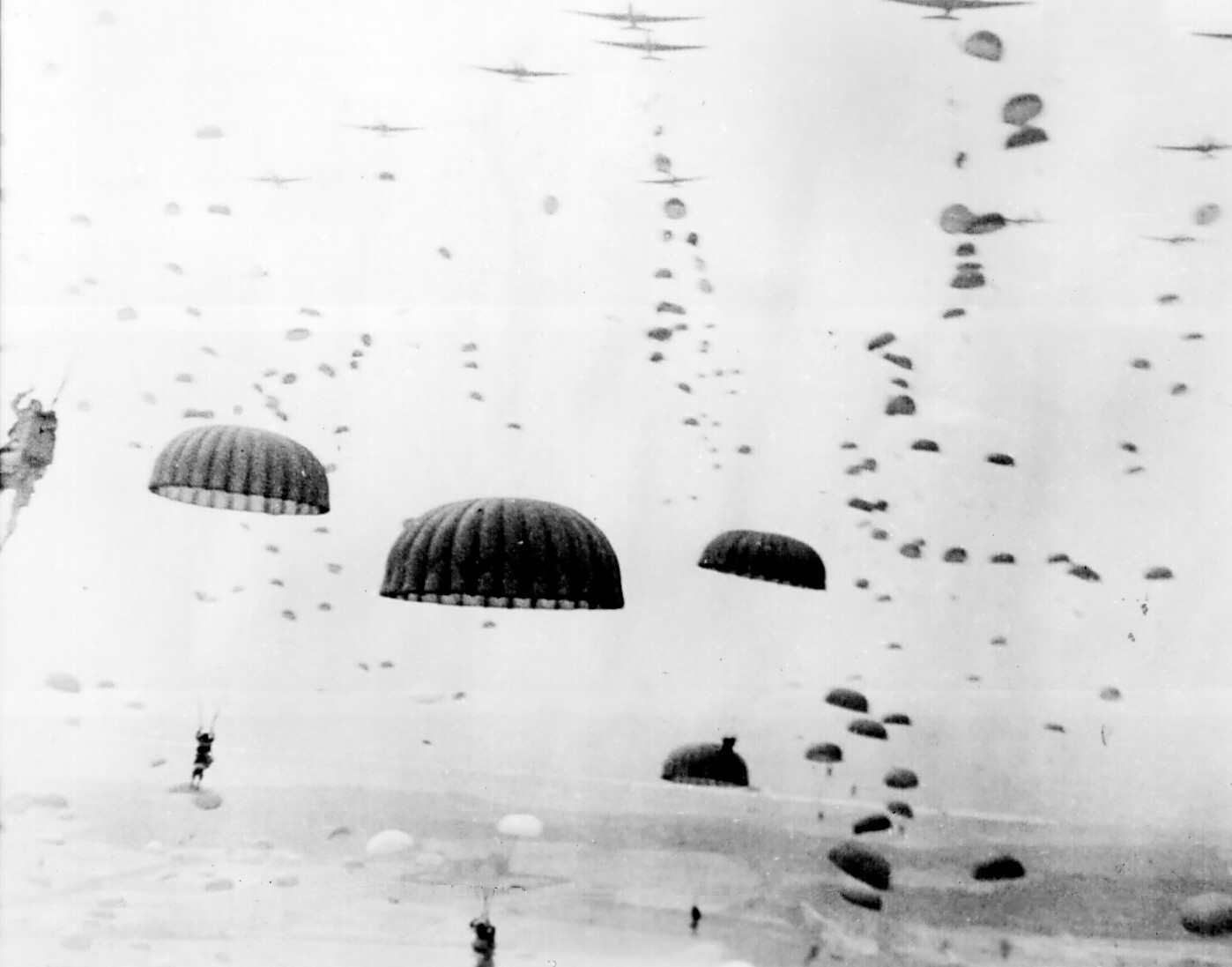
Lançamento de paraquedistas aliados na Holanda, durante a Operação Market Garden.

Durante a Operação Market Garden, que decorreu entre o dia 17 e o dia 25 de Setembro de 1944, os aliados tentaram provocar o fim da guerra através da abertura de um correr através da Holanda até à região do Ruhr. As forças da Luftwaffe conseguiram infligir pesados danos nos aviões aliados que transportavam os paraquedistas e os suprimentos para a batalha, contudo a intervenção da Luftwaffe também saiu cara aos alemães. Apesar de terem destruído 209 aeronaves aliadas, a Luftwaffe perdeu 192 caças.
Para tentar ganhar alguma vantagem, os alemães fizeram uso de camuflagem, dispositivos de fumo, e até enterraram linhas de comunicação e cabos eléctricos que serviam os comandos e os radares. As munições começaram a ser armazenadas em túneis, juntamente com depósitos de combustível. Os pilotos aliados também começaram a ver um crescente número de aeródromos e bases aéreas cobertas por canhões quádruplos de 20 mm e canhões de 37 mm capazes de abrir fogo contra os aviões aliados que tentassem passar na área em baixa altitude; esta medida aumentou as baixas dos aliados.
Para aumentar a pressão às unidades alemãs, os caças norte-americanos começaram a voar em missões através do território nacional alemão e a aterrar em bases no território controlado pela União Soviética. Esta táctica permitia-lhes aumentar o tempo de serviço aéreo nos céus dos alemães. Contudo, o entusiasmo norte-americano por esta táctica terminou quando os soviéticos não providenciaram defesa aérea contra os ataques da Luftwaffe. Num destes ataques, em Março de 1944, 43 bombardeiros B-17 e 15 caças P-51 foram destruídos no solo.
Mais de 13 mil aviões tinham sido perdidos em todos os teatros ao longo de 1944, e a produção estava a ser massacrada graças aos incensáveis ataques dos bombeiros aliados. Devido à constante pressão, as fabricas de aviões apenas conseguiram entregar 3 mil aparelhos em Dezembro de 1944, um número que não deixa de ser impressionante face aos ataques diurnos e nocturnos.

### Colapso da Luftwaffe

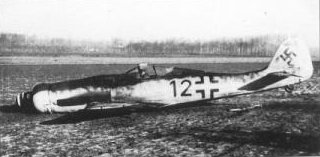
Um Fw 190 depois de uma aterragem de emergência durante a Operação Bodenplatte.

Com um inimigo em superioridade aérea e numérica, com falta de recursos e de pilotos, a situação da Luftwaffe ainda piorou mais quando as decisões do alto comando, vindas de pessoas como Hitler e Göring, desperdiçaram recursos valiosos que ainda estavam disponíveis. Para fazer face ao avanço aliado na região dos Países Baixos, Hitler decido iniciar uma ofensiva na zona. Para este plano foram reunidas as últimas grandes reservas das forças alemãs, tanto no solo como no ar; isto significava que se o ataque culminasse numa derrota, pouco ou nada haveria que defendesse a Alemanha da derrota. Foi feita a mobilização de 30 divisões (das quais 10 eram blindadas) apoiadas por 2460 aviões. Assim que os tanques alemães atacassem através do rio Mosa, o plano era de que a Luftwaffe atingisse as forças aéreas aliadas com tamanha força que os impediria de reagir, pelo menos durante os momentos iniciais da ofensiva. Denominada Operação Bodenplatte, esta operação deveria se iniciar em 16 de Dezembro de 1944, na data de início daquilo que ficou conhecido como Batalha das Ardenas.

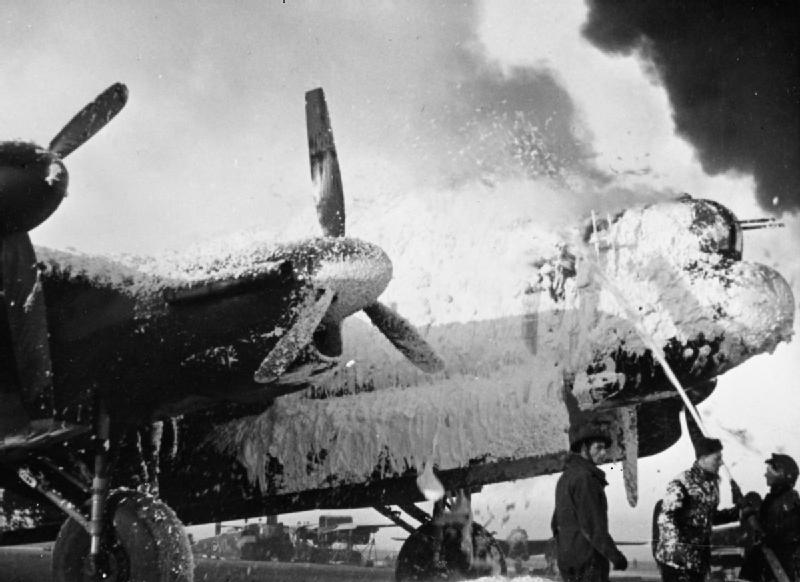
Tropas aliadas tentam apagar um fogo em um bombardeiro Avro Lancaster, em Janeiro de 1945.

Contudo, a operação não correu como planeado. As más condições atmosféricas impediram qualquer voo de ambos os lados. Na maior parte da primeira semana de combates nem os alemães nem os aliados conseguiram fazer uso dos seus aviões. A despeito do respeitável avanço alcançado pelos tanques alemães, os norte-americanos conseguiram recuperar do susto e paralisaram o ataque alemão. Neste momento o tempo melhorou e esquadrões de caças-bombardeiros aliados caíram sobre os tanques alemães. Além disto, os suprimentos foram lançados para as tropas norte-americanas sitiadas em Bastogne e, com os seus mantimentos a esgotarem-se, os atacantes começaram a ver o seu plano a fracassar. Os aviões da Luftwaffe descolaram para apoiar as suas tropas, contudo depararam-se com uma forte resistência no ar e muitos foram abatidos por caças aliados ou por fogo antiaéreo. Ainda assim, Hitler continuava convencido que um esforço final ainda era possível. Como resultado, às nove horas da manha do dia 1 de Janeiro de 1945 uma força de 800 caças Bf 109 e Fw 190 equipados como caças-bombardeiros descolaram para atacar e destruir as bases aéreas e os aviões aliados estacionados no noroeste da Europa.

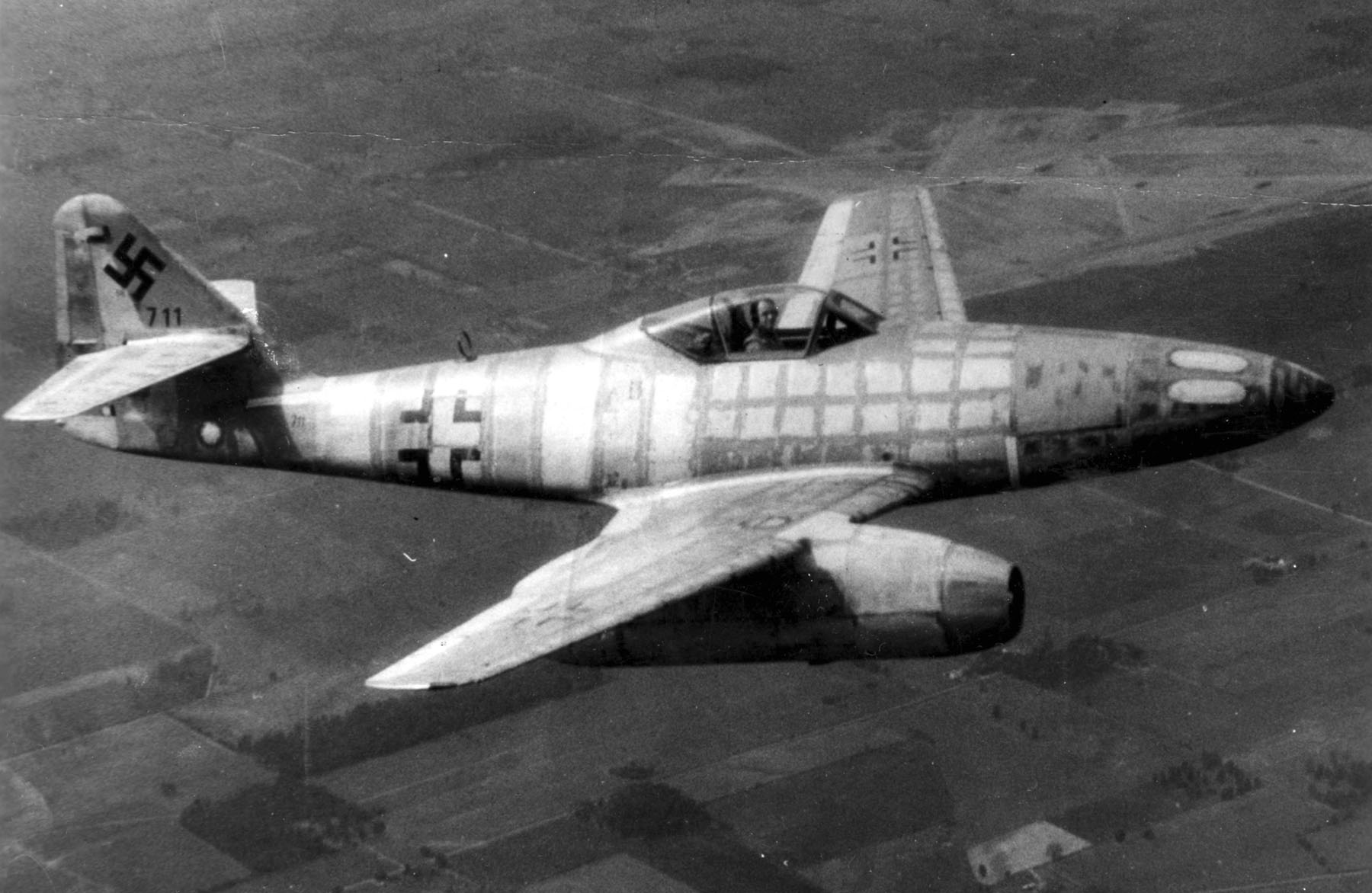
Um Messerschmitt Me 262, o primeiro caça a jacto operacional da história.

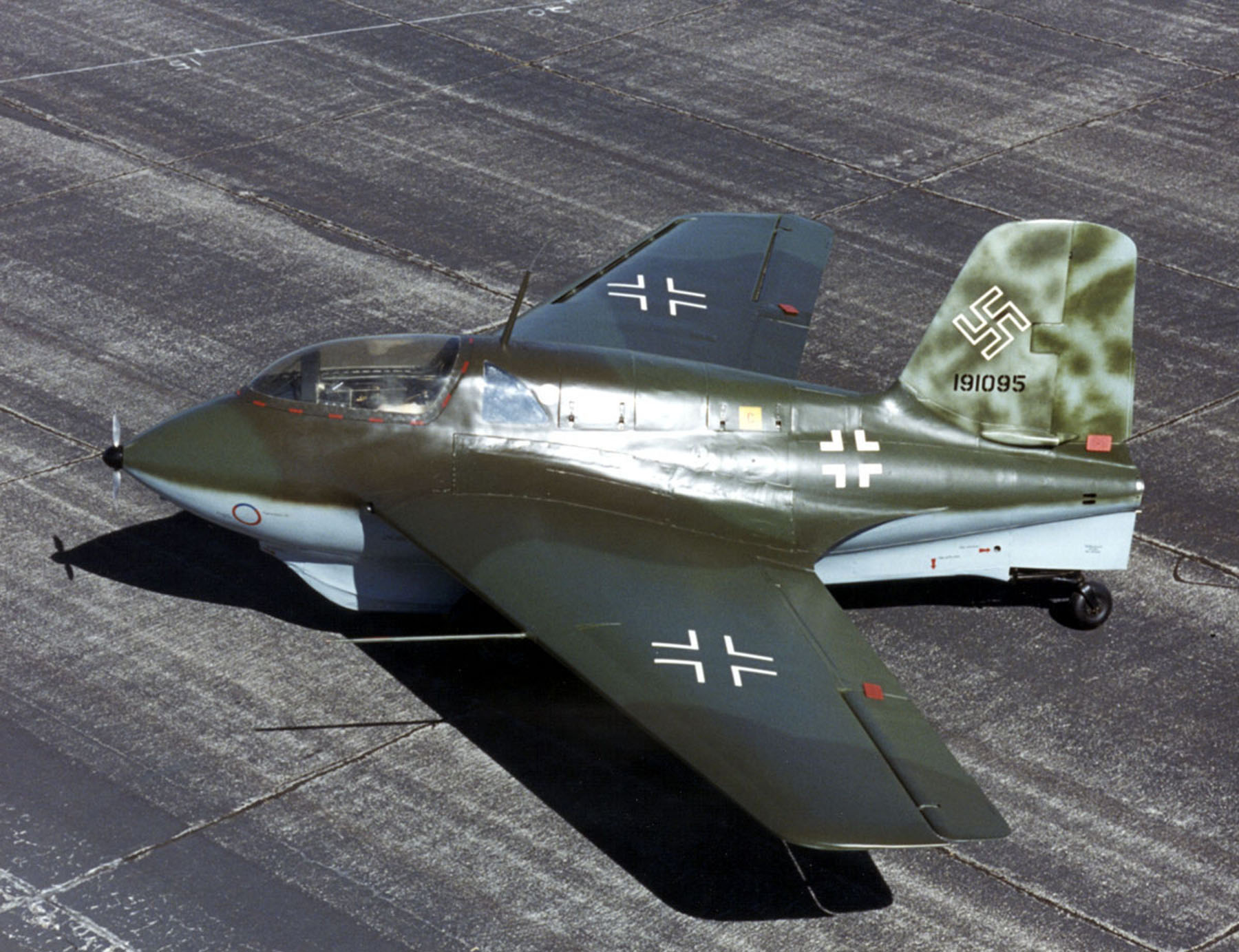
Um Messerschmitt Me 163, a única aeronave foguete até hoje usada operacionalmente, foi usada pelos alemães contra as vagas de bombardeiros aliados.

A missão como um todo resultou numa derrota estrondosa para os alemães. Embora houvesse alguns sucessos isolados, a Luftwaffe perdeu entre 200 a 300 aviões contra apenas 144 aviões aliados destruídos, cuja reposição era muito mais rápida. Mais tarde, uma análise dos aliados ao resultado desta batalha revelou que afinal 305 aviões aliados haviam sido destruídos e 190 danificados. A nível das tripulações, 143 faleceram em combate, 70 foram feitos prisioneiros de guerra e 21 ficaram feridos; destes pilotos, três eram comandantes de asa e 19 comandantes de esquadrão. A operação era tão secreta que a Luftwaffe não notificou as baterias de artilharia antiaérea do ataque, o que resultou em muitas aeronaves alemãs a serem abatidas pelas próprias defesas alemãs. Com o fim da Operação Bodenplatte, a Luftwaffe no oeste europeu estava acabada como força de combate. A falta de combustível era tal que asas inteiras ficaram confinadas ao solo, enquanto os novos aviões produzidos não podiam ser empregues devido aos constantes ataques; e mesmo que estas novas aeronaves chegassem à frente de combate, as chances de serem pilotadas por tripulações devidamente treinadas eram mínimas, já que as escolas de treino tinham entrado em colapso. A única coisa que sobrava à Luftwaffe era um conjunto de "armas maravilhosas".
Ainda a Batalha das Ardenas não tinha terminado (só terminaria no dia 25 de Janeiro) e os soviéticos começaram uma nova vaga de ataques no dia 12 de Janeiro, ataques estes que surpreenderam os alemães. Empregando a técnica de fingir atacar em um lado e atacando na realidade em outro, os soviéticos fingiram que haveria um ataque ao redor de Varsóvia; na realidade, o ataque ocorreu bem mais ao sul, a partir da margem oeste do rio Vístula. A Luftflotte 6, enfrentando o centro do avanço inimigo, conseguia colocar em campo cerca de mil aviões e conseguiu manter alguma vantagem nos primeiros dias, contudo, a maciça superioridade numérica soviética não deu qualquer chance aos alemães.

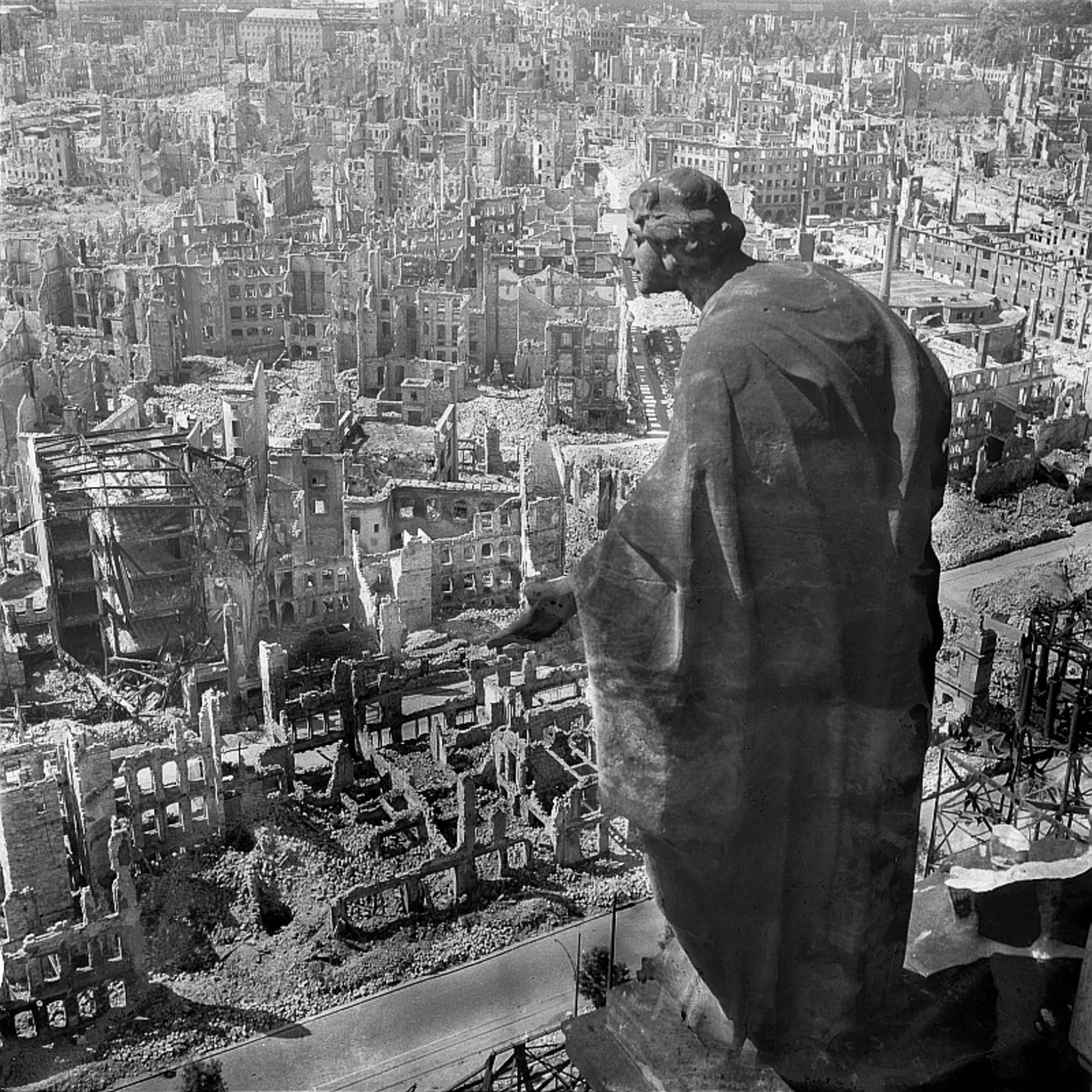
Fotografia da cidade de Dresden após o incêndio que deflagrou aquando dos intensos bombardeamentos aliados.

No dia 19 de Janeiro as divisões do Exército Vermelho já estavam nas fronteiras da Alemanha e, no final do mês, já estavam à margem do rio Oder, a menos de 80 quilómetros de Berlim. A Luftwaffe providenciou aviões adicionais na tentativa de parar o avanço soviético mas, embora tenha conseguido reunir cerca de 800 aeronaves, os seus pilotos inexperientes não conseguiram competir contra os russos. Em Fevereiro os soviéticas pararam de avançar devido ao facto de a sua cadeia de suprimentos ter chegado a um limite, contudo, o colapso do reich já estava à vista. Quando os soviéticos retomavam os seus avanços em toda a frente oriental, eles encontraram pouca ou nenhuma oposição aérea. Ao sul, a Luftflotte 4 tentou defender uma área que ia do Mar Adriático aos Montes Cárpatos com uma força de pouco mais de 500 aviões, sendo que a maioria deles foram sacrificados quando Hitler ordenou um contra-ataque em Budapeste.
Os aliados, cientes da superioridade aérea indiscutível, adoptaram duas estratégias contra a Alemanha. De um lado, os norte-americanos, realizariam uma série de ataques contra as indústrias-chave do esforço de guerra alemão. Por outro lado, a RAF concentraria os seus ataques contra as cidades e os complexos industriais nelas situados, o que culminou no massivo bombardeamento da cidade de Dresden, entre 13 e 15 de Fevereiro de 1945. Este ataque, realizado enquanto a cidade celebrava o Carnaval, apanhou todos de surpresa. Uma onda de bombas altamente explosivas foram lançadas, que partiriam os vidros e facilitariam o trabalho das bombas incendiárias para que se propagasse um grande incêndio. As defesas antiaéreas da cidade pouco ou nada fizeram, e a Luftwaffe não tinha qualquer poder para impedir o ataque.
No leste, os soviéticos aniquilaram as forças alemãs na Hungria no final de Março e, no dia 13 de Abril de 1945, tomaram da capital austríaca, Viena. A esta altura a Luftflotte 4 tinha simplesmente deixado de existir. À excepção de alguns pilotos isolados que descolavam para tentar abater alguma aeronave inimiga, a participação da Luftwaffe na recta final da defesa do Reich foi quase nula.